# Course de la Paix
La Course de la Paix (en polonais Wyścig Pokoju, en allemand Internationale Friedensfahrt et en tchèque Závod míru)  est une épreuve cycliste à étapes, créée en 1948. Organisée par les quotidiens des partis communistes polonais Trybuna Ludu et tchécoslovaque Rudé Právo, la course se dispute jusqu'en 1951 entre Varsovie et Prague (et vice-versa). En 1952, le journal Neues Deutschland, organe du Parti socialiste unifié d'Allemagne (le SED) se joint à l'organisation. Désormais, la Course de la Paix alterne ses départs et ses arrivées entre les trois capitales, Berlin, Prague et Varsovie. Cette organisation (à l'exception de l'année 1969, où Prague refuse sa participation) dure jusqu'en 1984. En 1985 et 1986, les soviétiques sont associés à l'organisation de  la course : le quotidien la Pravda devient coorganisateur et les départs sont donnés de Moscou puis de Kiev. Elle reprend en 1987 son parcours traditionnel, entre Berlin, Prague et Varsovie, et célèbre son 40e anniversaire en réunissant au départ de Berlin 156 coureurs répartis en 26 équipes venues de 3 continents. C'est son apogée. La première page du règlement de la Course de la Paix définit l'objectif de l'épreuve :
« (...) La Course de la Paix exprime la volonté de tous les participants de défendre une paix durable, la sécurité  et la coopération entre les peuples de tous les continents de notre planète. (...) Elle approfondit la solidarité internationale  entre les sportifs tout en popularisant le cyclisme amateur. »
Mais en 1988 la course évite Prague et Varsovie et prend son essor à Bratislava. En 1989, ce sont bien les trois capitales que le peloton relie par 1 927 kilomètres de parcours, mais la plus grande part de l'élite du cyclisme soviétique n'est pas au rendez-vous, car passée dans les rangs du cyclisme professionnel.
Les bouleversements survenus en 1989-1991 dans l'Est de l'Europe ont entraîné un changement profond de l'épreuve, réduite en son kilométrage, et privée de la participation de l'élite du cyclisme mondial. Sa dimension géographique perd toute symbolisme. En 1991, elle relie Prague et Varsovie mais évite la nouvelle Allemagne. En 1992, elle part de Berlin mais ignore Varsovie et Prague. En 1993, seule l'aide des organisateurs du « petit » Tour de Bohême lui permet de survivre au centre de l'Europe, réduit au quadrilatère tchèque jusqu'en 1996. À partir de ce millésime, les organisateurs font face aux nouvelles catégories instaurées par l'Union cycliste internationale.  Souvent oubliée dans les palmarès annuels du cyclisme, devenue une course de catégorie inférieure (2-5), elle remonte en 2-4 en 1999, en 2-3 en 2001, et est reclassée en 2-2 de 2002 à 2004. Cette année-là, la Course, à la recherche de nouveaux symboles se veut trait d'union entre l'ouest et l'est du continent européen en adoptant un parcours qui mène les coureurs de Bruxelles à Prague, via Hanovre et Wroclaw. La dernière édition de la Course de la Paix, reclassée H.C., s'est déroulée en 2006, entre Linz (Autriche), Karlovy-Vary (République tchèque) et Hanovre (Allemagne).

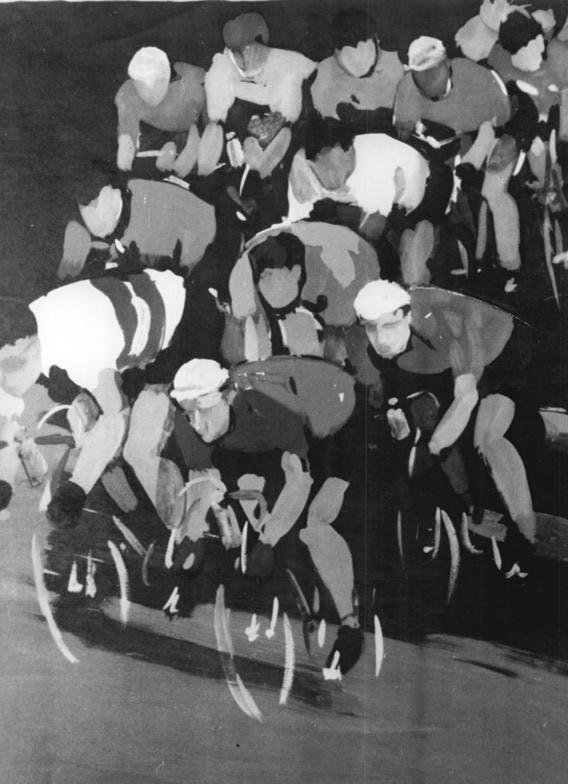
Affiche éditée pour la XIVe Course de la Paix

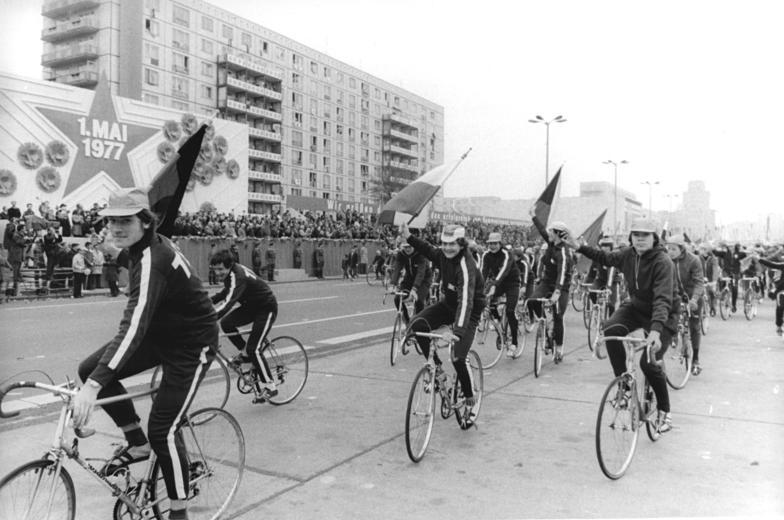
Trentième Course internationale de la Paix, Berlin-Est, 1977. L'association avec la Journée internationale des travailleurs a été un des principes fondateurs de la Course de la Paix. De 1948 à 1962, la date du départ se situe le Premier mai (3 fois), le 30 avril (3 fois) et se fixe au 2 mai à partir de 1954. Ce n'est qu'en 1963 que les organisateurs associent la date du départ de la Course avec le 8 mai, référence à la défaite du nazisme et à la victoire des alliés, en particulier ici, soviétiques.

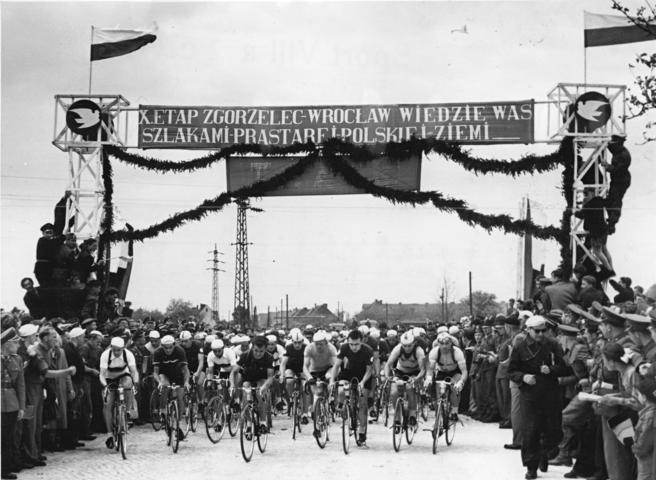
Le passage des frontières par les courses cyclistes est à l'Est comme à l'Ouest, fortement symbolique, à peu d'années de la Seconde Guerre mondiale. À noter ici entre RDA et Pologne, la présence emblématique de la colombe de la Paix.

## La course emblématique des «pays de l'Est», 1948-1991

### Une course cycliste en prise dans l'histoire contemporaine de l'Europe

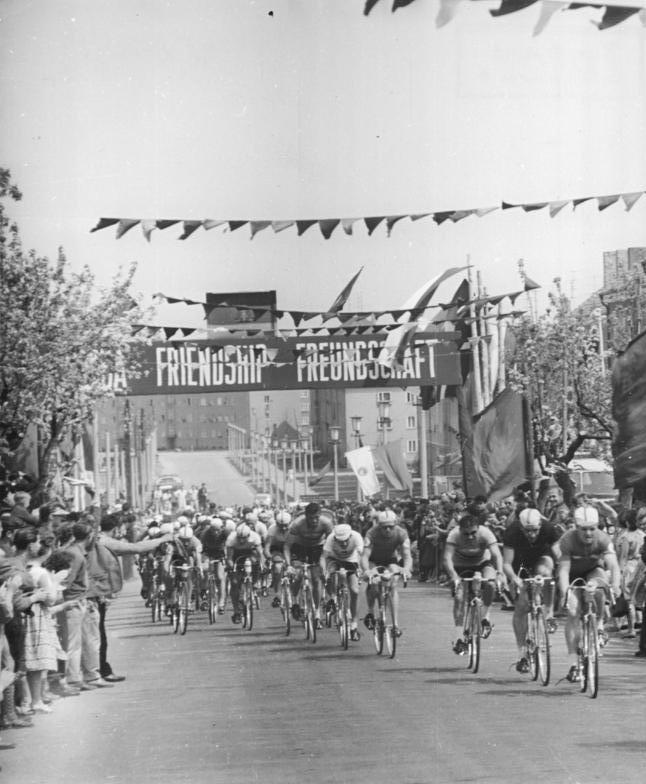
Nommée Course de la Paix, la compétition sur les routes entre Berlin, Prague et Varsovie célèbre L'amitié entre les peuples, dans une Europe bouleversée par la Seconde Guerre mondiale

Officiellement reconnue par l'Union cycliste internationale (UCI) en 1954, cette compétition se veut trait d'union entre des peuples marqués par les traumatismes de la seconde guerre mondiale. Conçue par deux journalistes sportifs, le polonais Zygmunt Weiss et le tchécoslovaque Karel Tocl, organisée en 1948 sous la forme de deux courses distinctes, Varsovie-Prague, Prague-Varsovie, elle se tient dans les conditions précaires de la reconstruction des deux pays organisateurs, Tchécoslovaquie et Pologne. Dès 1950, elle est utilisée comme illustration et outil de propagande pour la paix :  elle prend le nom officiel de Course de la Paix et adopte pour symbole la colombe que l'artiste Picasso avait créé en avril 1949, pour le premier Congrès mondial  du Mouvement des Partisans de la Paix. Cet oiseau orne le maillot du leader du classement général. D'abord fixée autour du Premier mai, fête internationale des travailleurs, la date du départ fut repoussée en 1963. Les dates durant lesquelles se dispute l'épreuve coïncident alors avec les cérémonies qui marquent l'anniversaire du 8 mai 1945 (victoire des alliés sur le nazisme). L'admission en 1952 de la RDA parmi les organisateurs consacre cette volonté affichée de réconciliation entre les pays et les peuples naguère ennemis.
Cependant les événements politiques qui se déroulent dans les pays sous influence soviétique interfèrent à plusieurs reprises sur la compétition. En 1969, première année de la Normalisation en Tchécoslovaquie après l'invasion soviétique d'août 68, la course évite Prague, du fait de l'opposition de la fédération cycliste tchèque, qui n'admet pas d'organiser une course « sous la botte » de l'occupant russe. L'état d'urgence décrété en Pologne après 1981 change plus encore l'atmosphère de la course. À la même époque l'emprise du cyclisme soviétique, emmené par des champions de grande valeur, tel Sergueï Soukhoroutchenkov, écrase la course.

### L'enjeu du classement par équipes

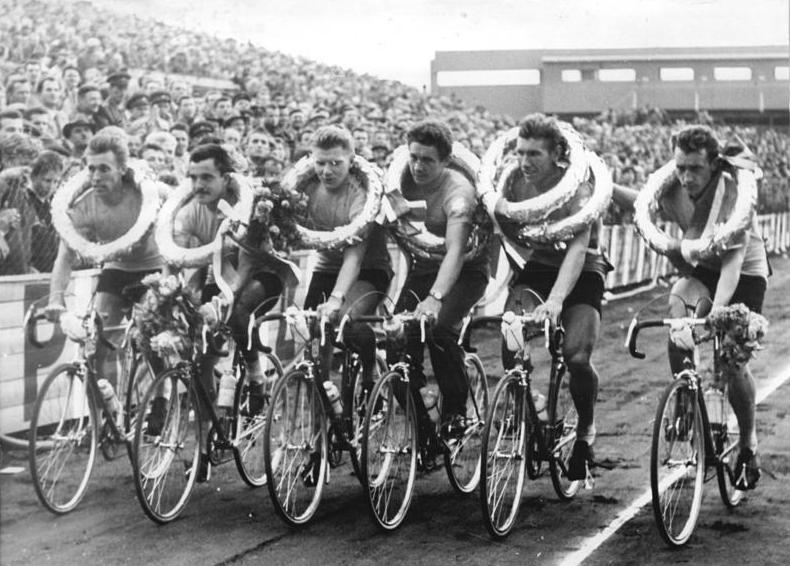
Une des équipes soviétiques victorieuses du Classement par équipes, la « Dream-Team » de 1962, déjà victorieuse en 1961, fait le tour de piste du stade de Varsovie : de gauche à droite, Viktor Kapitonov, 2e en 1961, champion olympique 1960 ; Gainan Saidschushin, vainqueur 1962, 1er du classement par points 1965 ; Alexeï Petrov, 1er du classement par points 1962, 11 étapes gagnées de 1961 à 1966 ; Youri Melikhov, 2e en 1962, vainqueur 1961, 8 victoires d'étape entre 1959 et 1965 ; Anatoli Tcherepovitch, 5 étapes gagnées entre 1957 et 1963 ; Stanislav Moskvine, quadruple champion du monde (1963, 1965, 1967, 1969) sur piste par équipes.

Les rivalités entre les équipes des pays de l'Est avec celle de l'Union soviétique prennent souvent l'allure de revanche, par coureurs interposés, sur la domination politique de l'URSS. La première victoire en 1956 d'un coureur polonais fait de celui-ci, Stanisław Królak, un « héros national ». C'est pareillement que sont vécus les exploits des cyclistes polonais dans les années 1970, en particulier les quatre victoires de Ryszard Szurkowski (1970, 1971, 1973, 1975) ou la victoire du tchèque Vlastimil Moravec en 1972. Celui-ci l'emporte finalement à Varsovie  avec 2 secondes d'avance sur le soviétique Nejlubin. C'est le plus faible écart jamais enregistré entre les deux premiers, mais c'est tout un peuple qui triomphe. De même les deux victoires de l'allemand de l'est Gustav-Adolf Schur, en 1955 et 1959, prennent valeur pour la RDA de consécration de son existence en tant qu'État. La victoire au Classement général par équipes prend, pour les fédérations concernées, une valeur équivalente, sinon plus, que le classement final individuel. À cet égard, la domination soviétique est nette:

### Victoires au classement par équipes (1948-1991)
- 1.  Union soviétique : 20 succès de l'équipe de l'URSS[12] en l'espace de 45 éditions.

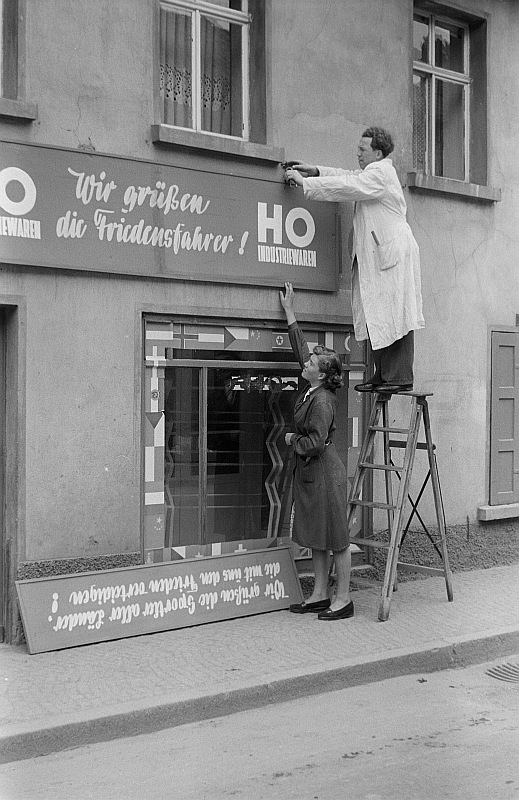
Employés d'HO (Handelsorganisation) décorant leur magasin avant une Course de la Paix. Borna, 1954. Photo : Renate et Roger Rössing.

- 2.  République démocratique allemande : 10 victoires[13].
- 3.  Pologne : 8 succès[14].
- 4.  Tchécoslovaquie : 5 succès[15].
- 5.  France (FSGT) et   Royaume-Uni : 1 succès.

### L'emprise soviétique
Le poids politique du « grand frère » soviétique atteint l'organisation de la course elle-même au début des années 1980. À l'instar du Tour de France, les organisateurs font prendre l'avion aux coureurs pour des départs de la Course hors de ses frontières naturelles. Ainsi, par deux fois la Course de la Paix, au nom de « l'Amitié entre les peuples », délocalise ses premières étapes en URSS. En 1985, c'est de Moscou qu'elle prend son envol, pour deux étapes en terre russe. L'année suivante le départ est donné à Kiev en Ukraine le 6 mai 1986. Dix jours seulement après la catastrophe nucléaire de Tchernobyl, dont la centrale est toute proche. Le prologue et trois étapes sont disputés en Ukraine. La plupart des pays occidentaux annulent leur participation à l'exception de la Finlande et de la France,. L'expérience s'arrête là. Faut-il y voir le signe remarqué par la presse, L'Humanité comprise, du désintérêt du public russe ou ukrainien ? Ou plutôt est-ce le fait que le cyclisme soviétique n'ait pu s'imposer individuellement au terme de ces deux éditions remportées l'une par le Polonais Lech Piasecki  et l'autre par l'Allemand de l'Est Olaf Ludwig ? En 1987, la course reprend son parcours traditionnel entre les trois capitales. L'année 1988 enregistre sans doute une fracture interne naissante en Tchécoslovaquie : le départ est donné à Bratislava, capitale de la partie slovaque du pays.

### L'hypothèse Paris-Moscou?
Après plusieurs éditions en demi-teinte, certains commentateurs déplorant le blocage de la course par une ou deux équipes, une initiative tend à relancer la Course de la Paix en 1989. Le journal français l'Humanité, dont le directeur, Roland Leroy est élu Président du comité d'organisation, le journal ouest-allemand Unsere Zeit et La Pravda soviétique, associés aux trois journaux fondateurs, propose pour célébrer le bicentenaire de la Révolution française, une course open Paris- Moscou, longue de 2 100 km, disputée en 21 jours. Plus que des difficultés avec l'UCI, évoquées, il semble que le montage financier de cette opération n'ait jamais été en mesure de soutenir l'ambitieux projet Paris-Moscou.

### 1989, année charnière de laCourse des 3 capitales

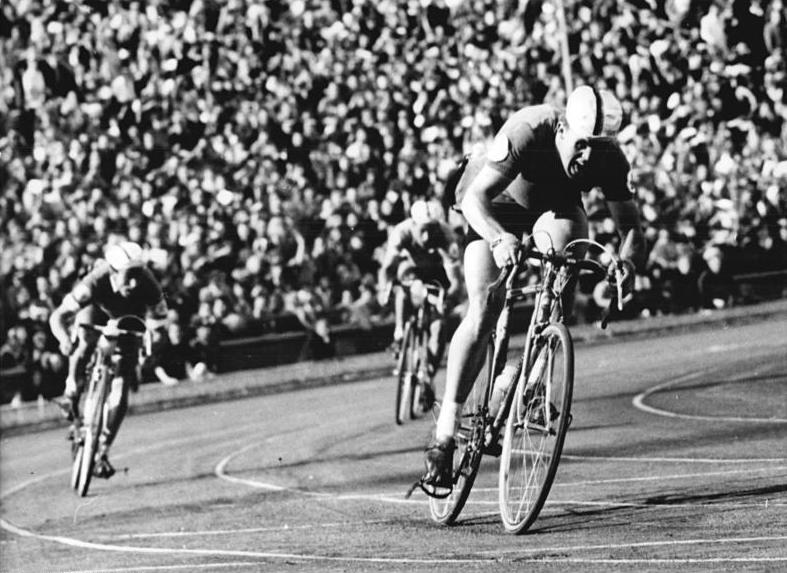
Arrivée d'une étape sur la cendrée d'un stade, ici à Dresde au début des années 1960.

En mai 1989 se déroule la dernière édition de la course sous les régimes socialistes. Bien sûr cette observation d'histoire n'est pas vécue comme telle par les participants. En 47 heures 30 minutes et 43 secondes l'Allemand Uwe Ampler   y remporte un troisième succès consécutif, significatif de l'apogée atteinte dans le domaine sportif par la RDA. Le vainqueur de 1989 est le fils d'un ancien vainqueur, Klaus Ampler, lauréat de l'épreuve en 1963 et pilier de l'équipe cycliste de la République démocratique allemande jusqu'en 1970. Ce pays, qui en est à célébrer ses quarante années d'existence  remporte d'ailleurs aussi en cette année charnière le classement par équipes de la Course de la Paix. Le second de l'épreuve, Olaf Jentzsch est aussi originaire de RDA. Quant au troisième, il s’agit de Zenon Jaskuła de Pologne. Alors inconnu, Jaskuła remporte quelques années plus tard une étape du Tour de France, la première remportée par un Polonais.

Au total parmi les 10 premiers du classement général final de l'édition 1989, 3 ressortissants de l'Allemagne de l'Est, 2 cyclistes de la  Pologne, 2 représentants de la Tchécoslovaquie, 1 de la Bulgarie, 1 de l'Allemagne, et un seul ressortissant de l'URSS.

## La Course de la Paix, après la chute du Mur

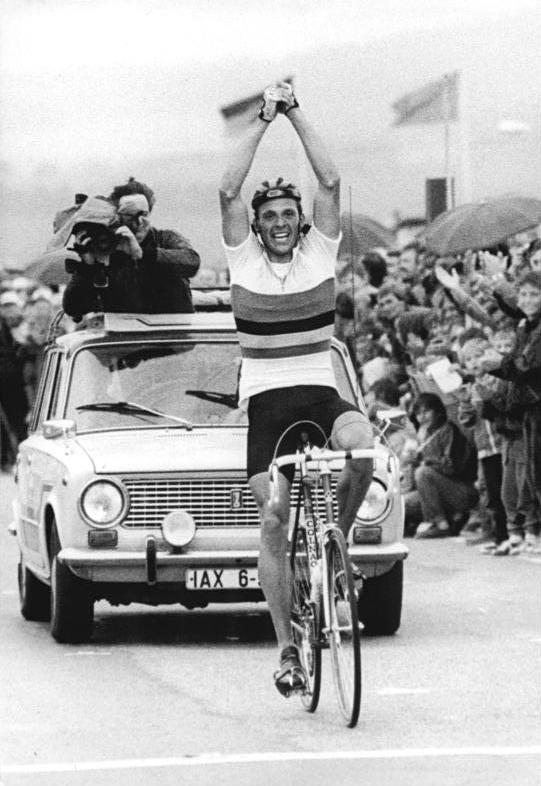
Uwe Ampler, vainqueur en 1987, 1988, 1989, 1998. De la RDA, de l'Allemagne, la continuité du sport.

Depuis 1990, la Course de la Paix se dispute dans le cadre de pays sortis du giron soviétique. Diminuée dans son kilométrage, l'édition 1991 est la dernière à relier Prague à Varsovie. C'est aussi l'année de la dernière victoire d'un ressortissant de l'URSS. L'épreuve a ensuite perdu de son audience en tant que compétition internationale. De plus, la Course de la Paix était jusqu'alors une des rares fenêtres qui permit aux coureurs « amateurs » de l'est européen de s'illustrer au-delà de leurs frontières. La démocratisation en Pologne, en Tchécoslovaquie et en Allemagne réunifiée a ôté à la course tout aspect propagandiste. Son caractère particulier dans le calendrier cycliste disparait en même temps que les champions de l'est sont admis dans les équipes professionnelles. Nombres de ceux qui ont débuté sur les routes entre Varsovie, Prague et Berlin, font une carrière honorables dans le cyclisme en voie de mondialisation après 1990. La Course de la Paix reste disputée par des équipes en sélections nationales jusqu'en 1995. Lors de cette 48e édition, le Français Damien Nazon l'emporte à quatre reprises au classement d'étapes.
La chute du Mur de Berlin n'a cependant pas mis fin à la domination sur la course des coureurs issus de l'ancienne partie est de l'Allemagne. Le symbole de cette continuité en est la victoire en 1998 de Uwe Ampler, ultime vainqueur sous le maillot de la RDA.

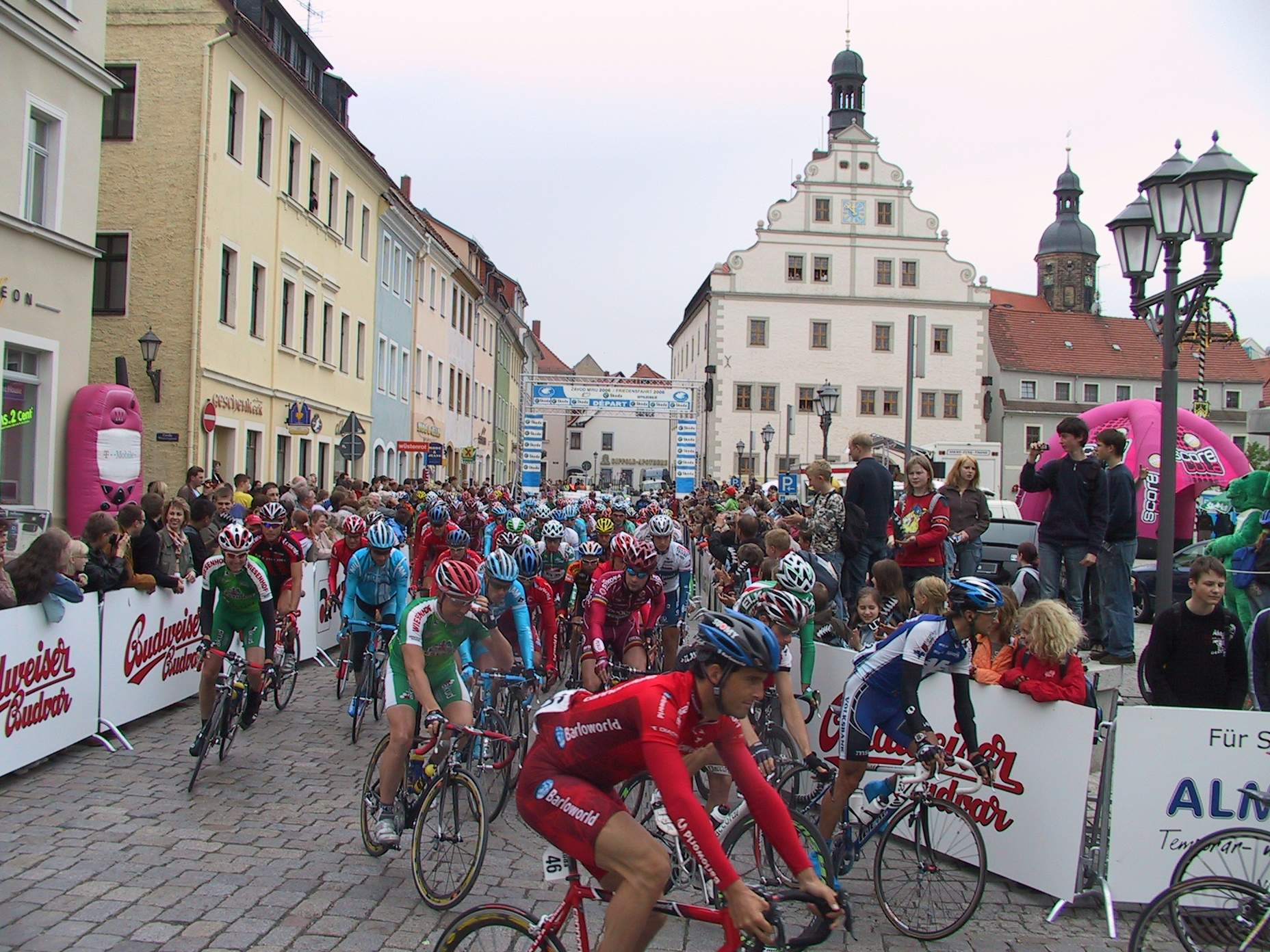
2006, le peloton de la Course de la Paix. C'est pour l'instant la dernière à avoir été disputée.

Les deux autres vainqueurs allemands sont aussi issus des écoles du cyclisme de la RDA. Jens Voigt, futur maillot jaune du Tour de France vient d'un club de Berlin-est.  Steffen Wesemann  s'adjuge 5 bouquets finaux, devenant le recordman au nombre des victoires, dans un contexte bien différent de celui de ses devanciers. Issus aussi de l'ancienne République Démocratique allemande sont les animateurs de la Course Bert Dietz et Danilo Hondo, comme le futur vainqueur du Tour de France, Jan Ullrich, qui participe à l'édition de 1994, au terme de laquelle il est placé 12e du classement final.
Déclassée au rang de courses internationales secondaires, la Course de la Paix, qui gardait sa vocation à franchir les frontières se cherchait depuis 2000 des parcours nouveaux. Elle sort des anciens territoires de l'Est, prenant son envol de Hanovre en 2000, puis de Bruxelles en 2004. En 2005, la Course n'est pas disputée. Elle reprenait en 2006, en tentant un nouveau départ international en Autriche. Dans la tourmente du dopage qui secoue le sport en général et le cyclisme particulièrement, la Course de la Paix n'est pas épargnée. En 2002, le vainqueur final à Varsovie, terme de la course, le polonais Piotr Przydzial est déclassé peu après, pour dopage. Son second, le tchèque Ondřej Sosenka, « sur tapis vert », est déclaré vainqueur. Il ne dépare pas le palmarès de l'épreuve : quelques mois plus tard Sosenka bat le record du monde de l'heure...
La Course de la Paix n'est plus disputée depuis 2006, il semble qu'un chapitre du Cyclisme sur route soit définitivement clos. L'appellation subsiste cependant, et c'est un sigle où figure le symbole de la Paix, la colombe blanche sur fond bleu, qu'une épreuve réservée aux cyclistes juniors est organisée en République tchèque et poursuit, à niveau modeste, la mythique Course de la Paix.

## Bilan des équipes nationales (1948-1995)
La lecture du tableau des victoires et accessits au classement par équipes doit prendre en compte plusieurs facteurs: 1- La durée de vie de la Course : elle s'est disputée par sélections nationales de 1948 jusqu'en 1995. 2- Les nuances qu'introduisent les 5 premières places du challenge des équipes: la domination soviétique s'efface quelque peu pour laisser place à un classement où les pays organisateurs : Pologne, Tchécoslovaquie et RDA s'affichent en tête. Mais lors des premières éditions certains pays déléguaient 2, voire 3 équipes. 3- L'URSS ne prend part à la course qu'entre 1954 et 1991. À l'inverse la Russie, l'Ukraine et la Moldavie ne concourent que de 1992 à 1995, la République tchèque de 1993 à 1995, l'Allemagne réunifiée de 1991 à 1995. La France et la Belgique sont aux premières places des nations de l'Ouest européens. La Roumanie, absente des tableaux des vainqueurs est mieux placée. Le nom de chaque pays est suivi des nombres de places 1er, 2e, 3e, 4e, 5e et du total de celles-ci.

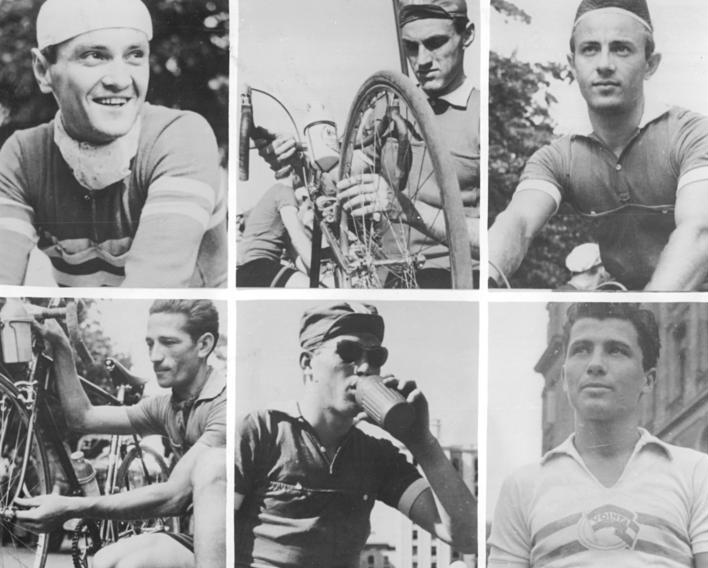
L'équipe de Roumanie en 1960. De g. à d. en haut : Ion Cosma, Zanoni, Gabriel Moiceanu. En bas : Radulescu, Ziegler, Stoica. Moiceanu est connu en France pour ses victoires au Grand Prix cycliste de L'Humanité

| Classement | Pays                 | Nombre de 1re place | Nombre de 2e place | Nombre de 3e place | Nombre de 4e place | Nombre de 5e place | Nombre de Top 5 |
| ---------- | -------------------- | ------------------- | ------------------ | ------------------ | ------------------ | ------------------ | --------------- |
| 1          | Pologne              | 9                   | 11                 | 8                  | 10                 | 8                  | 46 places.      |
| 2          | Tchécoslovaquie      | 5                   | 5                  | 19                 | 7                  | 3                  | 39 places.      |
| 3          | Allemagne de l'Est   | 10                  | 18                 | 6                  | 3                  | 1                  | 38 places.      |
| 4          | Union soviétique     | 20                  | 5                  | 5                  | 2                  | 2                  | 34 places.      |
| 5          | Bulgarie             | 0                   | 0                  | 1                  | 6                  | 8                  | 15 places.      |
| 6          | France               | 1                   | 0                  | 2                  | 6                  | 4                  | 13 places.      |
| 7          | Belgique             | 0                   | 2                  | 1                  | 5                  | 3                  | 11 places.      |
| 8          | Roumanie             | 0                   | 2                  | 2                  | 1                  | 2                  | 7 places        |
| 9          | Pays-Bas             | 0                   | 0                  | 1                  | 0                  | 4                  | 5 places        |
| 9          | Hongrie              | 0                   | 1                  | 4                  | 0                  | 0                  | 5 places        |
| 11         | Danemark             | 0                   | 2                  | 1                  | 0                  | 1                  | 4 places        |
| 11         | Allemagne            | 1                   | 2                  | 0                  | 1                  | 0                  | 4 places        |
| 13         | Royaume-Uni          | 1                   | 0                  | 1                  | 0                  | 1                  | 3 places        |
| 13         | République tchèque   | 2                   | 0                  | 1                  | 0                  | 0                  | 3 places        |
| 13         | Suède                | 0                   | 0                  | 0                  | 1                  | 2                  | 3 places        |
| 16         | Russie               | 0                   | 1                  | 0                  | 0                  | 1                  | 2 places        |
| 16         | Norvège              | 0                   | 0                  | 0                  | 1                  | 1                  | 2 places        |
| 16         | Allemagne de l'Ouest | 0                   | 0                  | 0                  | 0                  | 2                  | 2 places        |
| 19         | Yougoslavie          | 0                   | 0                  | 1                  | 0                  | 0                  | 1 place         |
| 19         | Italie               | 0                   | 0                  | 0                  | 0                  | 1                  | 1 place         |
| 19         | Cuba                 | 0                   | 0                  | 0                  | 0                  | 1                  | 1 place         |
| 19         | Moldavie             | 0                   | 0                  | 1                  | 0                  | 0                  | 1 place         |
| 19         | Ukraine              | 0                   | 1                  | 0                  | 0                  | 0                  | 1 place         |
| 19         | Colombie             | 0                   | 0                  | 0                  | 0                  | 1                  | 1 place         |
| 19         | Portugal             | 0                   | 0                  | 0                  | 0                  | 1                  | 1 place         |
| 19         | Australie            | 0                   | 0                  | 0                  | 1                  | 0                  | 1 place         |
| 19         | Suisse               | 0                   | 0                  | 0                  | 0                  | 1                  | 1 place         |

## Bilan des victoires individuelles par nations

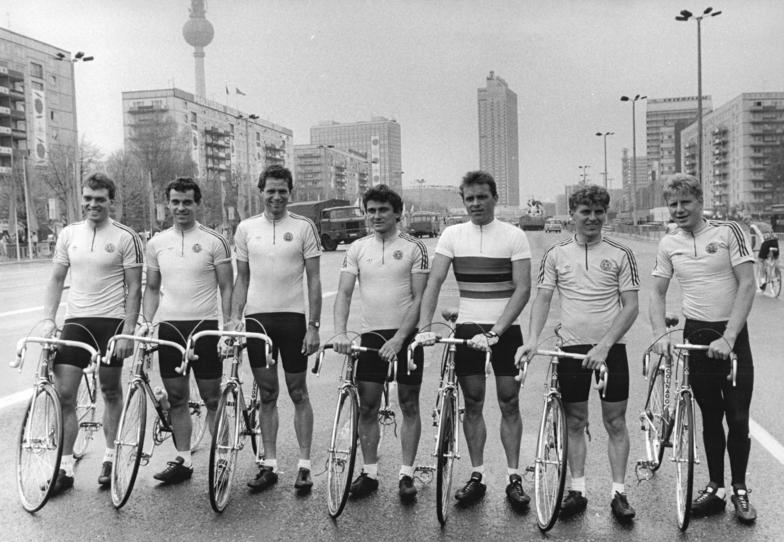
La Mannschaft : l'équipe de la RDA en 1987, 6 titulaires et 1 remplaçant. De gauche à droite : Olaf Ludwig Uwe Raab, Mario Kummer, Thomas Barth, Uwe Ampler, Jens Heppner, Jan Schur, le remplaçant, fils de Gustav Schur. 4 champions olympiques individuels ou par équipes, 5 champions du monde à plusieurs reprises, 6 Courses de la Paix, 55 victoires d'étapes

Le bilan des victoires individuelles entre 1948 et 1991, dernière année d'existence de l'URSS, devenue CEI, contraste avec celui dressé précédemment pour les équipes.
- 1.  République démocratique allemande : 12 victoires, dont 3 de Uwe Ampler (qui remporte un quatrième succès en 1998), 2 de Gustav-Adolf Schur, 2 de Olaf Ludwig[29]
- 2.  Union soviétique : 10 victoires, dont un seul doublé, celui de Sergueï Soukhoroutchenkov
- 3.  Pologne : 7 victoires, dont 4 du seul Ryszard Szurkowski
- 4.  Tchécoslovaquie : 4 victoires
- 4.  Danemark : 4 victoires également
- 6.  France : 2 victoires
- 6.  Yougoslavie : 2 victoires (groupées sur l'édition bicéphale de 1948)
- les autres pays, avec une victoire :  Royaume-Uni,  Bulgarie,  Pays-Bas,  Belgique.

Depuis 1992, en 14 éditions de la Course, l'Allemagne réunifiée l'emporte à 7 reprises.
- 1.  Allemagne : 7 victoires (dont 5 de Steffen Wesemann[30])
- 2.  République tchèque : 3 victoires
- 3.  Italie : 2 victoires
- 4.  Pologne et  Danemark : 1 victoire chacun.

## La France, ses journalistes, ses coureurs, et la Course de la Paix

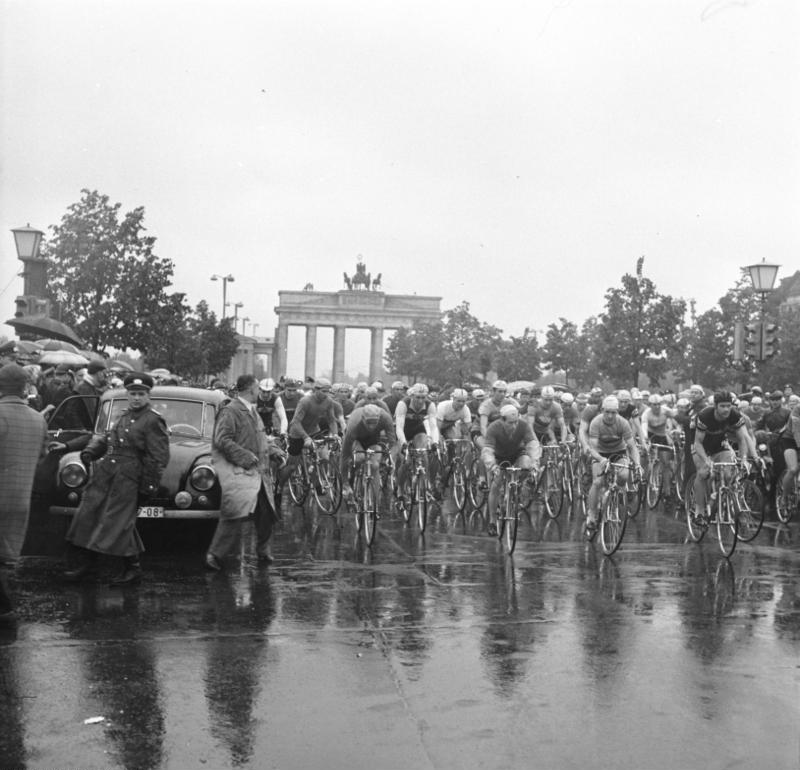
Une course en prise avec l'histoire: à Berlin, Porte de Brandebourg

Organisée dans l'orbite politique des partis communistes de l'Europe de l'Est, la Course de la Paix ne rallie à ses débuts que des coureurs appartenant à la Fédération sportive et gymnique du travail (FSGT). Cette fédération omnisports se situe dans la mouvance de la CGT et du PCF. Durant l'Occupation, son secrétaire général Auguste Delaune a été fusillé par les Allemands. En 1949, l'équipe de France FSGT remporte le classement par équipes, et quatre de ses membres occupent les premières places du classement général, derrière le vainqueur tchèque Jan Veselý. L'année suivante est constituée une équipe de "Polonais de France". L'un d'eux, Klabinski remporte deux étapes et termine second à Prague au terme de l'épreuve. C'est au sein de  cette équipe des Polonais de France que le futur champion du Monde et quintuple champion de France, Jean Stablinski s'illustre en 1952, remportant deux étapes et terminant troisième du classement général final.
La reconnaissance officielle de la Course de la Paix par l'UCI provoque l'effacement des sportifs de la FSGT.En 1954 deux équipes françaises figurent parmi les concurrents, venus de 24 pays. Pour l'équipe de la FFC (Fédération française de cyclisme), Fernand Picot termine quatrième au classement final, après avoir remporté une étape, tandis que les Polonais de France engrangent 3 victoires d'étapes. Ces débuts français prometteurs ne sont cependant pas suivis d'autres exploits les années suivantes. Il semble que, pour d'autres raisons que sportives, la Course de la Paix soit délaissée par la FFC qui n'y envoie que des équipes de « seconds couteaux ». 

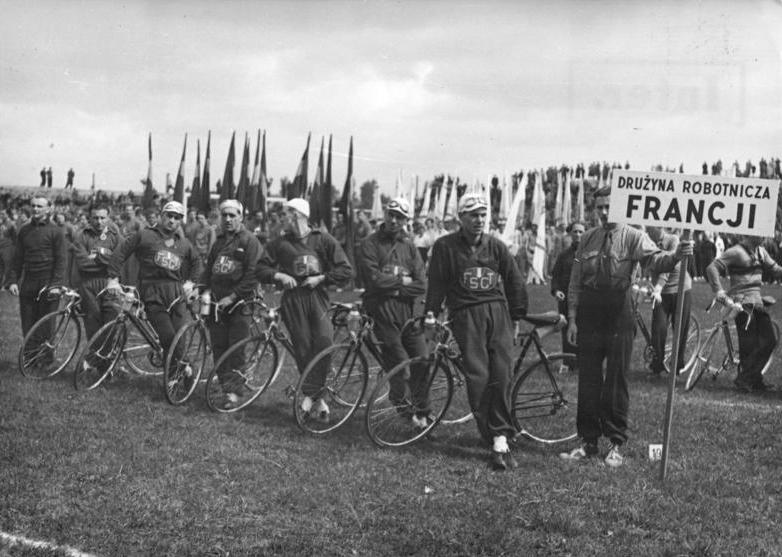
1950: l'équipe de France FSGT

Au début des années 1950, le seul journal français qui envoie un reporter suivre la course est L'Humanité. Le spécialiste est Émile Besson, qui tente de valoriser les faibles performances des Français et dénonce l'ostracisme de la Fédération. Jusqu'en 1989, le quotidien communiste et le magazine dominical l'Humanité-Dimanche consacrent chaque mois de mai quelques colonnes de leurs rubriques sportives à relater les exploits du « Tour des amateurs », ou de « la plus belle épreuve du monde ». À partir de 1961, en alternance avec Jean-Guy Modin, Emile Besson popularise aussi cette course dans les colonnes du Miroir du cyclisme. En 1955, l'Agence France-Presse délègue sur la course un de ses journalistes, Robert Descamps. Lui aussi collabore ensuite à Miroir du cyclisme : il documente le mensuel de ses archives dans la rubrique « encyclopédique ». Le quotidien sportif L'Équipe, fait suivre un temps la Course de la Paix par Albert Baker d'Isy, mais ne s'intéresse réellement à cette épreuve que dans la période des années 1960, pendant laquelle s'illustrent sur les routes de la « Paix » quelques coureurs français. Les autres années, il ne livre de cette course que les résultats des étapes et du classement.

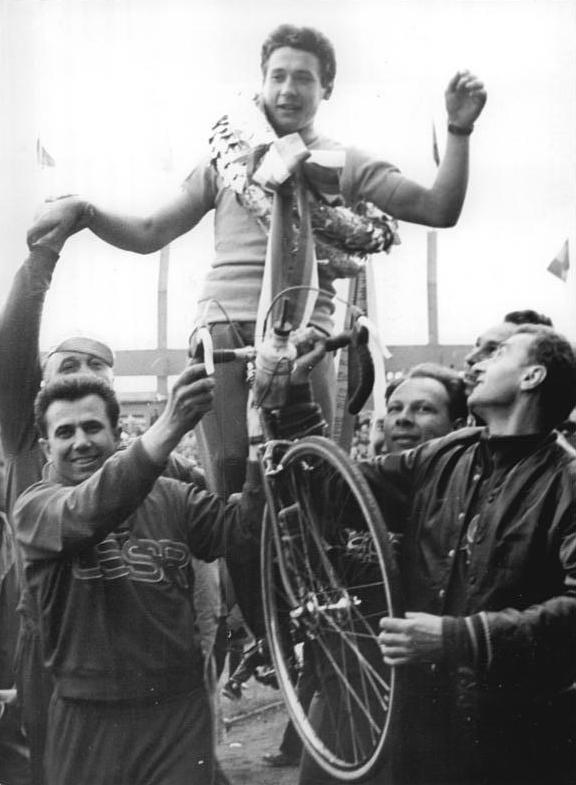
Youri Melikhov (ici en 1961 après sa victoire) vient en 1963 disputer le Tour de l'Avenir. Il remporte 3 étapes mais termine à la. Premier soviétique au classement général, Olizarenko est 17e. Viktor Kapitonov est 19e.

Lorsqu'à partir de 1961 est organisé par L'Équipe le Tour de l'Avenir, la référence à la Course de la Paix est fréquente dans la presse sportive. Le nom même de ce Tour de France des amateurs, se référant  à « l'Avenir », est de la même connotation que l'épreuve vouée à « la Paix » : les frontières géographiques sont évacuées, formellement tout au moins, pour des valeurs intemporelles. Les organisateurs d'ailleurs n'ont de cesse que de faire participer à l'épreuve hexagonale les coureurs de l'Est. La Pologne est la première à répondre dès 1961 à l'invitation. En 1963, le but est près d'être atteint : une équipe soviétique de premier plan, où figurent le vainqueur de l'édition 1961 de la Course de la Paix Youri Melikhov et le champion olympique Viktor Kapitonov, est au départ. Les cyclistes soviétiques sont sans doute désarçonnés par le profil montagneux de l'épreuve : Melikhov remporte 3 étapes au sprint, mais le meilleur au classement général pointe à la 17e place. Kapitanov termine 19e. L'expérience est renouvelée en 1966. Une seule étape est remportée par un soviétique (Vladimir Urbanowitch) mais Alexandre Dochljakov  se classe parmi les 10 premiers : il est finalement 9e. Après une troisième tentative décevante en 1968, soldée par une victoire d'étape, il faut attendre 10 années, pour que la fédération cycliste d'URSS renoue avec les routes de "l'Avenir", en envoyant  en France son équipe première, sous la houlette de Viktor Kapitonov, devenu directeur sportif. La victoire de Sergueï Soukhoroutchenkov conclut cette participation. C'est une autre histoire.

### 1949-1953, le sport travailliste assure la présence française

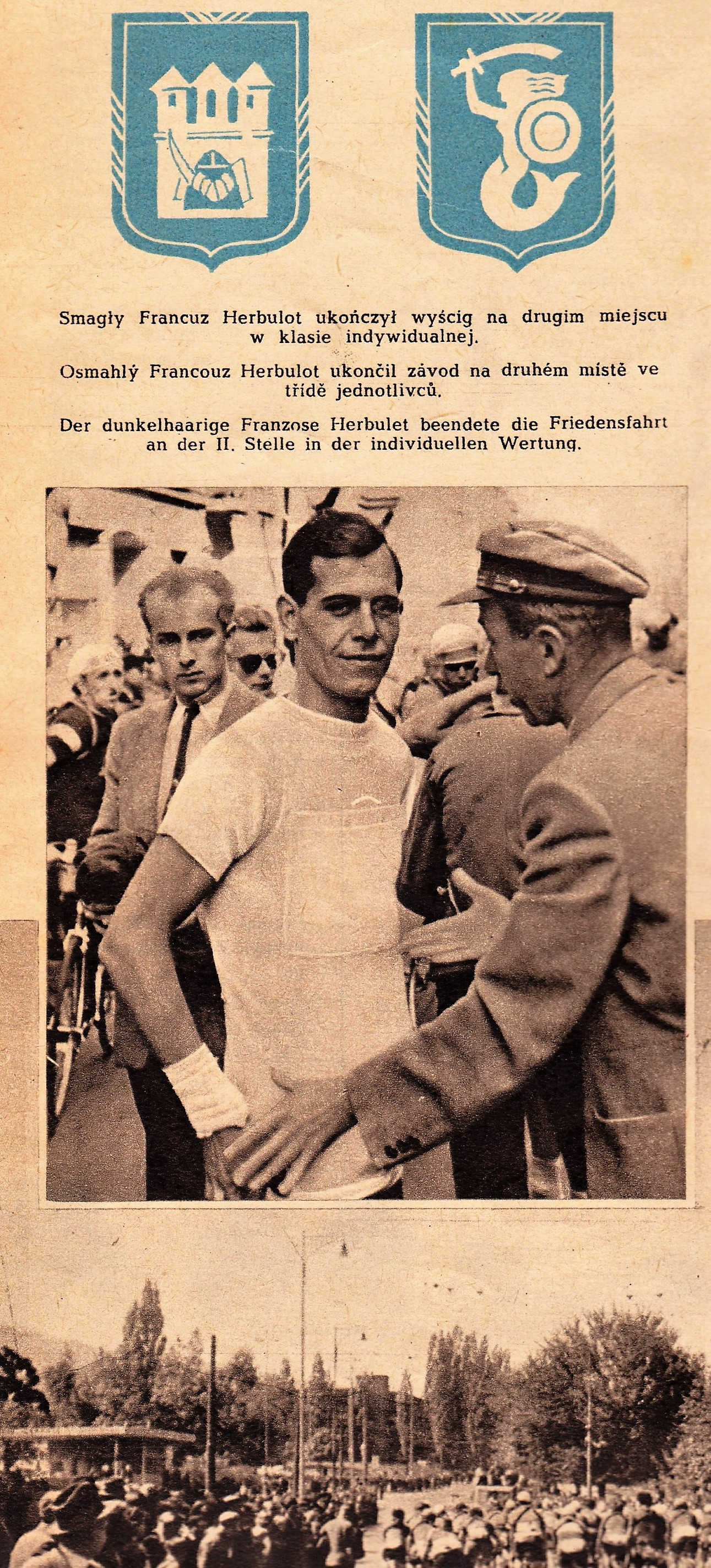
Maurice Herbulot, deuxième de la Course de la Paix 1949

Au seuil de l'année 1966, le bilan des participations françaises est maigre. Paradoxalement ce sont les équipes mises en route par la FSGT qui obtiennent en 1949 les meilleurs résultats, tant au niveau individuel que par équipes. Une victoire d'étape en 1949:
- 1949 : Charles Riegert (équipe FSGT no 1), (5e étape : Ostrava-Katowice).

Et un remarquable classement final de quatre coureurs, certes largement distancés par Jan Veselý, le vainqueur :
- 1949 : Deux équipes de la FSGT placent 4 de leurs coureurs parmi les 5 premiers: Maurice Herbulot 2e, Charles Riegert 3e, Eugène Garnier 4e, Élie Barthe 5e.
- 1950 : 3 des héros de l'année précédente sont au départ à Varsovie: Herbulot, Riegert et Garnier. Mais après un bon début  (Maurice Herbulot fait 3e le premier jour, 4e à Wroclaw le troisième jour, 6e à Chorzow le lendemain), Herbulot et Garnier disparaissent du classement. À l'arrivée finale à Prague, ce sont Maurice Lemay, 12e et Jacques Alix, 25e qui assurent la présence de l'équipe[31].
- 1951 : sur les 6 partants de l'équipe FSGT, seul Charles Lobre termine la Course. Il est à la 8e place finale. Les 9e et 10e places sont tenues par Jan Veselý et Vlastimil Ruszika...
- En 1953, la performance de Christian Radigond 9e au classement final est l'ultime empreinte de la participation de la fédération sportive « travailliste » à cette compétition.

### Les Polonais de France 1950-1954

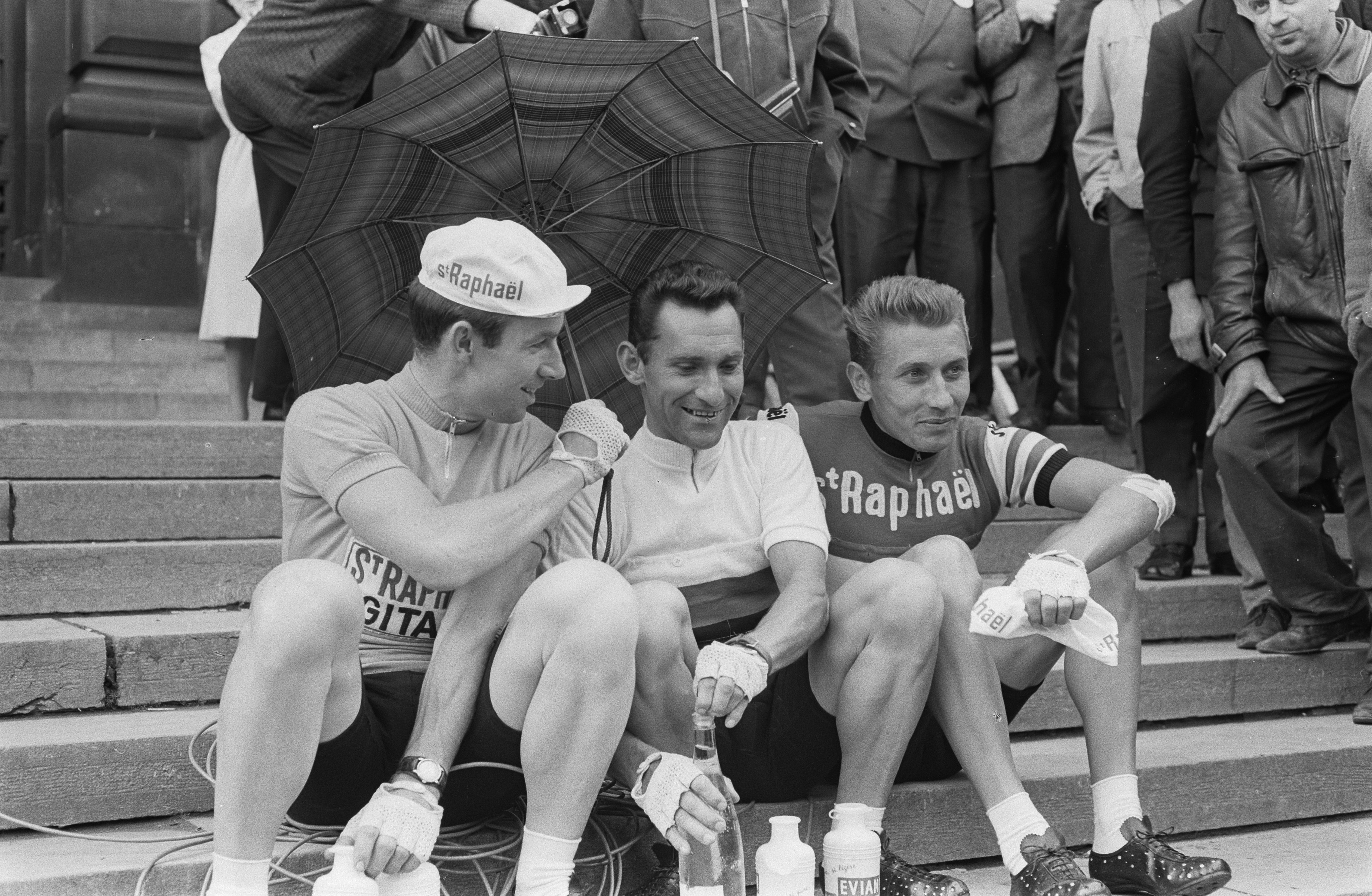
Jean Stablinski en 1963, dans son maillot de Champion du Monde, conquis l'année précédente. À sa gauche, Jacques Anquetil, pour lequel Stablinski est équipier de choix. À sa droite, son coéquipier irlandais Seamus Elliott

Les huit victoires d'étapes obtenues par les « Polonais de France » rehaussent le bilan :
- 1950 : Bronislav Klabinski[32] 2 étapes (la 2e, Varsovie-Lodz et la 7e, Gottwaldow-Brno).
- 1952 : Jean Stablinski, alors sous son nom d'origine Stablewski, 2 fois vainqueur (3e étape, circuit à Varsovie, 10e étape Hrensko-Plzen), et Jean Kuznicki, vainqueur de la 7e étape Berlin-Leipzig.
- 1953 : Alexandre Pawlisiak, victorieux 1 fois (étape Katowice-Lodz).
- 1954 : Vladislav Klabinski, 1 succès (3e étape, Lodz-Katowice), et Edouard Klabinski, vainqueur 2 fois (8e étape, Leipzig-Karl Marx-Stadt et 9e étape, Karl Marx-Stadt-Bad Schandau).

### 1952-1965, de Jean Stablinski à Jean-Pierre Genet, les rares exploits français
Six victoires d'étapes pour les équipes de la FFC, entre 1954 et 1965:
- 1954 : Fernand Picot (11e étape : Pardubice - Brno)
- 1956 : Pierre Gouget (5e étape : Dresde - Karl Marx-Stadt)
- 1958 : Raymond Mastrotto (7e étape : Berlin - Leipzig)
- 1962 : Christian Pailler (6e étape : Karlovy Vary - Prague)
- 1963 : Jean-Pierre Genet (4e étape : Bratislava - Banská Bystrica)
- 1965 : André Desvages (7e étape : Pardubice - Otrokovice)

Au classement général les performances françaises des débuts étaient suivies par de rares résultats. Pour chaque édition, la liste du  premier d'entre eux fait pourtant émerger de futurs  coureurs du Tour de France :
- 1952 : Jean Stablinski, 3e (équipe des Polonais de France)

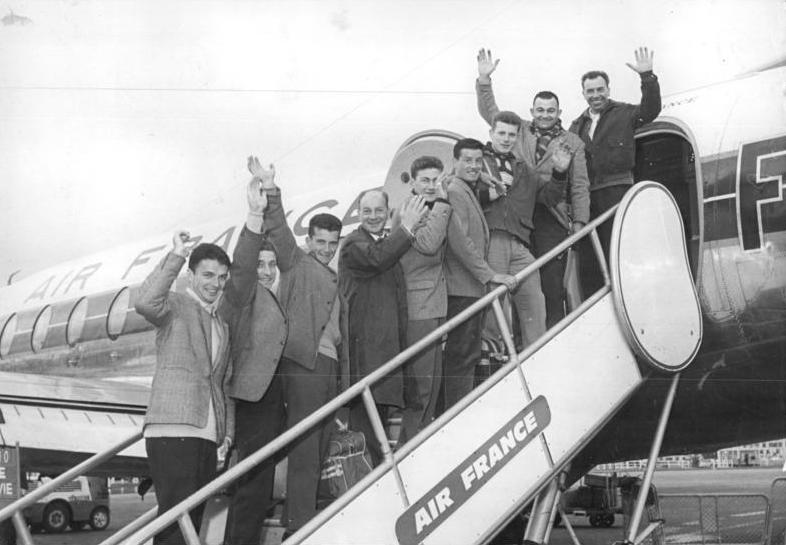
Une équipe de France, parmi d'autres. Le voyage au-delà du « rideau de fer », l'avion, une course d'ampleur inconnue pour les cyclistes amateurs français.

- 1953 : Alexandre Pawlisiak, 5e (équipe des Polonais de France)

- 1954 : Fernand Picot[33] France, 4e
- 1955 : Pierre Gouget, 23e
- 1956 : Camille Le Menn, 14e
- 1957 : Joseph Boudon, 7e
- 1958 : Raymond Mastrotto, 14e, solide pyrénéen qui est ultérieurement plusieurs fois classé parmi les meilleurs du Tour de France[34].
- 1960 : Henri Duez, 25e
- 1962 : Pierre Carton, 19e.
- 1963 : Jean-Pierre Genet porte le maillot de leader durant 2 étapes, avant d'être contraint à l'abandon. Il sera ultérieurement un des équipiers de Raymond Poulidor et portera le maillot jaune du Tour de France.
- 1964 : Yves Gougault, 32e
- 1965 : Daniel Labrouille, 14e ; Gérard Swertvaeger, 22e ; Yves Gougault, 23e.

### Les années fastes: de Bernard Guyot à Marcel Duchemin

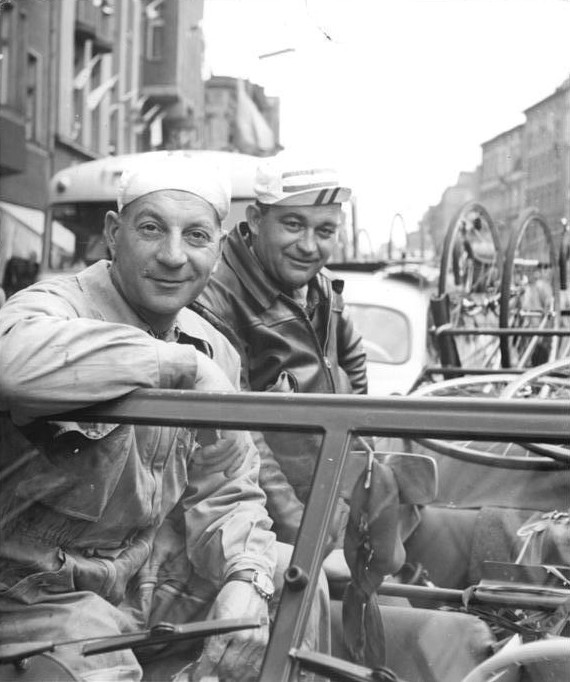
Robert Oubron (1913-1989), sélectionneur et directeur de l'équipe de France, est un ancien coureur, vainqueur en particulier de 4 Critériums internationaux de cyclo-cross, (1937, 1938, 1941, 1942) qui tenaient lieu de championnats du monde officieux de la spécialité. Les victoires de Bernard Guyot et de J-P. Danguillaume se font sous sa direction.

Lorsqu'il est sélectionné en 1966 pour la Course de la Paix par Robert Oubron, le directeur technique de l'équipe de France, Bernard Guyot fait figure de vainqueur possible. Il a remporté de multiples succès dans les courses "amateurs" en France et sa participation à la Course des 3 capitales est considérée comme le marchepied vers une carrière professionnelle. Il n'est âgé que de 20 ans  cependant et peut paraître un peu « tendre » face aux amateurs d'État des pays de l'Est. Il est leader d'une équipe de France comprenant André Desvages, Raymond Riotte, René Grenier, La forest. Dès le troisième jour de course, Bernard Guyot, vainqueur de l'étape contre-la-montre, s'empare de la première place du classement général. Il y reste jusqu'au terme de l'épreuve, à Berlin. Il devance le russe Dochljakov de 1 minute 39 s, et l'allemand de l'Est Peschel de 3 minutes 45 s. Son coéquipier André Desvages emporte la huitième étape et la France termine quatrième du Classement par équipes. La presse sportive est louangeuse, et compare déjà Bernard Guyot à Jacques Anquetil. En fait la carrière du natif de Savigny-sur-Orge, ne sera pas à la hauteur de ce début.
En 1967, seul Henri Heintz sauve l'équipe de France, marquée par trois abandons. Parmi ceux-ci, on relève celui du coureur Marcel Duchemin, dont c'est la première participation à la Course de la Paix. Il avait néanmoins gagné la 9e étape, contre-la-montre (Leipzig-Halle). Heintz qui remporte également la cinquième étape (contre-la-montre) et porte le maillot de leader durant 1 étape, termine 7e du classement final.
Lors de l'édition 1968, à nouveau un Français figure parmi les 10 premiers à l'arrivée de la course : Serge Pacary pointe à la 7e place, alors que Marcel Duchemin termine 42e.
L'équipe de France qui s'aligne en 1969 au départ de Varsovie ne vient pas jouer les utilités. Elle comprend l'ancien champion du Monde des "amateurs" 1965, Jacques Botherel, et d'autres éléments de valeur, tels Charles Rouxel, qui termine 7e, Daniel Ducreux, 28e, Michel Roques, 24e après avoir gagné la dixième étape à Eisenhüttenstadt. Surtout le leader des tricolores, Jean-Pierre Danguillaume, arrive à contenir les assauts d'un concurrent polonais appelé à un avenir brillant, Ryszard Szurkovski. Danguillaume remporte la onzième étape (Güben-Cottbus), s'empare de la première place et triomphe finalement à Berlin. Son second, Szurkovski, est à 42 secondes.  Le troisième, l'allemand de RDA Dieter Gonschorek, est à moins de 2'. La France se classe quatrième au Classement par équipes. Deux victoires en quatre ans: les Français sont devenus des rivaux sérieux pour les coureurs de l'Est.
Pourtant l'année 1970 est celle d'une désillusion pour le leader des tricolores Marcel Duchemin. Vainqueur de deux étapes, la 7e (Plock-Wlokamer) et la 13e entre Halle et Leipzig, toutes deux contre-la-montre, il n'est devancé au classement final que par Ryszard Szurkovski. L'écart entre les deux coureurs est de 1 minute 32 secondes. Mais il résulte du jeu des bonifications, bien assimilé par le champion polonais, puisqu'il avait encaissé plus de 5 minutes là où le français n'avait gagné que 2 minutes...

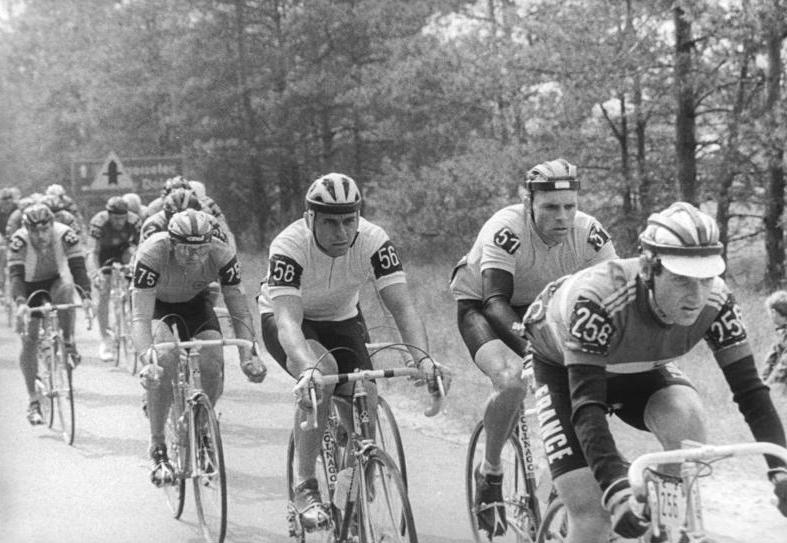
1988, Pascal Lance

Victoires d'étapes des Français de 1966 à 1970 :
- 1966 : Bernard Guyot (3e étape : Tonvald - Harrachov, c.l.m.), André Desvages (8e étape, circuit autour de Varsovie)
- 1967 : Henri Heintz (5e étape : Slavno-Koszalin), Marcel Duchemin (8e étape : Leipzig-Halle, c.l.m.)
- 1969 : Daniel Ducreux (7e étape : Wroclaw-Poznań), Michel Roques (10e étape : Swiebodzin-Eisenhüttenstadt), Jean-Pierre Danguillaume (11e étape : Guben-Cottbus, c.l.m.)
- 1970 : Marcel Duchemin (7e et 13e étapes, c.l.m.)

### Les Français, des années 1970 à 2006

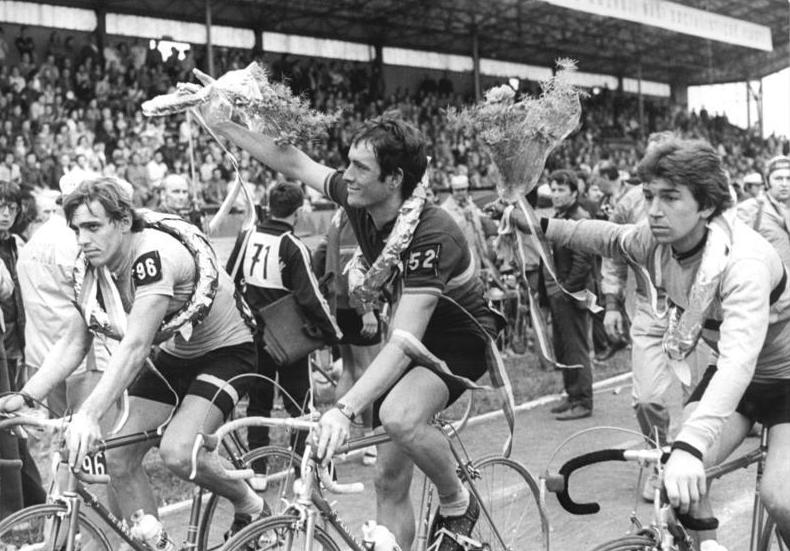
Victoire française en 1977: Jacky Hardy

Après ces années glorieuses, les équipes de France ne connaîtront plus guère de succès. En 1975, la France est même absente de la compétition, pour des raisons extra-sportives. Au tableau de chasse depuis 1971, dix victoires d'étapes :
- 1977 : Jacky Hardy (12e étape : Ústí nad Labem - Sokolov)
- 1982 : Philippe Saudé (12e étape : Neuenbrandenburg - Berlin)
- 1983 : Yvon Madiot (10e étape : Ústí nad Labem - Priben)
- 1984 : Éric Louvel (9e étape : Jelenia Gora - Wroclaw)
- 1991 : Thierry Bricaud (8e étape : Klodzko - Czestochova)
- 1993 : Christophe Mengin (9e étape : circuit à Novy Bor)
- 1995 : Damien Nazon 4 victoires: 1re étape (2epartie du prologue à České Budějovice), 6e étape (Uničov - Ostrava), 9e étape (Frýdlant - Prostějov), 10e étape (Prostějov - Brno)

Malgré tout certains coureurs français réalisent de bonnes performances au classement général final. Un inconnu fait d'utiles classes avant une carrière fracassante, Laurent Fignon.
- 1972 : Claude Tollet, 8e

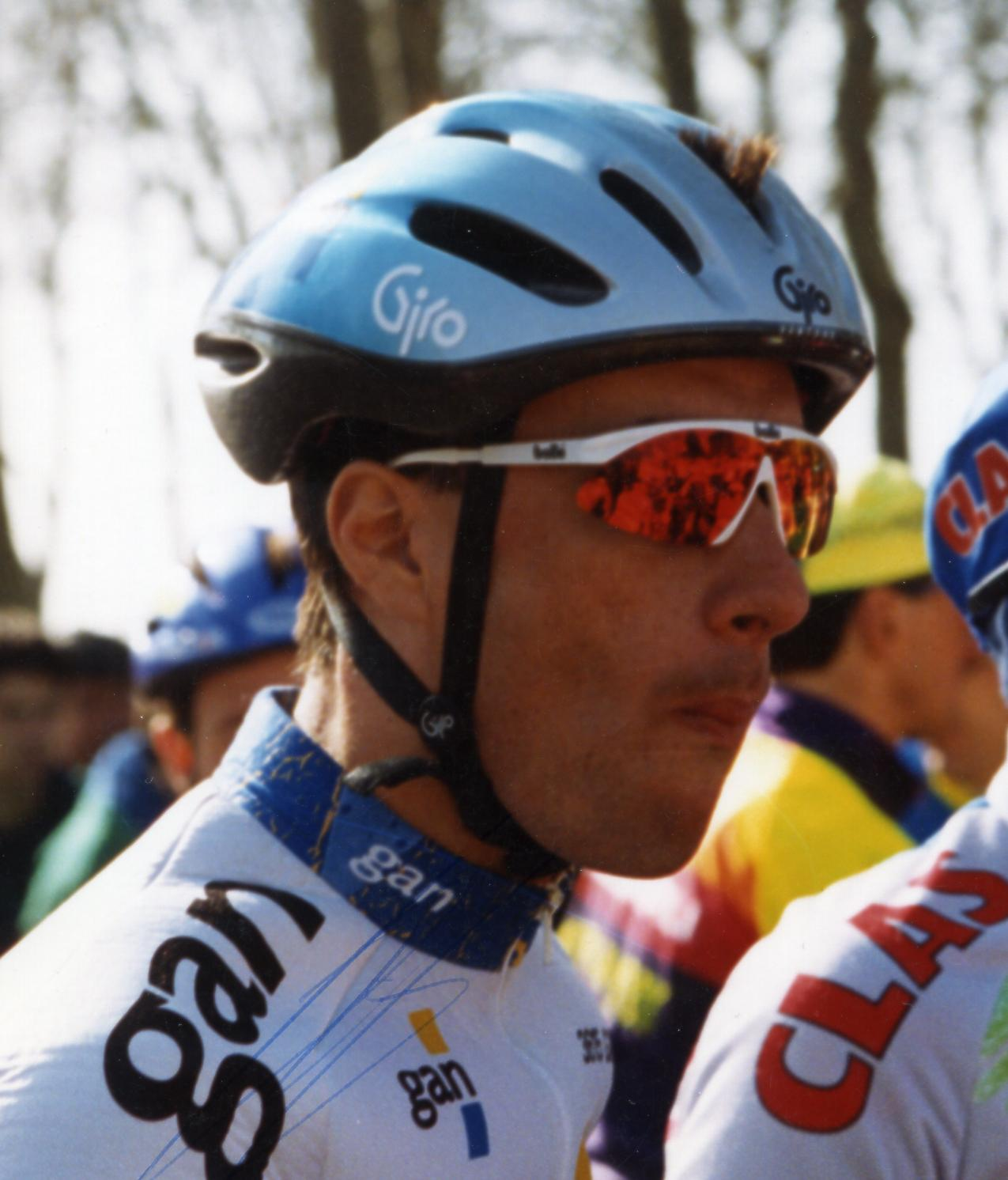
Laurent Bezault, est un des meilleurs "performers" français sur la Course de la Paix. Un septième place (en 1988) dans la Course de la Paix ne donne pas la gloire, mais elle situe sûrement son titulaire parmi les "très bons" cyclistes.

- 1973 : Georges Talbourdet, 9e. Philippe Bodier, 11e
- 1977 : Joël Gallopin, 22e. Jean-René Bernaudeau, 24e
- 1980 : Marc Madiot, 14e
- 1981 : Laurent Fignon, 32e. Marc Gomez, 33e
- 1982 : Jean-Claude Bagot, 25e
- 1985 : Eric Chanton, 17e, Richard Vivien, 24e
- 1988 : Laurent Bezault, 7e, Pascal Lance, 12e
- 1989 : Laurent Pillon, 11e
- 1990 : Dominique Chignoli, 6e, Thierry Gouvenou, 15e
- 1991 : Eric Lavaud, 15e
- 1992 : Dominique Chignoli, 6e,
- 1993 : Christophe Mengin, 6e, Remy Quinton, 8e, Dominique Chignoli, 12e

### La France au classement par équipes
En 1949, la France triomphe au classement par équipes ; il s'agit de l'équipe de France no 2, une des  3 équipes de France constituées par la FSGT. L'équipe de France-FSGT no 1 termine à la 4e place. Pour sa dernière participation à la compétition, en 1953, l'équipe de France de la FSGT était parmi les neuf équipes (sur seize au départ) à pouvoir classer trois coureurs au classement final et se classait en 8e place.  En 1953, ce sont les « Polonais de France », emmenés par Jean Stablinski l'année précédente, qui s'affichent à la 3e place. Pour ce qui en est de la France "officielle" (FFC), l'équipe longtemps dirigée par l'ancien champion Robert Oubron ne rentrait jamais dans le tiercé. Sa première participation se soldait en 1954 par une  11e place....Ses meilleures prestations ont été:
- 4e - 1966, 1969, 1973.
- 5e - 1965, 1972, 1977.

## La Course de la Paix et les coureurs des pays occidentaux

### Le Danemark

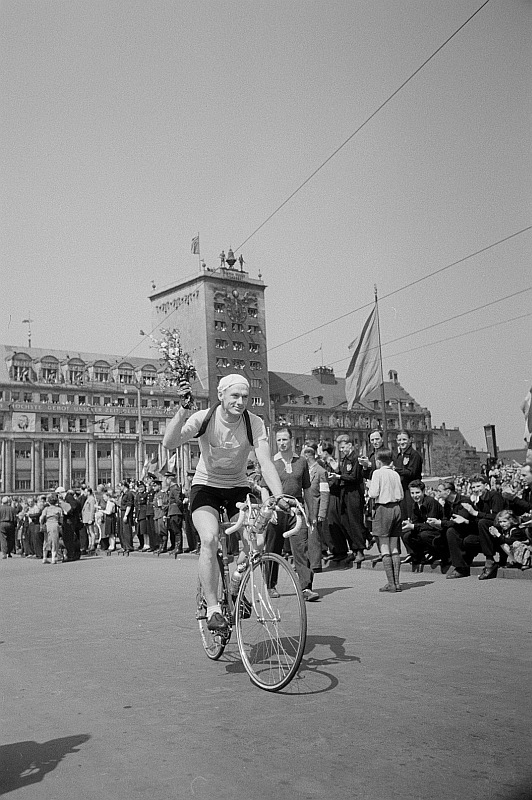
1954: quatrième victoire danoise sur la Course de la Paix. Eluf Dalgaard. Photo : Renate et Roger Rössing.

Durant les premières années de la Course, les coureurs du Danemark sont les meilleurs  compétiteurs, triomphant quatre fois au classement final individuel, et se plaçant à deux reprises à la seconde place du classement par équipes (en 1950 et 1953). En 1953, les coureurs danois réalisent le doublé, premier et deuxième, avec Christian Pedersen et Hans Andresen. Willi Emborg, Kaj Allan Olsen, Christian Pedersen, Hans Andresen et Eluf Dalgaard remportèrent chacun une étape. La montée en puissance du cyclisme des pays de l'Est européen et la présence de bons coureurs amateurs belges et hollandais ne permettent plus, après 1954 de performances de premier plan des coureurs issus de la péninsule danoise. Néanmoins à la mesure de l'importance de sa population, les coureurs danois ne font pas que de la figuration :
- Wagner Bangsborg réalise une performance intéressante en 1960 en terminant  à la 4e place finale, puis en 1961, année où il termine 5e. À ces deux performances, il ajoute une 11e place 1959.
- Ole Ritter, futur record de l'heure se classe 8e au classement final en 1965.
- Une victoire dans la 12e étape (Cracovie-Rzeszow) de Ole Hojlund, en 1968 accompagne une remarquable 5e place au classement final. En 1969, le Danemark réussi à se  classer à la 5e place du Classement par équipes.

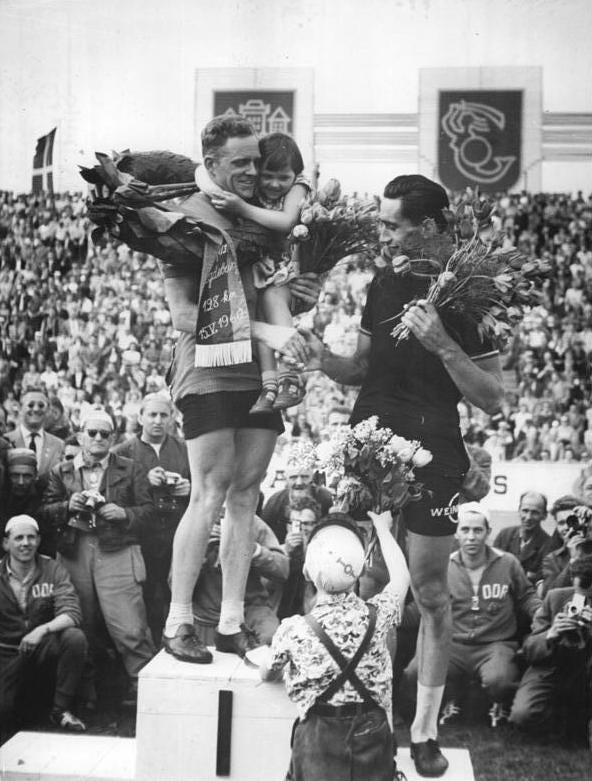
Gustav Schur le Danois Wagner Bansborg

Le cyclisme danois ne fait guère parler de lui dans cette course jusqu'aux années 1990.
Après 1991, les coureurs professionnels danois viennent participer à la Course de la Paix au sein de leur équipe de "marque" habituelle.
- en 1998, Bjarne Riis termine 5e de l'épreuve.
- en 2001, Jakob Piil renoue la tradition et triomphe au classement final, après avoir remporté une étape. Il achevait l'épreuve de 2003 à la 4e place.
- Bilan du Danemark au classement des équipes : 2e en 1950, 3e en 1954, 5e en 1969.

### La Suède
Le coureur suédois Karl-Magnus Amell participe  3 fois à la Course de la Paix: la 4e place au classement final qu'il obtient en 1955 retient l'attention. En 1957, Amell occupe le 15e rang, et son compatriote Axel Oehgren remporte la victoire de la 1re étape (Prague-Brno). L'équipe suédoise se hisse à la 5e place du classement par équipes. Elle réédite cette performance collective en 1961, avec comme leader Gösta Pettersson. Celui-ci, classé finalement 13e, se fait remarquer quelques années après, outre les victoires aux championnats du Monde avec ses frères, en gagnant le Tour d'Italie 1971.
- Bilan de la Suède par équipes: 5e en 1957 et 1961.

### Le Royaume-Uni

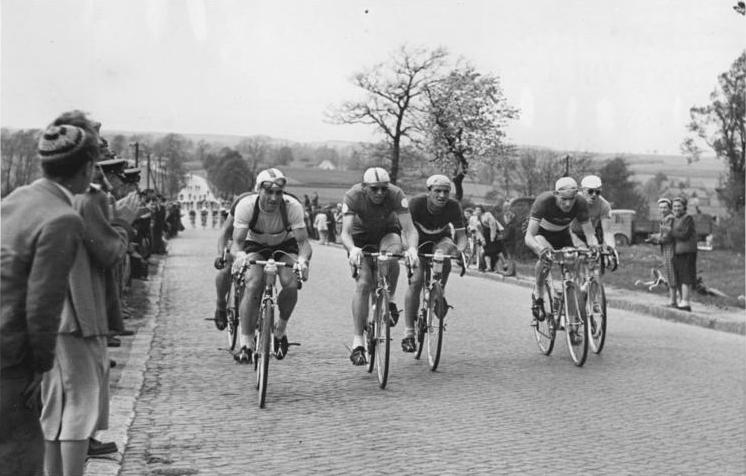
Stanley Brittain parmi les grands de Course de la Paix : de gauche à droite, une bordure 1955, Wl. Klabinski, Jan Vesely, M. Dimov, Brittain, Gustav Schur

En 1952 les coureurs du Royaume-Uni triomphent lors de l'arrivée finale à Prague dans les 2 classements. L'équipe remporte le classement général par équipes, un challenge très convoité, et le coureur écossais Ian Steel prend la première place du classement individuel. 2 autres coureurs britanniques se placent parmi les 10 premiers de cette édition 1952, Kenneth Jowett, 6e et John Greenfield, 8e. Par la suite, Stanley Brittain réalise plusieurs performances notables, dont celles d'accéder à deux reprises au podium final.
- En 1955, il se classe 3e, devancé par un duo de champions illustres sur la Course (Gustav Schur et Jan Vesely).
- En 1957, il se hisse à la 2e place au terme de l'épreuve à  Varsovie, après avoir emporté deux étapes : la 2e, (Prague-Brno) et la 9e, (Görlitz-Wroclaw). Il fut encore classé en 1958, 9e, année où il était sélectionné pour courir le Tour de France qu'il achevait à la 68e place.
- En 1959, Dave Bedwell[38]  terminait 9e au classement final; son compatriote Brian Haskell remportait le prix de la Montagne et l'équipe de Grande-Bretagne  se plaçait au Classement par équipes. En 1960, le coureur britannique William Bradley terminait 10e.

Par la suite, le rôle des coureurs du Royaume-Uni fut plus faible. Jan Steel et Stan Brittain seront sélectionnés pour défendre les couleurs britanniques dans le Tour de France, disputé par équipes nationales jusqu'en 1961.
- Places de la Grande-Bretagne au Classement par équipes (parmi le Top 5) : - 1952 : 1er. - 1959 : 3e. 1960 : 5e.

### La Belgique

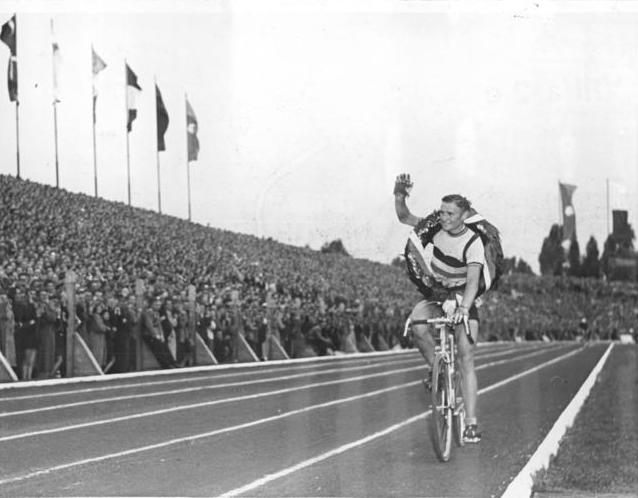
1955, Joseph Verhelst remporte la dernière étape à Varsovie

Le rôle des sélections nationales de la Belgique est de premier plan à partir de 1952. Le premier et seul triomphe belge au classement général individuel n'intervient qu'en 1967, année de la victoire finale sur le parcours Varsovie-Berlin-Prague, de Marcel Maes. Une victoire non usurpée, un écart de 5 minutes le séparant de son second. Mais depuis plusieurs années les compétiteurs belges frôlaient la victoire et nombre d'entre eux montaient sur une marche du podium final. 

De plus au classement par équipes, la Belgique réalisait des performances notables: 3e en 1956, 2e en 1960 et 1963. Les coureurs belges trouvèrent dans la Course de la Paix un terrain propice à l'expression de leurs qualités de rouleurs et de sprinters. Parmi les 222  coureurs belges qui au cours de 59 années d'existence de cette course  ont été sélectionnés, un nombre non négligeable d'entre eux se sont fait un « nom »: Ferdinand Bracke, Marc Demeyer, Roger Swerts, Joseph Spruyt, Guido Reybrouck, Willy Terlinck, Herman Van Springel, etc.

#### 1952-1971, nombreuses étapes et "places d'honneur"

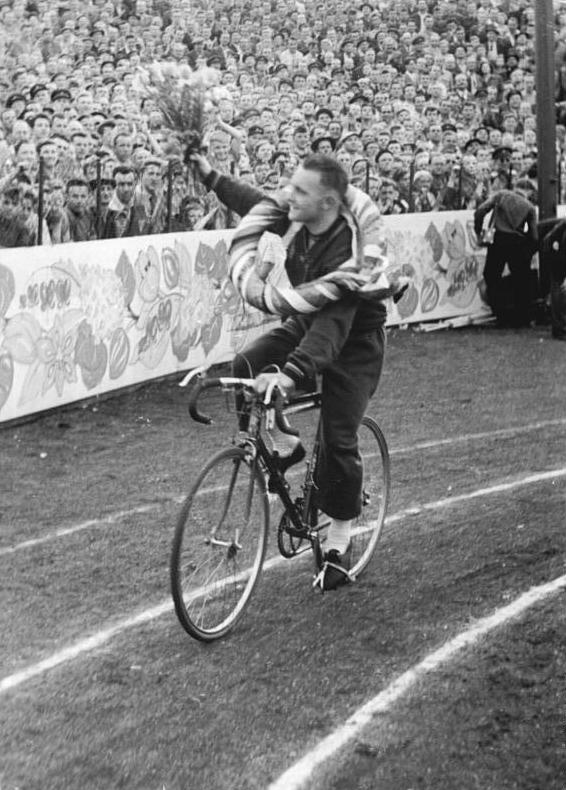
1955, 4 victoires d'étapes pour l'équipe belge. Maurice Boeckx triomphe le premier jour à Prague

- 1952 - 4e du classement final à  Prague, Gustave Verschueren avait remporté la 1re étape, disputée autour de Varsovie. Son coéquipier Raymond van Hoven enlève l'étape Leipzig-Karl Marx-Stadt (Chemnitz).
- 1953 - 7e place finale pour Louis van Schil, et une victoire d'étape pour Albert Eloot.
- 1954 - 3e au classement final, René Van Meenen[41] remporte deux étapes: 6e étape (Cottbus-Berlin) et 12e étape (Brno-Tabor).
- 1955 - 6e, Joseph Verhelst, vainqueur de 2 étapes, l'une à Dresde, l'autre lors de l'arrivée finale à Varsovie. Ses équipiers Maurice Boeckx et Maurice Van der Daele remportent chacun une étape.
- 1956 - 8e, Joseph Bora.
- 1957 - 4e, Louis Proost, qui enlèvent 3 étapes: Prague-Karlovy-Vary, Karlovy-Vary-Karl-Marx-Stadt (Chemnitz)et Katowice-Lodz. Guillaume Van Tongerloo à Berlin et Willy Butzen à Katowice remportent chacun 1 étape.
- 1958 - 3e, Alphonse Hermans[42], tandis que René Vanderveken emportait la 9e étape, Karl Marx-Stadt-Karlovy-Vary.
- 1959 - 2e, René Vanderveken[43] est par ailleurs vainqueur  de la 2e étape, Berlin-Magdeburg. Roger Vindervogel remportait 2 étapes, l'une à Prague, l'autre à Katowice et Henri De Wolf[44] triomphait dans la 9e étape à Ostrava.

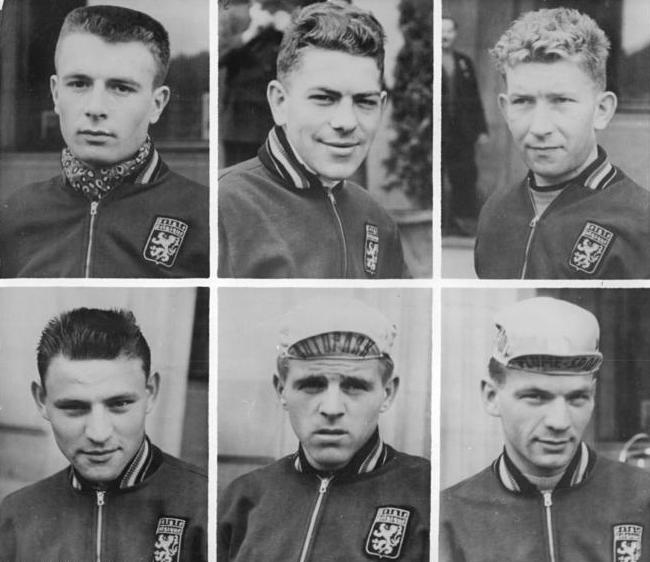
1960, l'équipe de Belgique: rang du haut, Albert Covens (au centre), vainqueur de l'étape de Bratislava; J-B Claes (à droite) 2e, et Willy Vanden Berghen (rang du bas à droite), 3e sont sur le podium final.

- 1960 - Doublé belge aux meilleurs accessits du podium: 2e, Jean-Baptiste Claes, et Willy Vanden Berghen[45], 3e. Albert Covens emporte la 2e étape, Brno-Bratislava.
- 1962 - 4e, Roger de Breuker, qui emporte la 9e étape Gottwaldow-Ostrawa, tandis que son compatriote Ferdinand Bracke, futur recordman de l'Heure, triomphe lors de la 10e étape, Ostrawa-Opole[46]. La Belgique est 5e du classement par équipes, derrière l'URSS, la Pologne, la RDA et la Hongrie. Ce classement confirme la place de la Belgique comme la meilleure des pays de l'Ouest européen.
- 1963 - Nouveau doublé belge sur le podium final à Berlin: 2e, August Verhaeghen, et 3e, Camille Vyncke. Jozef Timmerman se classe 6e. Victoire au classement par points de Marcel Haesseldonckx, qui porte le maillot de leader une journée, Verhaeghen le portant durant 5 jours et gagnant la 14e étape, Erfurt-Magdeburg. Parmi les coureurs sélectionnés dans l'équipe de Belgique il faut noter le jeune Guido Reybrouck, 32e du classement final, qui se fera un palmarès de "classiques" les années suivantes
- 1964 - Victoires au classement final par points, au classement du meilleur grimpeur et triomphe  lors de la 11e étape Karlovy-Vary-Liberec  de Joseph Spruyt.
- 1965 - 7e, Roger Swerts. Roger Spriet remporte la victoire dans la dernière étape, Torun-Varsovie.
- 1966 - 4e, Willy Van Neste, qui gagne la 9e étape, Kutno-Poznań.
- 1967 - 1er, Marcel Maes. Victoire d'étape de Jean-Marie Gorez, à Plzen. Marcel Maes est également 1er du classement des grimpeurs.
- 1968 - 8e, Joseph Schroeters, vainqueur de 2 étapes, tandis que Noël Vantyghem remporte la 2e étape, Berlin-Halle.
- 1969 - Deux victoires d'étape : Arthur Van De Vijver triomphe dans la 13e étape, Dresde-Gera, et Willy Scheers remporte l'étape suivante, disputée en circuit autour de la ville de Gera.
- 1970 - Une étape pour François Lemmens.
- 1971 - C'est une année faste pour l'équipe belge. Le coureur Marc Demeyer se hisse à la 4e place au classement final à Prague, après avoir emporté les étapes 5e, Szczecin-Berlin et 9e, Dresde-Zwickau. Classé 12e à l'issue de l'épreuve, Jan Van De Wiele emporte le prix des meilleurs "grimpeurs". Trois autres routiers emportent chacun une étape : Ludo Van Der Linden la 2e, à Wloclaweck, Marcel Omloop la 3e à Poznań, et Guido Van Sweevelt la 13e à Liberec.

#### 1972-2006, effacement
Après vingt années de participation glorieuse d'une équipe belge, où les meilleurs coureurs amateurs étaient sélectionnés, le rôle de l'équipe de Belgique tend vers l'effacement durant la période suivante. En 1972 aucune victoire d'étape, et le mieux classé des coureurs belges, Theo Dockx est 21e au classement final à Varsovie.
- 1973 - René Dillen termine 8e, après avoir remporté l'étape de Wloclawek. Théo Dockx emporte aussi une victoire d'étape, entre Halle et Potsdam.
- de 1974 à 1978 - néant
- 1979 - une victoire d'étape, celle de Benjamin Vermeulen à Neubrandenburg.
- 1990 - Victoire d'étape de Mario de Clercq, à Plzen. 11e place au classement général de Bart Leysen.
- 2001 - Victoire d'étape de Marc Streel.
- 2006 - Victoire d'étape de Erwin Thijs.

#### La Belgique au classement par équipes
L'équipe belge a été jusqu'en 1973 la seule occidentale à se classer durablement et honorablement dans le très convoité Classement général par équipes; ses place au ""Top 5" de ce challenge sont les suivantes :
- 2e -  1960, 1963.
- 3e -  1956.
- 4e -  1954, 1957, 1959, 1968.
- 5e -  1955, 1962, 1973.

### Les Pays-Bas

#### Les individualités
Comme la Belgique, les Pays-Bas sont représentés dans la Course de la Paix à partir de 1952, et les coureurs néerlandais se font remarquer dès cette année.
- 1952 - Daan de Groot emporte la 11e étape, Plzen-Budejowice, et se classe 5e au terme de la compétition.
- 1954 - Henk Van der Broeck  termine 5e, De Groot finissant à la 12e place.

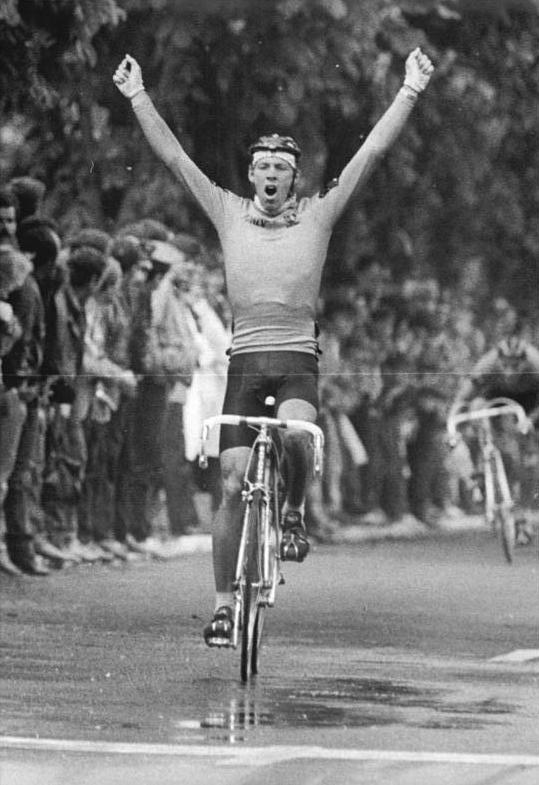
Une des victoires hollandaises: 1987, Johannes Draaijer triomphe en force à l'arrivée de la 5e étape.

- 1956 - Deux victoires d'étape, Martin Wolfs à Leipzig, Arend Van Den Hof à Karlovy-Vary, marquent la présence batave.
- 1958 - Piet Damen[48] remporte la 11e Course de la Paix, après avoir gagné l'étape polonaise Lodz-Katowice. Deux de ses coéquipiers "entrent" dans les vingt premiers du classement final.
- 1959 - Année de la révélation au niveau international de Albertus Geldermans, 4e de la Course. Dès l'année suivante il termine 12e du Tour de France. Equipier de Jacques Anquetil, il est 5e du Tour de France 1962[49].
- 1962 - Une victoire d'étape à Iéna du rouleur Henk Nijdam[50] qui porte le maillot de leader durant 3 étapes[51].
- 1965 - une victoire d'étape. Mais les hollandais sont en retrait  de 1963 à 1966, par rapport aux performances antérieures.
- 1967 - Hors-jeu au classement général les coureurs des Pays-Bas emportent 4 étapes: Jan Serpenti, Peter Tesselaar, 2 fois, et Hans Tesselaar (qui gagne l'étape reine, la dernière, à Prague).
- 1974 - Après une éclipse de plusieurs années, l'équipe des Pays-Bas refait surface. Théo Smit triomphe à Neubrandenburg au terme de la 6e étape, Frits Schur termine 4e au classement final.
- 1976 - Revenu sur la Course de la Paix, Fritz Schur ne se classe finalement que 28e  mais remporte deux étapes.
- 1980 - Peter Winnen parvient à hisser le maillot néerlandais à la 2e place du classement général final, alors que son équipier Egidus Koersen remporte une étape. Dès l'année suivante Winnen participe au Tour de France et triomphe dans l'étape de L'Alpe-d'Huez...
- 1983 - Gerrit Solleveld termine à la 6e place, Teun van Vliet est 12e.
- 1987 - Johannes Draaijer remporte 2 étapes. Il est 14e au classement final.

#### Les Pays-Bas au classement par équipes
La meilleure performance dans ce classement est celle réalisée en 1958, année de la victoire de Piet Damen. Au "Top 5", les résultats émergent 4 fois:
- 3e en 1958, 4e en 1954, 5e en 1983 et 1984.

### L'Italie

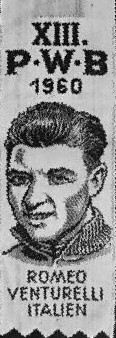
Romeo Venturelli est présenté comme le successeur des Coppi, Baldini. Il ne confirmera pas ces prévisions. C'est le meilleur « performer » italien sur la Course de la Paix, jusqu'aux deux dernières éditions.

Dès 1950, des coureurs italiens participaient à la Course de la Paix, mais ils ne représentaient de fait que la région de Trieste, ville au statut provisoire, dont le territoire était revendiqué par l'Italie et la Yougoslavie. C'est à partir de 1952 qu'officiellement une équipe d'Italie  participait à l'épreuve. Absente de 1953 à 1955, l'Italie revenait en 1956, et s'y distinguait. Ce fut ensuite très irrégulier.
- 1956 - Aurelio Cestari[52] termine 6e au classement individuel et inaugure le Classement du "meilleur grimpeur". Son coéquipier Dino Bruni  l'emportant dans deux étapes.
- 1958 - Victoire de Vendramino Bariviera dans la 1re étape. Mais les italiens ne terminent la course qu'à 2 coureurs.
- 1959 - C'est la meilleure année italienne de l'histoire de la Course de la Paix. L'équipe triomphe à 6 reprises aux étapes: le jeune espoir Romeo Venturelli gagne 3 bouquets, Livio Trapè, qui sera vice-champion olympique l'année suivante[53], l'emporte une fois, Mario Bampi également  et Giuseppe Tonucci aussi. Au classement général final Romeo Venturelli se classait 3e, Livio Trapè 17e.
- 1963 - 3 victoires d'étape :  Antonio Tagliani gagne la 2e étape, Prague - Brno, et l'étape finale Magdeburg - Berlin, Severino Andreoli gagne la 9e étape. Tous deux sont des rouleurs et sont ou seront champions du monde par équipes.
- 1966 - 4 victoires d'étapes ! Pietro Guerra, sérieux adversaire de Bernard Guyot prend la 5e place finale, après avoir enlevé deux étapes, Antonio Albonetti gagne une fois et se classe 10e,  Attilio Benfatto emporte une victoire d'étape.
- 1968 - 3 étapes reviennent aux Italiens Giacinto Santambrogio, Rino Montanari et Virginio Levati.
- 1970 - Pietro Poloni triomphe en Pologne... enlevant la 6e étape à Varsovie.
- 1971 - C'est la seule année où l'Italie entre dans le "Top 5" des équipes en se classant 4e. Par ailleurs aux étapes les italiens gagnent à 3 reprises : Franco Ongarato, Francisco Balduzzi, Giorgio Ghezzi.

De nombreux autres succès d'étape reviennent aux coureurs italiens jusqu'en 2006: Fiorenzo Ballardin, en 1973; Sante Fossato, Giorgio Casati, Walter Clivati, en 1978, Luigi Trevellin, Domenico Perani, en 1979, Giovanni Fidanza en 1988, etc. Pour parachever la présence italienne, des coureurs italiens enlèvent les deux dernières éditions de la Course de la Paix. Certes celle-ci n'a plus la réputation des années 1960, 1970 ou 1980, elle n'en demeure pas moins une compétition, dont la victoire donne du poids à un palmarès.  Michele Scarponi en 2004, et Giampaolo Cheula, en 2006, sont actuellement les derniers lauréats de la Course de la Paix.

### L'Espagne
Pour des raisons politiques et extra sportives, l'Espagne participa tardivement à la Course de la Paix. 
- 1975 : pour sa première participation, l'équipe espagnole réalise la performance de gagner deux victoires d'étape : Juan José Moral emporte la 2e étape Magdeburg-Gera et termine 16e et premier espagnol de la Course. Enrique Martinez Heredia, vainqueur du Tour de l'Avenir l'année précédente, remporte la victoire d'étape le 7e jour, à Trinec. L'équipe espagnole[55] se classe 6e au Classement des équipes.
- 1984 : deuxième  participation espagnole, sans éclat, mais la participation d'un jeune coureur est à signaler : Miguel Indurain. Il termine à la 70e place.
- Les meilleures performances de coureurs espagnols interviennent dans le cadre d'une compétition disputée par équipes "de marque" et non plus par des sélections nationales. Membres de l'équipe allemande "Coast", Aitor Garmendia termine 2e en 2001 et 2002, David Plaza et 6e en 2002.

## Palmarès

### Podiums
| Année | Vainqueur                 | Deuxième                  | Troisième            |
| ----- | ------------------------- | ------------------------- | -------------------- |
| 1948  | August Prosenik           | Roman Sieminski           | Waclaw Wojcik        |
| 1948  | Alexandre Zoric           | Emanuel Krejcu            | Jozef Kapiak         |
| 1949  | Jan Veselý                | Maurice Herbulot          | Charles Riegert      |
| 1950  | Willi Emborg              | Bronislaw Klabinski       | Vlastimil Ruzicka    |
| 1951  | Kaj Allan Olsen           | Lothar Meister            | Francesco Ferri      |
| 1952  | Ian Steel                 | Jan Veselý                | Jean Stablinski      |
| 1953  | Christian Pedersen        | Hans-Edmund Andresen      | Gustav-Adolf Schur   |
| 1954  | Eluf Dalgaard             | Vlastimil Ruzicka         | René Van Meenen      |
| 1955  | Gustav-Adolf Schur        | Jan Veselý                | Stanley Brittain     |
| 1956  | Stanisław Królak          | Constantin Dumitrescu     | Nikolaï Kolumbet     |
| 1957  | Nentcho Christov          | Stanley Brittain          | Viktor Kapitonov     |
| 1958  | Piet Damen                | Boris Biebienin           | Alfons Hermans       |
| 1959  | Gustav-Adolf Schur        | René Vanderveken          | Romeo Venturelli     |
| 1960  | Erich Hagen               | Jean-Baptiste Claes       | Willy Vanden Berghen |
| 1961  | Youri Melikhov            | Viktor Kapitonov          | Bernhard Eckstein    |
| 1962  | Gainan Saidschushin       | Youri Melikhov            | Stanisław Gazda      |
| 1963  | Klaus Ampler              | August Verhaegen          | Camille Vyncke       |
| 1964  | Jan Smolík                | Gunther Hoffmann          | Dieter Wiedemann     |
| 1965  | Guennadi Lebediev         | Pavel Dolezel             | Jan Kudra            |
| 1966  | Bernard Guyot             | Alexander Dochljakov      | Axel Peschel         |
| 1967  | Marcel Maes               | Angel Kirilov             | Jan Magiera          |
| 1968  | Axel Peschel              | Karel Vavra               | Jan Magiera          |
| 1969  | Jean-Pierre Danguillaume  | Ryszard Szurkowski        | Dieter Gonschorek    |
| 1970  | Ryszard Szurkowski        | Marcel Duchemin           | Zygmunt Hanusik      |
| 1971  | Ryszard Szurkowski        | Zenon Czechowski          | Anatoli Starkov      |
| 1972  | Vlastimil Moravec         | Vladislav Nelyubin        | Wolfram Kuhn         |
| 1973  | Ryszard Szurkowski        | Stanisław Szozda          | Valeri Likhatchev    |
| 1974  | Stanisław Szozda          | Nikolaï Gorelov           | Miloš Hrazdíra       |
| 1975  | Ryszard Szurkowski        | Hans-Joachim Hartnick     | Aavo Pikkuus         |
| 1976  | Hans-Joachim Hartnick     | Stanisław Szozda          | Gerhard Lauke        |
| 1977  | Aavo Pikkuus              | Vladimir Osokin           | Tadeusz Mytnik       |
| 1978  | Alexandre Averine         | Yuri Zacharov             | Mircea Romaşcanu     |
| 1979  | Sergueï Soukhoroutchenkov | Andreas Petermann         | Krysztof Sujka       |
| 1980  | Youri Barinov             | Peter Winnen              | Olaf Ludwig          |
| 1981  | Charkid Zagretdinov       | Sergueï Soukhoroutchenkov | Ivan Mitchenko       |
| 1982  | Olaf Ludwig               | Charkid Zagretdinov       | Youri Barinov        |
| 1983  | Falk Boden                | Oleh Petrovich Chuzhda    | Olaf Ludwig          |
| 1984  | Sergueï Soukhoroutchenkov | Nentcho Staykov           | Olaf Ludwig          |
| 1985  | Lech Piasecki             | Andrzej Mierzejewski      | Uwe Ampler           |
| 1986  | Olaf Ludwig               | Vladimir Poulnikov        | Assiat Saitov        |
| 1987  | Uwe Ampler                | Petar Petrov              | Andrzej Mierzejewski |
| 1988  | Uwe Ampler                | Vladimir Poulnikov        | Piotr Ugrumov        |
| 1989  | Uwe Ampler                | Olaf Jentzsch             | Zenon Jaskuła        |
| 1990  | Ján Svorada               | Bert Dietz                | Pavel Padrnos        |
| 1991  | Viktor Rjaksinski         | Dariusz Baranowski        | Miroslav Liptak      |
| 1992  | Steffen Wesemann          | Bert Dietz                | Tomasz Brożyna       |
| 1993  | Jaroslav Bílek            | František Trkal           | Pavel Padrnos        |
| 1994  | Jens Voigt                | Ralf Grabsch              | František Trkal      |
| 1995  | Pavel Padrnos             | Dariusz Baranowski        | Tomasz Brożyna       |
| 1996  | Steffen Wesemann          | Michael Andersson         | Sergueï Ivanov       |
| 1997  | Steffen Wesemann          | Christian Henn            | Jens Voigt           |
| 1998  | Uwe Ampler                | Steffen Wesemann          | Piotr Wadecki        |
| 1999  | Steffen Wesemann          | Raimondas Rumšas          | Tomasz Brożyna       |
| 2000  | Piotr Wadecki             | Piotr Przydział           | Steffen Wesemann     |
| 2001  | Jakob Piil                | Aitor Garmendia           | Radosław Romanik     |
| 2002  | Ondřej Sosenka            | Aitor Garmendia           | Piotr Chmielewski    |
| 2003  | Steffen Wesemann          | Ondřej Sosenka            | Tomáš Konečný        |
| 2004  | Michele Scarponi          | Sławomir Kohut            | Roger Beuchat        |
| 2005  | non-disputée              | non-disputée              | non-disputée         |
| 2006  | Giampaolo Cheula          | Andrea Tonti              | Cristian Gasperoni   |

### Palmarès détaillé
| Année      | Parcours                              | Vainqueur                 | Classement par équipes | Étapes | km    |
| 1948 (1re) | Varsovie - Prague                     | August Prosinek           | Pologne                | 5      | 872   |
| 1948 (1re) | Prague - Varsovie                     | Alexander Zoric           | Pologne                | 7      | 1 104 |
| 1949 (2e)  | Prague - Varsovie                     | Jan Veselý                | FSGT-France            | 8      | 1 259 |
| 1950 (3e)  | Varsovie - Prague                     | Willi Emborg              | Tchécoslovaquie        | 9      | 1 539 |
| 1951 (4e)  | Prague - Varsovie                     | Kaj Allan Olsen           | Tchécoslovaquie        | 9      | 1 539 |
| 1952 (5e)  | Varsovie - Berlin - Prague            | Ian Steel                 | Royaume-Uni            | 12     | 2 146 |
| 1953 (6e)  | Prague - Berlin - Varsovie            | Christian Pedersen        | Allemagne de l'Est     | 12     | 2 232 |
| 1954 (7e)  | Varsovie - Berlin - Prague            | Eluf Dalgaard             | Tchécoslovaquie        | 13     | 2 033 |
| 1955 (8e)  | Prague - Berlin - Varsovie            | Gustav-Adolf Schur        | Tchécoslovaquie        | 13     | 2 176 |
| 1956 (9e)  | Varsovie - Berlin - Prague            | Stanisław Królak          | Union soviétique       | 12     | 2 242 |
| 1957 (10e) | Prague - Berlin - Varsovie            | Nentcho Christov          | Allemagne de l'Est     | 12     | 2 209 |
| 1958 (11e) | Varsovie - Berlin - Prague            | Piet Damen                | Union soviétique       | 12     | 2 210 |
| 1959 (12e) | Berlin - Prague - Varsovie            | Gustav-Adolf Schur        | Allemagne de l'Est     | 13     | 2 061 |
| 1960 (13e) | Prague - Varsovie - Berlin            | Erich Hagen               | Allemagne de l'Est     | 13     | 2 168 |
| 1961 (14e) | Varsovie - Berlin - Prague            | Youri Melikhov            | Union soviétique       | 13     | 2 371 |
| 1962 (15e) | Berlin - Prague - Varsovie            | Gainan Saidschushin       | Union soviétique       | 14     | 2 397 |
| 1963 (16e) | Prague - Varsovie - Berlin            | Klaus Ampler              | Allemagne de l'Est     | 15     | 2 533 |
| 1964 (17e) | Varsovie - Berlin - Prague            | Jan Smolík                | Allemagne de l'Est     | 14     | 2 211 |
| 1965 (18e) | Berlin - Prague - Varsovie            | Guennadi Lebediev         | Union soviétique       | 14     | 2 309 |
| 1966 (19e) | Prague - Varsovie - Berlin            | Bernard Guyot             | Union soviétique       | 14     | 2 301 |
| 1967 (20e) | Varsovie - Berlin - Prague            | Marcel Maes               | Pologne                | 16     | 2 298 |
| 1968 (21e) | Berlin - Prague - Varsovie            | Axel Peschel              | Pologne                | 16     | 2 172 |
| 1969 (22e) | Varsovie - Berlin                     | Jean-Pierre Danguillaume  | Allemagne de l'Est     | 15     | 2 030 |
| 1970 (23e) | Prague - Varsovie - Berlin            | Ryszard Szurkowski        | Pologne                | 15     | 1 976 |
| 1971 (24e) | Varsovie - Berlin - Prague            | Ryszard Szurkowski        | Union soviétique       | 14     | 1 895 |
| 1972 (25e) | Berlin - Prague - Varsovie            | Vlastimil Moravec         | Union soviétique       | 14     | 2 025 |
| 1973 (26e) | Prague - Varsovie - Berlin            | Ryszard Szurkowski        | Pologne                | 18     | 2 083 |
| 1974 (27e) | Varsovie - Berlin - Prague            | Stanisław Szozda          | Pologne                | 14     | 1 806 |
| 1975 (28e) | Berlin - Prague - Varsovie            | Ryszard Szurkowski        | Union soviétique       | 13     | 1 923 |
| 1976 (29e) | Prague - Varsovie - Berlin            | Hans-Joachim Hartnick     | Union soviétique       | 15     | 1 974 |
| 1977 (30e) | Varsovie - Berlin - Prague            | Aavo Pikkuus              | Union soviétique       | 13     | 1 556 |
| 1978 (31e) | Berlin - Prague - Varsovie            | Alexandre Averine         | Union soviétique       | 13     | 1 847 |
| 1979 (32e) | Prague - Varsovie - Berlin            | Sergueï Soukhoroutchenkov | Union soviétique       | 14     | 1 796 |
| 1980 (33e) | Varsovie - Berlin - Prague            | Youri Barinov             | Union soviétique       | 15     | 2 095 |
| 1981 (34e) | Berlin - Prague - Varsovie            | Charkid Zagretdinov       | Union soviétique       | 15     | 1 887 |
| 1982 (35e) | Prague - Varsovie - Berlin            | Olaf Ludwig               | Allemagne de l'Est     | 13     | 1 946 |
| 1983 (36e) | Varsovie - Berlin - Prague            | Falk Boden                | Allemagne de l'Est     | 12     | 1 899 |
| 1984 (37e) | Berlin - Prague - Varsovie            | Sergueï Soukhoroutchenkov | Union soviétique       | 11     | 1 689 |
| 1985 (38e) | Prague - Moscou - Varsovie - Berlin   | Lech Piasecki             | Union soviétique       | 12     | 1 712 |
| 1986 (39e) | Kiev - Varsovie - Berlin - Prague     | Olaf Ludwig               | Union soviétique       | 15     | 2 138 |
| 1987 (40e) | Berlin - Prague - Varsovie            | Uwe Ampler                | Allemagne de l'Est     | 14     | 1 987 |
| 1988 (41e) | Bratislava - Katowice - Berlin        | Uwe Ampler                | Union soviétique       | 13     | 2 008 |
| 1989 (42e) | Varsovie - Berlin - Prague            | Uwe Ampler                | Allemagne de l'Est     | 12     | 1 927 |
| 1990 (43e) | Berlin - Slušovice - Bielsko-Biała    | Ján Svorada               | Tchécoslovaquie        | 11     | 1 595 |
| 1991 (44e) | Prague - Varsovie                     | Viktor Rjaksinski         | Pologne                | 9      | 1 261 |
| 1992 (45e) | Berlin - Karpacz - Mladá Boleslav     | Steffen Wesemann          | Allemagne              | 9      | 1 348 |
| 1993 (46e) | Tábor - Nový Bor                      | Jaroslav Bílek            | République tchèque     | 9      | 1 342 |
| 1994 (47e) | Tábor - Trutnov                       | Jens Voigt                | République tchèque     | 9      | 1 354 |
| 1995 (48e) | Č. Budějovice - Oberwiesenthal - Brno | Pavel Padrnos             | Pologne                | 10     | 1 379 |
| 1996 (49e) | Brno - Żywiec - Leipzig               | Steffen Wesemann          | Telekom                | 10     | 1 703 |
| 1997 (50e) | Potsdam - Żywiec - Brno               | Steffen Wesemann          | Telekom                | 11     | 1 629 |
| 1998 (51e) | Poznań - Karlovy Vary - Erfurt        | Uwe Ampler                | Mróz                   | 10     | 1 591 |
| 1999 (52e) | Znojmo - Plzeň - Magdebourg           | Steffen Wesemann          | Mróz                   | 10     | 1 613 |
| 2000 (53e) | Hanovre - Kudowa-Zdrój - Prague       | Piotr Wadecki             | Nurnberger             | 10     | 1 608 |
| 2001 (54e) | Łódź - Plzeň - Potsdam                | Jakob Piil                | Telekom                | 10     | 1 611 |
| 2002 (55e) | Č. Budějovice - Chemnitz - Varsovie   | Ondřej Sosenka            | Mróz                   | 10     | 1 470 |
| 2003 (56e) | Olomuc - Walbrzych - Erfurt           | Steffen Wesemann          | CCC Polsat             | 9      | 1 552 |
| 2004 (57e) | Bruxelles - Wroclaw - Prague          | Michele Scarponi          | T-Mobile               | 9      | 1 580 |
| 2006 (58e) | Linz - Karlovy Vary - Hanovre         | Giampaolo Cheula          | Unibet                 | 8      | 1 283 |

## Statistiques sur les vainqueurs

### Les récidivistes

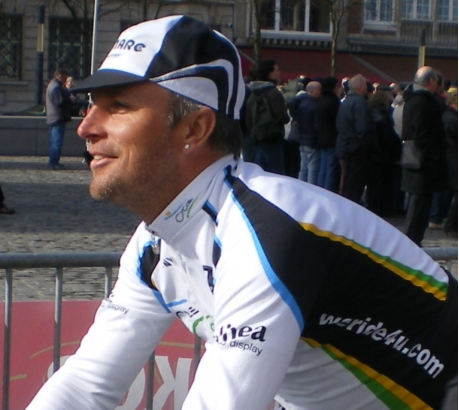
Steffen Wesemann, 5 victoires dans la Course de la Paix

En 58 éditions et 59 courses disputées, la Course de la Paix a été remportées par 46 hommes. 
- Steffen Wesemann (République Fédérale d'Allemagne) est le recordman des victoires : 5 succès (1992, 1996, 1997, 1999, 2003).
- Ryszard Szurkowski (Pologne), (1970, 1971, 1973, 1975), et Uwe Ampler (République démocratique allemande puis Allemagne), (1987, 1988, 1989, 1998), alignent chacun 4 succès.
- Gustav-Adolf Schur (République démocratique allemande) (1955, 1959), Sergueï Soukhoroutchenkov  (1979, 1984), Olaf Ludwig (RDA) (1982, 1986) sont les coureurs ayant gagné 2 courses.

Cette élite révélée par la Course de la Paix est confirmée par d'autres victoires prestigieuses.

### Course de la Paix, Jeux olympiques, championnats du monde,Tour de l'Avenir

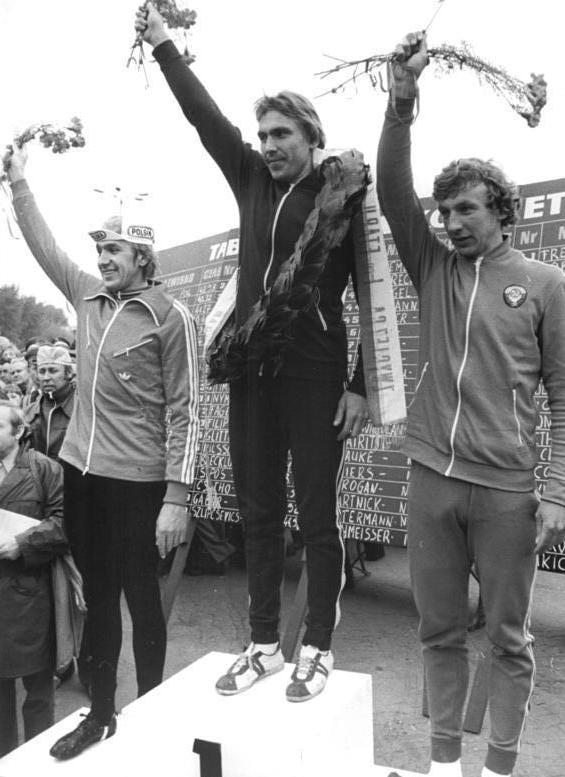
Ici entre le polonais Tadeusz Mytnik et son coéquipier Vladimir Osokin, Aavo Pikkuus, un des grands nom du cyclisme, vainqueur de cette édition 1977

- Doublé Course de la Paix - Jeux Olympiques (épreuve individuelle): 2 champions l'ont réalisé (aucun la même année) : 
  - Sergueï Soukhoroutchenkov (URSS), champion olympique 1980 à Moscou,
  - Olaf Ludwig (RDA), champion olympique 1988 à Séoul.
  - Une mention spéciale pour Viktor Kapitonov (URSS), champion olympique 1960 à Rome, 2e de la " Paix" en 1961, 3e en 1957. À l'inverse, Youri Barinov[57] (URSS), vainqueur de la "Paix" en 1980, obtenait le bronze olympique la même année.
  - L'épreuve individuelle des J.O. de Rome, en 1960, livrait un podium 100 % " Course de la Paix" : Livio Trapè (Italie), médaillé d'argent, avait brillé en 1959 entre Berlin, Prague et Varsovie, et le médaillé de bronze Willy Vanden Berghen (Belgique) avait fait 3e sur la "Paix" peu de mois auparavant.
- Doublé Course de la Paix - Jeux olympiques (épreuve par équipes) : 2 ; 
  - Uwe Ampler (RDA), réalise le doublé la même année, victoire individuelle dans la « Paix », champion olympique avec l'équipe de RDA en 1988 à Séoul.
  - Aavo Pikkuus[58](URSS), champion olympique des 100 km contre-la-montre par équipes à Montréal en 1976, il termine vainqueur de la Course de la Paix en 1977.
  - À noter les médailles d'argent dans cette discipline du 100 km contre-la-montre par équipes de Ryszard Szurkowski et de Stanisław Szozda[59] (Pologne), obtenues à Munich en 1972 et à Montréal en 1976, celle de Gustav Schur et Erich Hagen[60]  (pour l'Allemagne) en 1960 à Rome, et celle de Olaf Ludwig et Hans-Joachim Hartnick[61] (RDA) obtenue en 1980 à Moscou. Pour ce qui est du « bronze » dans cette discipline, Youri Melikhov (URSS) l'obtenait en 1960 à Rome, associé à Kapitonov, et un autre spécialiste de la Course des 3 capitales, Alexeï Petrov[62] (URSS). Enfin, parmi le quatuor soviétique victorieux en 1972 aux J.O. de Munich, Valeri Likhatchev[63] (URSS) se signalait l'année suivante entre Prague, Varsovie et Berlin en remportant 6 étapes en une seule édition.
- Doublé Course de la Paix - championnat du monde (épreuve individuelle) :

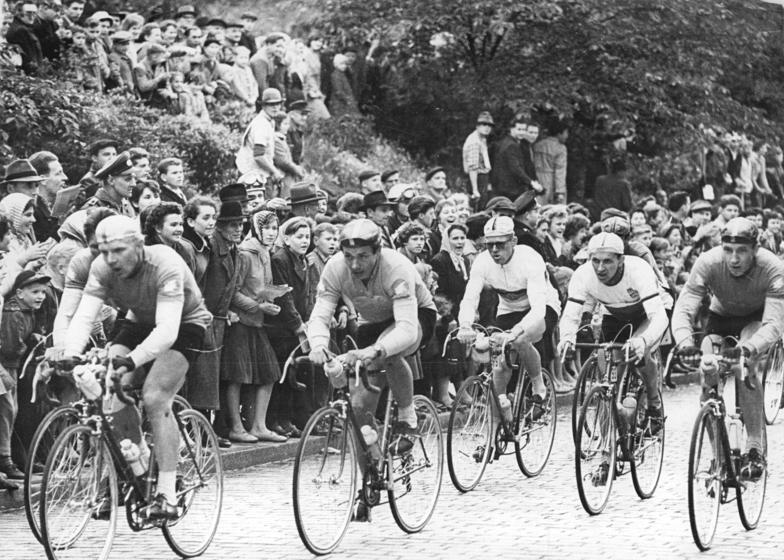
1961, Gustav Schur (au centre du cliché, avec lunettes) en est à sa dixième participation à l'épreuve (13 au total). Deux fois vainqueur individuel, il le sera 5 fois avec l'équipe de la RDA (1953, 1957, 1960, 1963, 1964), il est alors âgé de 30 ans et tient avec succès le rôle de capitaine de route : pour Erich Hagen (1960), pour Klaus Ampler (en 1963). Les 2 coureurs visibles en tête, les Soviétiques Alexeï Petrov et Youri Melikhov, vainqueur final de cette édition.

- - Gustav-Adolf Schur (RDA), en 1959 réalisait le doublé la même année. Il avait déjà été sacré champion du monde en 1958.
  - Ryszard Szurkowski (Pologne) fait le même doublé en 1973.
  - Lech Piasecki[64] (Pologne), réalise le doublé en 1985.
  - Uwe Ampler, champion du monde en 1986, triomphe dans la Course de la Paix l'année suivante.
  - Le dernier coureur à réaliser ce doublé est Viktor Rjaksinski (URSS) / (Ukraine), en 1991.
  - À noter l'exploit de Jean Stablinski (France), 3e de la Course de la Paix en 1952, sacré champion du monde sur route des professionnels en 1962.
- Doublé Course de la Paix - Tour de l'Avenir: 2 coureurs l'ont réalisé; 
  - Sergueï Soukhoroutchenkov (URSS), vainqueur du Tour de l'Avenir en 1978, et 1979, celui-ci la même année que sa première victoire dans la "Paix"; 2e du Tour de l'Avenir en 1980 et 1981, il réalisait cette dernière année... le doublé de la seconde place, puisqu'il s'était classé second de la Course de la Paix, derrière son compatriote Charkid Zagretdinov.
  - Olaf Ludwig (RDA), vainqueur du Tour de l'Avenir 1983, et de la Course de la Paix 1982 et 1986.
  - à noter: à partir de 1961, de nombreux coureurs d'élite de l'Est européen, participèrent activement au Tour de l'Avenir, alors que la réciproque fut rares (voir supra). Cette élite sortait de la Course de la Paix, dans la plupart des cas. Ainsi, le coureur Ivan Levacic (Yougoslavie), 5e du Tour de l'Avenir 1961 venait de terminer la course de la Paix à laquelle il participait régulièrement depuis 1957. (Il s'y était classé 10e en 1958[65]). L'équipe soviétique engagée en 1963 dans le Tour de l'Avenir était l'équipe Première. Le français Bernard Guyot, vainqueur de la Paix en 1966, tentait le doublé, après s'être classé 10e du Tour de l'Avenir 1965. Il échouait et terminait au pied du podium  de l'édition 1966. La même année le belge Willy Van Neste, 4e à Berlin, faisait 6e à Paris. Marcel Duchemin, 2e de Prague-Varsovie-Berlin en 1970, faisait 5e du T.A. en 1969, 4e en 1972[66]. Deux coureurs tchécoslovaques se distinguèrent dans les deux courses, sans toutefois les...gagner. Milos Hrazdira, 2e du Tour de l'Avenir 1976, avait fait 3e de la Course de la Paix 1974[67]. Jiri Skoda (Tchécoslovaquie) terminait 2e du Tour de l'Avenir 1984. C'était un familier de la Course de la Paix[68].
  - les succès de Soukhoroutchenkov, se font en commun avec une équipe hors du commun. Sergueï Morozov (URSS), 3e du Tour de l'Avenir 1978, 4e en 1979, terminait 4e de la Course de la Paix 1980. Alexandre Averine (URSS), vainqueur de la Course de la Paix 1978, terminait 4e du Tour de l'Avenir la même année.

### Course de la Paix et Tour de France?

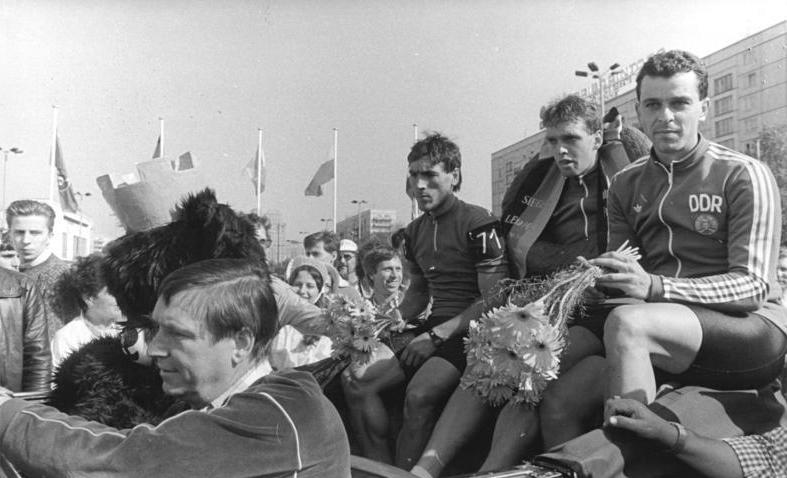
Course de la Paix 1987: Djamolidine Abdoujaparov, Olaf Ludwig, Uwe Raab. Les deux premiers se sont fait un nom dans le Tour de France, le troisième remporte le Classement par points de la Vuelta d'Espagne en 1990 et 1991. "Abdou" remporte le classement par points du Tour 1991, 1993, 1994, celui de la Vuelta en 1992 et celui du Giro d'Italie en 1994. Ludwig termine le Tour de France 1990 avec le maillot vert.

Le doublé n'a jamais été réalisé, du fait qu'il y eut, longtemps, une cassure dans le sport cycliste entre amateurs et professionnels. À noter toutefois que quatre coureurs se sont hissés sur le podium des deux courses : 
- - Peter Winnen[70] (Pays-Bas), 2e de la Course de la Paix en 1980, terminait 3e du Tour de France 1983, derrière Laurent Fignon et l'espagnol Ángel Arroyo;
  - Zenon Jaskuła[71] (Pologne), 3e de la Course de la Paix 1989, faisait 3e du Tour de France 1993 (derrière Miguel Indurain et le suisse Tony Rominger);
  - Piotr Ugrumov (URSS), terminait 3e de la Course de la Paix 1988[72] puis s'illustrait dans le Tour de France 1994, qu'il terminait 2e, derrière Miguel Indurain (Espagne)[73].
  - Raimondas Rumšas (Lituanie), 3e de la Course de la Paix en 1999, terminait le Tour de France 2002 sur la troisième marche du Podium.
  - à noter que le vainqueur du Tour de France 1996,Bjarne Riis, participait à la Course de la Paix 1998. Il y terminait 5e.
  - Le premier vainqueur soviétique d'une étape du Tour de France, Dimitri Konyshev 1er de la dix-septième étape Lourdes-Pau, en 1990, avait fait ses classes dans la Course de la Paix où il se classait 8e en 1987, et 11e en 1988[74]. Djamolidine Abdoujaparov (URSS puis Ouzbékistan), maillot vert 1991 sur le Tour de France, s'était illustré en remportant des étapes sur la Course de la Paix, qu'il terminait à la 4e place en 1987.
  - Olaf Ludwig (Allemagne), célèbre entre les "Trois capitales", remporte le Classement par points du Tour de France 1990. Il est imité à plusieurs reprises par Erik Zabel, qui en 1992 emportait le même challenge entre Berlin et Mlada-Boleslav, parcours de la Quarante-deuxième Course de la Paix.

### L'âge des lauréats

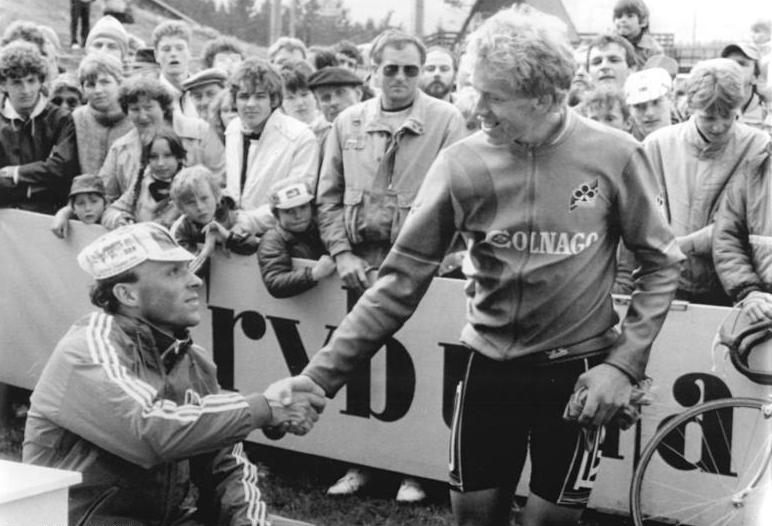
1987: Uwe Ampler et Zenon Jaskula. Jaskula sera le premier coureur polonais à porter le maillot jaune du Tour de France. Uwe Ampler signe son premier succès. 11 ans plus tard, il remporte la Course en étant le plus âgé des vainqueurs...

Il a semblé intéressant de relever l'âge des vainqueurs de la Course de la Paix, lors de leur première victoire ou de leur unique succès.
- Le plus jeune vainqueur est Bernard Guyot (France), qui n'avait pas 21 ans lors de sa victoire en 1966[76] : 20 ans et 6 mois.
- 4 autres vainqueurs triomphent âgés de 21 ans et moins de 22 ans[77] : en ordre croissant, Steffen Wesemann (Allemagne), Ján Svorada (Tchécoslovaquie), Jan Smolik (Tchécoslovaquie), Hans-Joachim Hartnick (RDA)[78].
- 10 autres ont 22 ans (et moins de 23 ans): Olaf Ludwig (RDA), Jaroslav Bílek (République tchèque), Aavo Pikkuus (URSS), Marcel Maes (Belgique), Klaus Ampler (RDA), Charkid Zagretdinov (URSS), Jens Voigt (Allemagne), Uwe Ampler (RDA), Sergueï Soukhoroutchenkov (URSS), Jean-Pierre Danguillaume (France)[79].
- 10 autres ont 23 ans (et moins de 24 ans) : Vlastimil Moravec (Tchécoslovaquie), Falk Boden (RDA), Ian Steel (Royaume-Uni), Erich Hagen (RDA), Lech Piasecki (Pologne), Viktor Rjaksinski (URSS), Stanisław Szozda (Pologne), Piet Damen (Pays-Bas), Youri Barinov (URSS), Nentcho Christov (Bulgarie) [80].

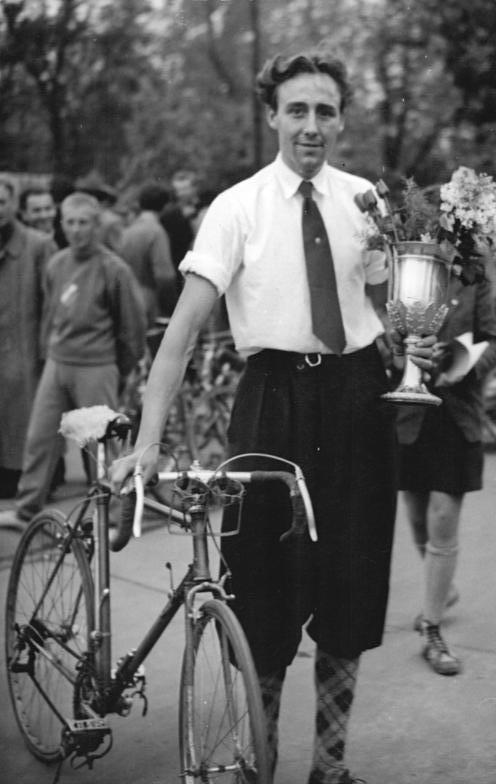
Le vainqueur de l'année 1951, le Danois Olsen.

- 9 autres sont âgés de 24 ans révolus (et moins de 25 ans) : (ordre alphabétique) Alexandre Averine (URSS) [81], Eluf Dalgaard (Danemark), Youri Melikhov (URSS), Kaj Allan Olsen (Danemark), Pavel Padrnos (République tchèque), Gainan Saidschushin (URSS), Michele Scarponi (Italie), Gustav-Adolf Schur (RDA), Ryszard Szurkowski (Pologne).
- 4 sont âgés de 25 ans (et moins de 26 ans) : Stanisław Królak (Pologne), Guennadi Lebediev[82] (URSS), Axel Peschel (RDA), Jan Veselý (Tchécoslovaquie)[83].
- 8 autres ont 26 ans et plus[84] : Giampaolo Cheula (Italie), Willy Emborg (Danemark), Christian Pedersen (Danemark), Jakob Piil (Danemark), August Prosenik[85] (Yougoslavie), Ondřej Sosenka (République tchèque), Piotr Wadecki (Pologne), Alexander Zoric[86] (Yougoslavie).
- Le vainqueur le plus âgé, lors de sa première ou unique victoire, est le danois Christian Pedersen, âgé de 32 ans et 8 mois, en 1953.
- Il est suivi par August Prosinek (Yougoslavie), âgé de 31 ans et 9 mois, lors de son succès en 1948.

Les vainqueurs récidivistes sont aussi les plus âgés.
- 27 ans et 8 mois, âge de Sergueï Soukhoroutchenkov lors de son deuxième succès en 1984.
- 28 ans et 2 mois, âge de Gustav-Adolf Schur, pour sa deuxième victoire en 1959.
- 29 ans et 4 mois, âge de Ryszard Szurkowski, lorsqu'il triomphe pour la quatrième fois, en 1975.
- 32 ans, c'est l'âge de Steffen Wesemann, lors de son cinquième succès en 2003. 11 années le sépare de sa première victoire.
- 33 ans et 11 mois, c'est l'âge du récidiviste Uwe Ampler lors de sa quatrième victoire en 1998. 11 années également après son premier succès. Ainsi figurant parmi les plus jeunes vainqueurs, Uwe Ampler et Steffen Wesemann en sont-ils aussi les plus âgés de ceux-ci.

#### Course de la Paix / Tour de l'Avenir: âge des vainqueurs
Au terme de ce rencensement, il paraît utile de comparer les données entre les deux grandes épreuves du calendrier cycliste, la Course de la Paix avec celles du Tour de l'Avenir.
| Âge des vainqueurs | Course de la Paix | en % C. de la Paix | Tour de l'avenir | en % T. Avenir |
| 19 à 21 ans        | 5                 | 8,4 %              | 11               | 22,9 %         |
| 22 à 24 ans        | 31                | 52,5 %             | 21               | 43,7 %         |
| 25 à 27 ans        | 14                | 23,7 %             | 14               | 29,1 %         |
| 28 à 30 ans        | 5                 | 8,4 %              | 2                | 4,1 %          |
| 30 ans et +        | 4                 | 6,7 %              | 0                | -              |

### Les vainqueurs et leurs suivants

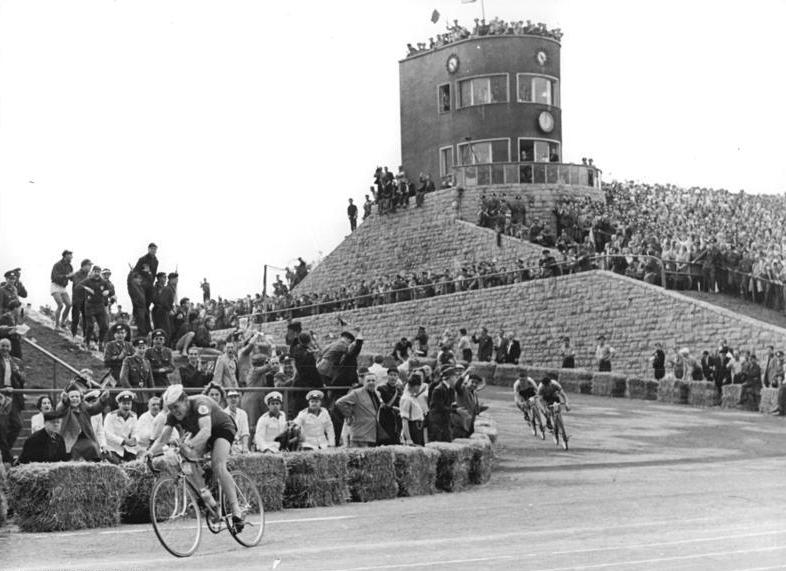
Atmosphère d'une arrivée d'étape, ici à Berlin en 1960. La Course se joue dans cette ultime étape. Erich Hagen l'emporte et remporte la Course, longtemps "promise" à un autre allemand de la RDA, Egon Adler.

La Course de la Paix, pourtant longue souvent de plus de 2 000 kilomètres (avant 1990) a connu des dénouements dans la dernière étape. À l'inverse, trois vainqueurs ont été leader du premier au dernier jour : Jan Vesely, en 1949 ; Aavo Pikkuus, en 1977; Lech Piasecki, en 1985. Les écarts les plus importants entre le vainqueur et son "dauphin" se situent en majorité avant 1968. Les écarts les plus faibles ont été enregistrés  majoritairement après 1980. Le palmarès de la Course de la Paix, vu sous cet angle, dégage un aperçu de l'évolution des compétitions cyclistes sur près de 60 années : bouclage de la course, nivellement de l'élite, rythme plus soutenu, etc.

#### Des moyennes horaires en hausse
Ainsi la moyenne horaire pour accomplir le trajet. Pour exemple voici la moyenne en kilomètres à l'heure réalisée les "années en 9" :
- les 1 263 kilomètres entre  Prague et Varsovie, en 1949 (Victoire de Jan Vesely) sont accomplis à la moyenne horaire de 34,6 km/h.
- les 2 057 kilomètres, de Berlin à Varsovie, via Prague en 1959 (Victoire de Gustav-Adolf Schur) sont effectués à la moyenne horaire de 37,5 km/h.

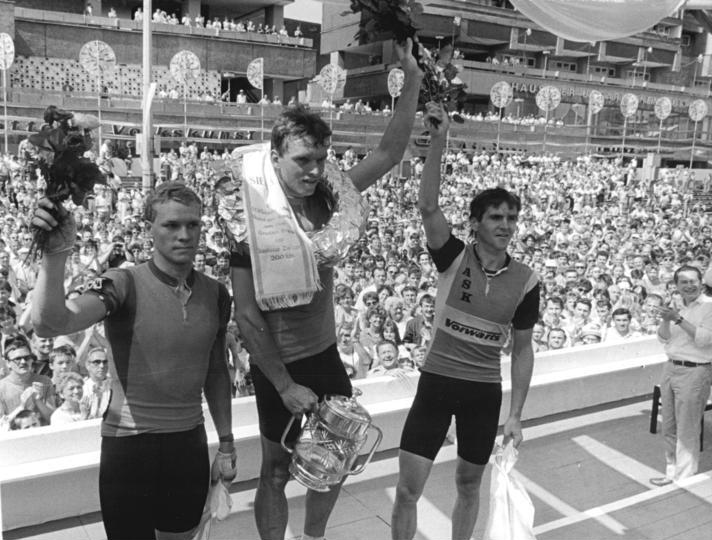
Trois cyclistes de la RDA : Landsmann, Ludwig et Boden. Olaf Ludwig, vainqueur 1982 et 1986, Falk Boden, lauréat en 1983

- les 2 036 kilomètres, entre Varsovie et Berlin en 1969 (Victoire de Jean-Pierre Danguillaume) sont courus à la moyenne horaire de 39,8 km/h.
- Les 1 941 kilomètres entre Prague et Berlin, via Varsovie, en 1979 (Victoire de Sergueï Soukhoroutchenkov)sont accomplis à la moyenne horaire de 41,3 km/h.
- En 1989, les 1 929 km entre Varsovie, Berlin et Prague (Victoire de Uwe Ampler) sont couverts en 47 h 30 min et 43 s, à la moyenne de 40,6 km/h.
- En 1999, les 1 618 kilomètres, sur un parcours nouveau, entre Znomo-Polkowice et Magdeburg (Victoire de Steffen Wesemann) sont accomplis à la moyenne de 38 km/h.

La première édition (1948) entre Prague et Varsovie (victoire de August Prosinek (Yougoslavie)), il est vrai sur des routes de fortune selon les témoins, longue de 872 kilomètres est achevée en 26 h 52 min et 25 s, à la moyenne de 32,4 km/h. Le second, Roman Sieminski (Pologne) est à 4 min 56 s ; le troisième Waclaw Wojcik (Pologne) est à 5 min 41 s.

La dernière édition disputée à ce jour, celle de 2006, longue de 1 283 kilomètres, entre Linz (Autriche)- Karlovy-Vary (République tchèque) et Hanovre (Allemagne)(Victoire de Giampaolo Cheula (Italie)) s'est courue en 31 h 36 min 48 s, à la moyenne horaire de 41,2 km/h. Le second, Andrea Tonti (Italie) est à 6 s ; le troisième, Christian Gasperoni est à... 6 s également.

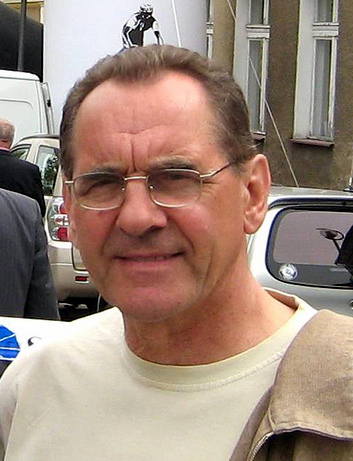
Ryszard Szurkowski, 4 fois vainqueur de la Course des " 3 capitales", devient directeur technique de l'équipe polonaise. Il est "aux manettes" lors du succès de Lech Piasecki en 1985. À l'instar de Gustav Schur, il est élu à la Diète polonaise au milieu des années 1980.

Les épreuves les plus rapides sont disputées au milieu des années 1970. Le record est celui de Ryszard Szurkowski en 1975 :
- 1975 : 43,1 km/h sur 1 915 kilomètres. Ryszard Szurkowski devant Hans-Joachim Hartnick (RDA), 2e, Aavo Pikkuus (URSS), 3e.
- 1973 : 42,8 km/h sur 2 076 kilomètres. Ryszard Szurkowski devant Sanislav Szozda (Pologne), 2e, Valeri Likhatchev (URSS), 3e.
- 1974 : 42,8 km/h sur 1 812 kilomètres. Stanisław Szozda devant Nikolaï Gorelov (URSS), 2e, Milos Hrazdira (Tchécoslovaquie), 3e.
- 1972 : 42,6 km/h sur 2 017 kilomètres. Vlastimil Moravec devant Vladislav Nejlubin (URSS), 2e, Wolfram Kühn (RDA), 3e.
- 1982 : 42,5 km/h sur 1 941 kilomètres. Olaf Ludwig devant Charkit Zagretdinov (URSS), 2e, Youri Barinov (URSS), 3e.
- en 1990, sur les 1 595 kilomètres entre Berlin et Banska-Bystrica Tchécoslovaquie : 42,5 km/h : Ján Svorada devant Bert Dietz (RDA), 2e, Pavel Padrnos (Tchécoslovaquie), 3e.

#### Les écarts les plus importants
plus de 3 minutes - 20 courses
- 1949 : 11 minutes, 56 secondes entre Jan Vesely (Tchécoslovaquie) et Maurice Herbulot (France) (FSGT). 
  - Charles Riegert (France FSGT), 3e est à plus de 12 minutes[89]. (Moyenne : 34,6 km/h)
- 1961 : 11 minutes et 5 secondes entre Yuri Melikhov (URSS) et son coéquipier Viktor Kapitonov (URSS). 
  - Bernardt Eckstein RDA, 3e, est à 14 minutes 50 secondes. (moyenne : 39,7 km/h).
- 1951 : 8 minutes et 31 secondes entre Kaj Allen Olsen (Danemark) et Lothar Meister (RDA). 
  - Alberto Ferri Italie, 3e, est à 9 minutes et 12 secondes. (Moyenne : 33,7 km/h).
- 1955 : 8 minutes et 28 secondes entre Gustav-Adolf Schur (RDA) et Jan Vesely (Tchécoslovaquie).
  - Stanley Brittain (Royaume-Uni), 3e à 11 minutes 14 secondes, compte le même temps de retard, que le 4e, le Suédois Karl M. Amell. (Moyenne : 37,8 km/h)[90].

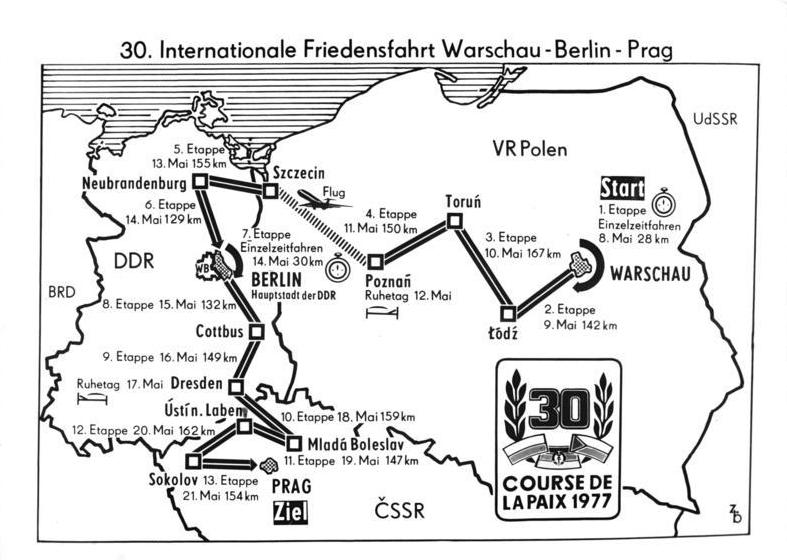
Trentième Course de la Paix, parcours

- 1964 : 7 minutes et 45 secondes entre Jan Smolik (Tchécoslovaquie) et Gunther Hoffmann (RDA).
  - Dieter Wiedemann (RDA) 3e à 7 minutes 55 secondes. (Moyenne : 39,6 km/h)
- 1950 : 7 minutes et 19 secondes séparent Willy Emborg (Danemark) de son second, Bronislav Klabinski (Polonais de France).
  - Vlastimil Ruszicka (Tchécoslovaquie) 3e, à  8 minutes 14 secondes juste devant son compatriote Jan Vesely, à 8 minutes 16 secondes. (Moyenne : 35,7 km/h)
- 1957 : 6 minutes et 27 secondes entre Nencio Christov[91] (Bulgarie) et Stan Brittain (Royaume-Uni).
  - Viktor Kapitonov (URSS), 3e, qui à l'âge de plus de 23 ans, découvre cette course. Il a mis 11 minutes 37 secondes de plus que le vainqueur sur la route menant à Berlin depuis Prague.  (Moyenne : 38,2 km/h)
- 1979 : 6 minutes et 27 secondes entre Sergueï Soukhoroutchenkov (URSS) et Andreas Petermann (RDA). 
  - Krzysztof Sujka (Pologne), 3e à 6 minutes 41 secondes. (Moyenne : 41,3 km/h)

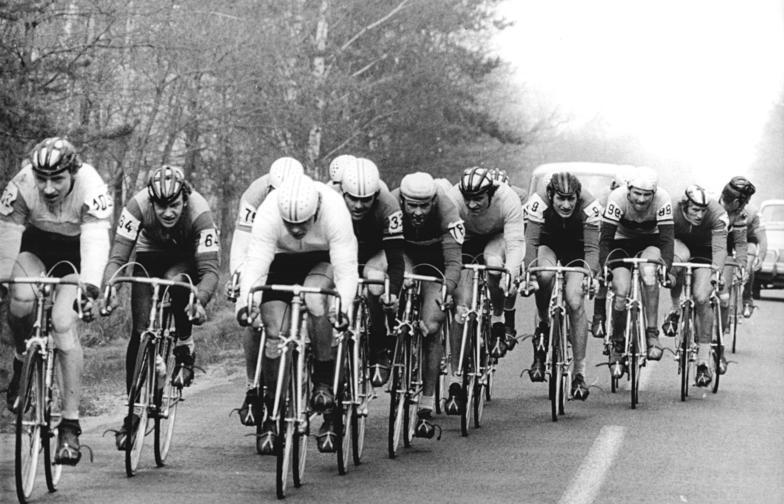
Préparation et sélection pour la Course de la Paix, en Europe centrale au mois d'avril

- 1963 : 5 minutes et 51 secondes entre Klaus Ampler (RDA) et Auguste Verhaeghen (Belgique).
  - Camille Vyncke (Belgique), 3e à 8 minutes 35 secondes. (Moyenne : 40,6 km/h)
- 1948 : 5 minutes et 24 secondes entre Alexander Zoric (Yougoslavie) et Emanuel Krejcu (Tchécoslovaquie).
  - Joszef Kapiak (Pologne) 3e à 6 minutes  50 secondes. (Moyenne : 30,7 km/h)
- 2002 : 5 minutes et 16 secondes entre Ondřej Sosenka[92] (République tchèque) et Aitor Garmendia (Espagne).
  - Piotr Chmielewski (Pologne)3e, à 5 minutes 39 secondes. (Moyenne : 39,7 km/h )
- 1959 : 5 minutes et 14 secondes séparent Gustav-Adolf Schur (RDA) de son second René Vanderveken (Belgique), celui-ci " dans un mouchoir de poche" avec ses suivants,
  - Romeo Venturelli (Italie), 3e à 5 minutes 25 secondes, et Albertus Geldermans (Pays-Bas), 4e à 5 minutes 34 secondes. (Moyenne : 37,5 km/h)

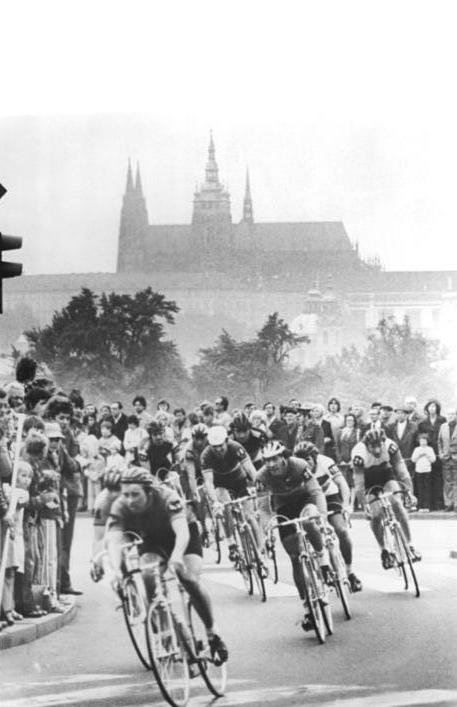
Le peloton de la Course de la Paix, à Prague en 1977

- 1967 : 5 minutes et 9 secondes entre Marcel Maes (Belgique) et Angel Kirilov (Bulgarie).
  - Jan Magiera (Pologne) 3e à 6 minutes 34 secondes. Jan Smolik 4e est à 7 minutes 23. (Moyenne : 41,8 km/h).
- 1948 : 4 minutes et 54 secondes entre August Prosinek (Yougoslavie) et Roman Sieminski (Pologne). 
  - Waclaw Wojcik (Pologne), 3e à 5 minutes. (Moyenne horaire : 32,4 km/h)
- 1981 : 4 minutes et 43 secondes entre Charkid Zagretdinov[93] (URSS) et son coéquipier Sergueï Soukhoroutchenkov (URSS). Le troisième homme permet un Tiercé historique des coureurs soviétiques.
  - Ivan Mitchenko (URSS) 3e est à 6 minutes 13 secondes. Olaf Ludwig (RDA) 4eest relégué à 11 minutes 48.  Thomas Barthe (RDA), 5e à plus d'un quart d'heure. (Moyenne : 39,4 km/h)
- 1971 : 3 minutes et 50 secondes entre Ryszard Szurkowski (Pologne) et son coéquipier Zenon Czechowski[94] (Pologne).
  - Anatoly Starkow (URSS), 3e à 4 minutes, 12 secondes. (Moyenne : 41 km/h)
- 1980 : 3 minutes et 48 secondes entre Youri Barinov (URSS) et Peter Winnen (Pays-Bas).
  - Olaf Ludwig (RDA), fait ses débuts sur la Course : 3e à 4 min 12 s Sergueï Morozov (URSS), 4e, à 4 minutes 30 secondes. (Moyenne : 40,2 km/h)
- 1973 : 3 minutes et 32 secondes entre Ryszard Szurkowski (Pologne) et son coéquipier Stanisław Szozda (Pologne).
  - Valeri Likhatchev (URSS) 3e à 6 minutes 11 secondes. (Moyenne : 42,8 km/h)

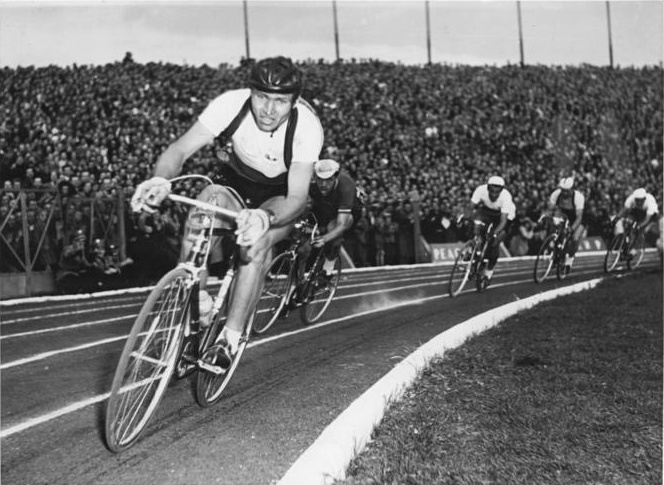
Stanislav Krolak, premier vainqueur polonais de la Course de la Paix, en 1956. Décédé en mai 2009, à l'âge de 78 ans. Sa première participation dans la Course des 3 capitales : 1952. Sa dernière participation : 1962.

- 1993 : 3 minutes et 6 secondes entre Jaroslav Bílek[95] (République tchèque) et son compatriote František Trkal[96] (République tchèque).
  - Pavel Padrnos (République tchèque), 3e à 3 minutes 37 secondes. (Moyenne : 41,7 km/h)
- 1974 : 3 minutes et 4 secondes entre Stanisław Szozda (Pologne) et Nikolaï Gorelov (URSS).
  - Milos Hrazdira (Tchécoslovaquie), 3e à 4 minutes 43 secondes. (Moyenne : 42,8 km/h)

de 2 minutes à 3 minutes - 8 courses
- 1954 : 2 minutes et 58 secondes entre Eluf Dalgaard (Danemark) et Vlasta (Vlastimil) Ruzicka[97].
  - René Van Meenen (Belgique), 3e à 7 minutes 43 secondes, Fernand Picot (France), 4e à 9 minutes 4 secondes. (Moyenne : 38 km/h)
- 1953 : 2 minutes et 45 secondes entre Christian Perdersen (Danemark) et son coéquipier Hans-Edmund Andresen (Danemark).
  - Gustav-Adolf Schur (RDA), 3e à 5 minutes 15 secondes. (Moyenne : 35,6 km/h).
- 1952 : 2 minutes et 35 secondes entre Jan Steel (Royaume-Uni) et Jan Vesely (Tchécoslovaquie).

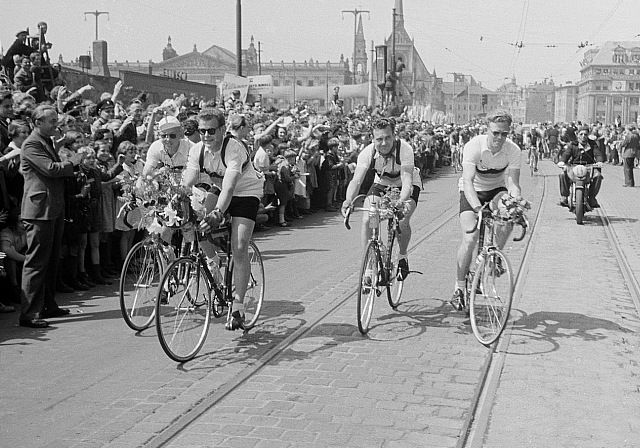
Leipzig, les champions des années 1950 de la RDA, et la foule. Photo : Renate et Roger Rössing.

- - Jean Stablinski (Polonais de France), 3e à 3 minutes 8 secondes, Gustave Verschueren (Belgique), 4e à 6 minutes 45 secondes. (Moyenne : 34,5 km/h)
- 1956 : 2 minutes et 34 secondes entre Stanisław Królak (Pologne) et Constantin Dumitrescu[98] (Roumanie). Le troisième Nikolaï Kolumbet (URSS) concède 4 minutes 15 secondes. (Moyenne : 37,4 km/h)
- 1958 : 2 minutes et 28 secondes séparent Piet Damen (Pays-Bas) de Boris Biebenin (URSS).
  - Alphonse Hermans (Belgique), 3e à 7 minutes 12 secondes. (Moyenne : 37,1 km/h)
- 1962 : 2 minutes et 28 secondes entre Gainan Saidschushin (URSS) et son compatriote Youri Melikhov (URSS).
  - Stanisław Szozda[99] (Pologne), 3e à 6 minutes. (Moyenne : 39 km/h)
- 1978 : 2 minutes et 23 secondes entre Alexandre Averine[100] (URSS) et son coéquipier Yuri Zacharov (URSS)
  - Mircea Romaşcanu (Roumanie), 3e à 3 min  9 s (Moyenne : 38,4 km/h )
- 1965 : 2 minutes et 8 secondes entre Guennadi Lebediev[101] (URSS) et Pavel Dolezel (Tchécoslovaquie).
  - Jan Kudra (Pologne), 3e à 2 min 19 s (Moyenne : 39,5 km/h)

#### Les écarts les plus faibles
moins de 1 minute - 18 courses

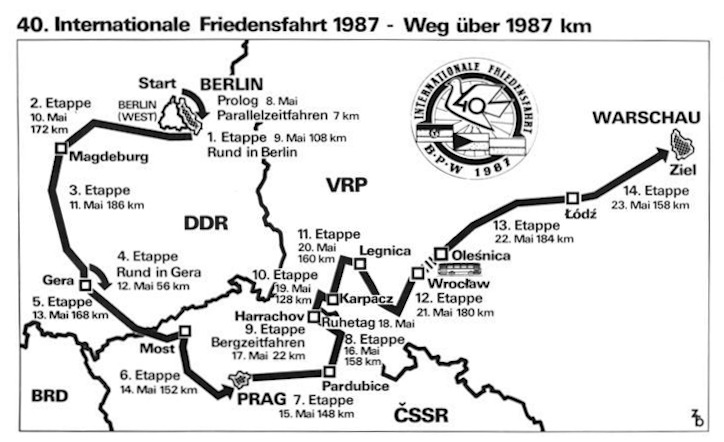
Un autre parcours de la Course de la Paix, entre les 3 capitales est-européennes. Parcours de la quarantième édition.

- 1972 : 2 secondes entre Vlastimil Moravec (Tchécoslovaquie) et Vladislav Nelyubin (URSS).
  - Wolfram Kuhn (RDA), 3e à 1 minute 13 secondes (moyenne : 42,6 km/h)
- 1991 : 4 secondes entre Viktor Rjaksinski (URSS) et Dariusz Baranowski (Pologne)
  - Miroslav Liptak (Tchécoslovaquie), 3e à 16 secondes. (moyenne :40,4 km/h)
- 2006 : 6 secondes entre Giampaolo Cheula (Italie) et son compatriote Andrea Tonti (Italie).
  - Christian Gasperoni (Italie), 3e à 6 secondes. (moyenne : 41,2 km/h)
- 1984 : 15 secondes entre Sergueï Soukhoroutchenkov et Nencio Staïkov (Bulgarie)
  - Olaf Ludwig (RDA), 3e à 22 secondes. (moyenne : 41,2 km/h)

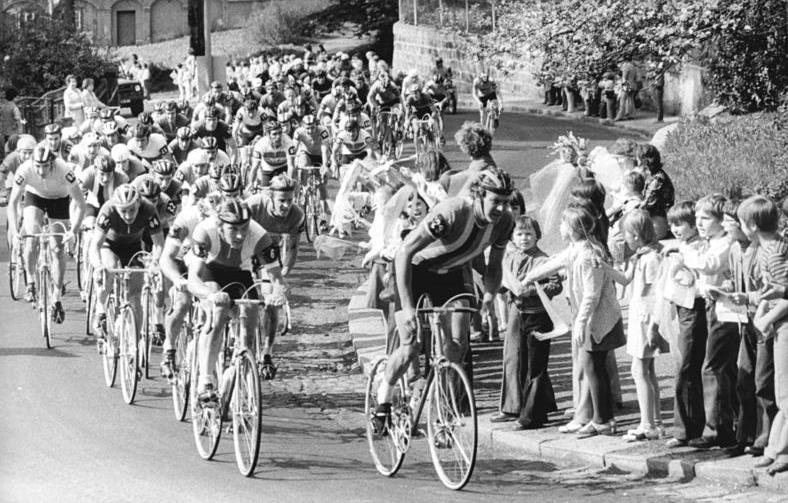
Vlastimil Moravec (Tchécoslovaquie), ici en 1977 en tête du peloton, remporte la Course de la Paix, en 1972 avec 2 secondes d'avance sur Vladislav Nelyubin. (URSS). Le plus faible écart dans l'histoire de cette compétition.

- 1968 : 16 secondes entre Axel Peschel (RDA) et Karel Vavra (Tchécoslovaquie)
  - Jan Magiera (Pologne), 3e à 54 secondes. (moyenne : 40,9 km/h)
- 2004 : 17 secondes entre Michele Scarponi (Italie) et Sławomir Kohut (Pologne)
  - Roger Beuchat (Suisse), 3e à 18 secondes. (moyenne : 41,5 km/h)
- 2001 : 18 secondes entre Jakob Piil (Danemark) et Aitor Garmendia (Espagne)
  - Radosław Romanik (Pologne), 3e à 35 secondes. (moyenne : 41,8 km/h)
- 1999 : 19 secondes entre Steffen Wesemann (Allemagne) et Raimondas Rumšas (Lituanie)
  - Tomasz Brozyna (Pologne), 3e à 1 min 4 s (moyenne : 38,3 km/h)
- 1969 : 21 secondes entre Jean-Pierre Danguillaume (France) et Ryszard Szurkowski (Pologne).
  - Dieter Gonschorek (RDA), 3e à 1 min 58 s (moyenne : 39,8 km/h)

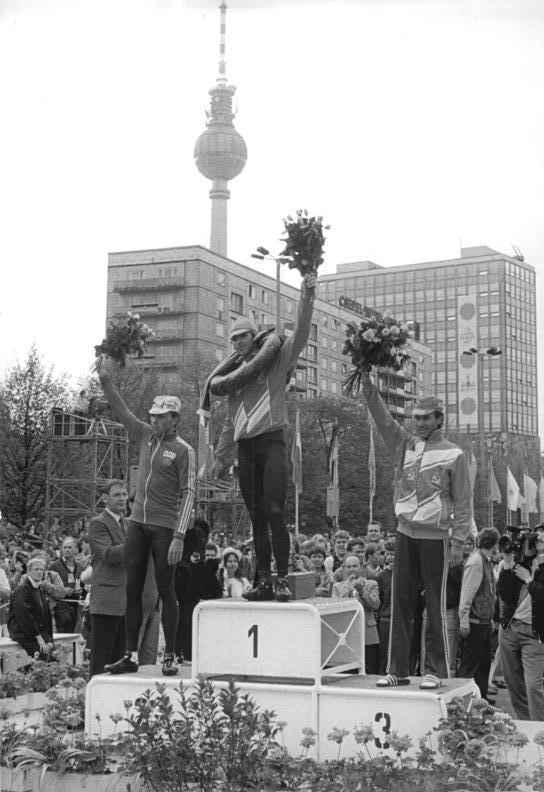
1987, prologue à Berlin, sous la symbolique Tour de la Télévision Est-allemande. Sur le podium, avec Vasyl Zhdanov et Uwe Ampler, Piotr Ugrumov, qui va accumuler des places d'honneur dans les grands "Tours".

- 1989 : 26 secondes entre Uwe Ampler (RDA) et son compatriote Olaf Jentsch (RDA).
  - Zenon Jaskuła (Pologne), 3e à 2 min 42 s. (moyenne : 40,6 km/h)
- 1992 : 27 secondes entre Steffen Wesemann (Allemagne) et Bert Dietz (Allemagne)
  - Tomasz Brozyna (Pologne), 3e à 1 min 44 s (moyenne : 38,0 km/h)
- 1977 : 30 secondes entre Aavo Pikkuus (URSS) et Vladimir Osokin (URSS)
  - Tadeusz Mytnik (Pologne), 3e à 5 min (moyenne : 41,8 km/h)
- 1983 : 32 secondes entre Falk Boden (RDA) et Oleh Petrovich Chuzhda (URSS)
  - Olaf Ludwig (RDA), 3e à 42 secondes (moyenne : 41,5 km/h)
- 1988 : 33 secondes entre Uwe Ampler (RDA) et Vladimir Poulnikov (URSS)
  - Piotr Ugrumov (URSS), 3e à 45 secondes (moyenne : 39,7 km/h)
- 1986 : 34 secondes entre Olaf Ludwig (RDA) et Vladimir Poulnikov (URSS)
  - Assiat Saitov (URSS), 3e à 1 min 35 s (moyenne : 41,3 km/h)
- 1994 : 42 secondes entre Jens Voigt (Allemagne) et Ralf Grabsch (Allemagne)
  - František Trkal (République tchèque), 3e à 1 min 15 s (moyenne : 37,3 km/h)
- 1975 : 46 secondes entre Ryszard Szurkowski (Pologne) et Hans-Joachim Hartnick (RDA)
  - Aavo Pikkuus (URSS), 3e à 1 min 04 s (moyenne : 43,1 km/h)
- 2003 : 49 secondes entre Steffen Wesemann (Allemagne)et Ondřej Sosenka (République tchèque)
  - Tomáš Konečný (République tchèque), 3e à 6 min 29 s (moyenne : 39,6 km/h)

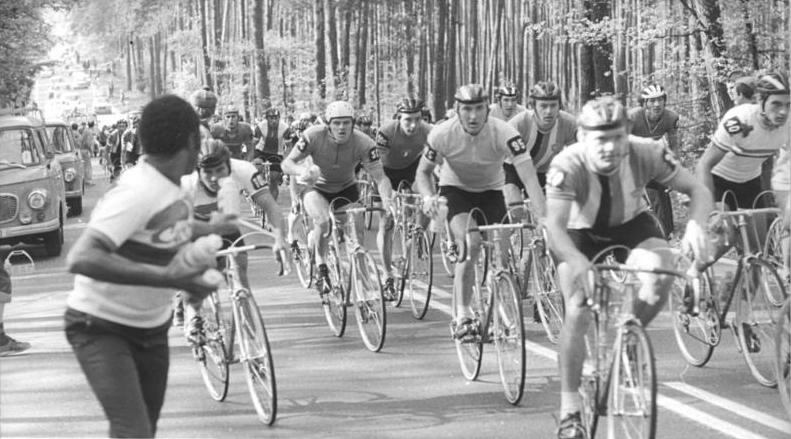
Au centre du cliché : Alexandre Averine (URSS), vainqueur de la Course de la Paix 1978, 1er du classement par points au Tour de l'Avenir en 1978 et 1979.

Entre 1 minute et deux minutes - 13 courses
- 1990 : 1 minute et 1 seconde entre Ján Svorada (Tchécoslovaquie) et Bert Dietz (RDA)
  - Pavel Padrnos (Tchécoslovaquie), 3e à 1 min 34 s (moyenne : 42,5 km/h)
- 1982 : 1 minute et 10 secondes entre Olaf Ludwig (RDA) et Charkid Zagretdinov (URSS).
  - Youri Barinov (URSS, 3e à 1 min 22 s (moyenne : 42,5 km/h)
- 1960 : 1 minute et 22 secondes entre Erich Hagen (RDA) et Jean-Baptiste Claes (Belgique)
  - Willy Vanden Berghen (Belgique), 3e à 3 min 04 s
- 1995 : 1 minute et 30 secondes entre Pavel Padrnos (République tchèque) et Dariusz Baranowski (Pologne).
  - Tomas Brozyna (Pologne), 3e à 2 min 18 secondes (moyenne : 37,3 km/h)
- 1970 : 1 minute et 32 secondes entre Ryszard Szurkowski (Pologne), et Marcel Duchemin (France)
  - Zygmond Hanuzik (Pologne), 3e à 5 min 32 secondes (moyenne : 41,7 km/h)
- 1998 : 1 minute et 34 secondes, entre Uwe Ampler (Allemagne) et Steffen Wesemann (Allemagne).

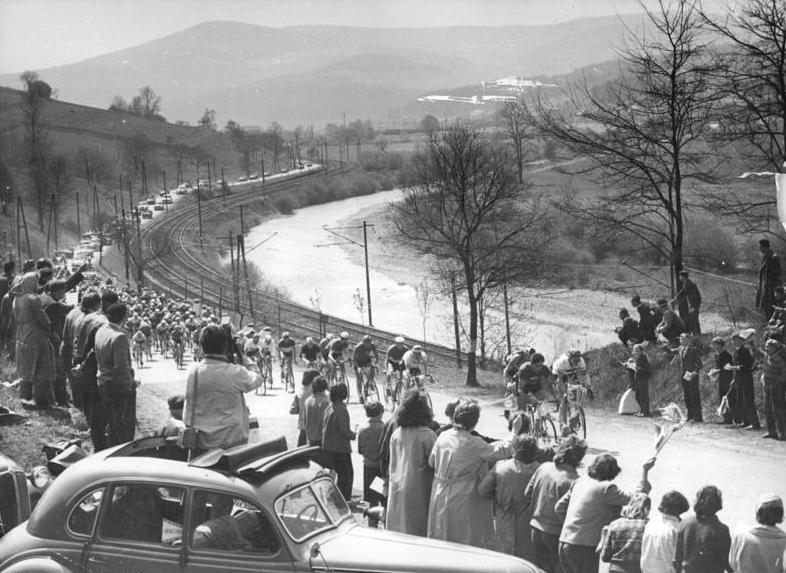
paysage et grimpe la route

- - Piotr Wadecki (Pologne), 3e à 2 min 23 s (moyenne : 40 km/h)
- 1976' : 1 minute et 37 secondes, entre Hans-Joachim Hartnick   '(RDA) et Stanisław Szozda (Pologne)
  - Gerardt Lauke (Allemagne), 3e à 4 min 04 s (moyenne : 42 km/h)
- 1966 : 1 minute et 39 secondes entre Bernard Guyot (France) et Alexandre Dochlijakhov (URSS)
  - Axel Peschel (République démocratique allemande), 3e à 2 min 48 s (moyenne : 40,4 km/h)
- 1996 : 1 minute et 43 secondes ent re Steffen Wesemann (Allemagne) et Michael Andersson (Suède)
  - Serguei Ivanov (Russie), 3e à 2 min 47 s (moyenne : 38 km/h)
- 1987 : 1 minute et 47 secondes entre Uwe Ampler (République démocratique allemande) et Petar Petrov (Bulgarie)
  - Andrzej Mierzejewski (Pologne), 3e à 2 min 44 s (moyenne : 40,7 km/h).
- 1985 : 1 minute et 47 secondres entre  Lech Piasecki (Pologne) et son coéquipier Andrej Mierzeriewski (Pologne).
  - Uwe Ampler (RDA), 3e à 1 min 57 s (moyenne : 41,9 km/h)
- 2000 : 1 minute et 50 secondes entre Piotr Wadecki (Pologne) et Piotr Przydal (Pologne)
  - Steffen Wesemann (Allemagne), 3e à 2 min 15 s (moyenne : 43,4 km/h)
- 1997 : 1 minute et 57 secondes entre Steffen Wesemann (Allemagne) et Christian Henn (Allemagne)
  - Jens Voigt  (Allemagne), 3e à 2 min 21 s (moyenne : 40 km/h)

## Les grands hommes de La Course de la Paix

### Les divers classements

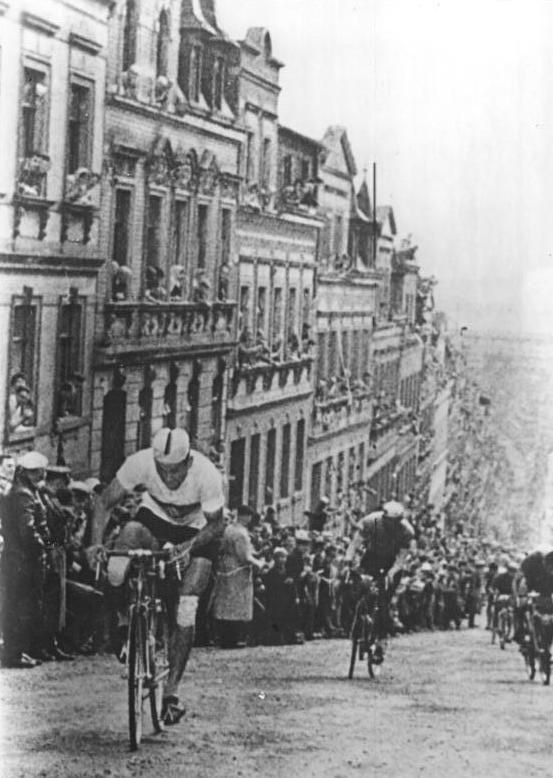
Une des difficultés les plus célèbres: le "Mur" de Meerane

Comme toutes les grandes courses disputées par étapes, d'autres classements que le « général » permettent l'animation de l'épreuve et la mise en valeur d'autres coureurs. Ces classements annexes n'existent que depuis 1956, année de création d'un prix des meilleurs grimpeurs, et 1959 quand est institué un classement par points, ou prix de la combativité. Des maillots distinctifs sont attribués au leader de ces prix : à partir de 1962, le maillot violet est attribué au plus combatif. D'autres classements et maillots distinctifs pour les leaders de ces classements sont créés mais l'inflation de ceux-ci et leur création tardive (après 1978) ne permet pas de dégager une vision d'ensemble.

#### Prix du meilleur grimpeur
- 3 victoires : Sergueï Soukhoroutchenkov (URSS) : 1979, 1981, 1984,  Uwe Ampler (RDA) : 1987, 1988, 1989,  Jaroslav Bílek (République tchèque) : 1993, 1994, 1996. Chacun d'eux accompagne leur victoire au classement général par une victoire dans "la montagne".
- 2 victoires : Viktor Kapitonov (URSS) : 1957, 1958,  Ryszard Szurkowski (Pologne) : 1972, 1973 (liée à sa victoire au classement général), Arkadiusz Wojtas (Pologne) : 2000, 2003.
- Aurelio Cestari (Italie) est en 1956 le premier lauréat.
- Bernard Guyot (France), en 1966, Marcel Maes (Belgique) en 1967, vainqueurs de l'épreuve, remportent aussi le classement de la montagne. Aavo Pikkuus (URSS), en 1977, Steffen Wesemann (Allemagne) en 1992, Ondřej Sosenka (République tchèque), en 2002, font de même.
- les autres vainqueurs de ce classement : Brian Haskell (Royaume-Uni), en 1959 ; Gainan Saidschushin (URSS), en 1960 ; Alexeï Petrov (URSS), en 1961 ; Józef Gawliczek (Pologne) en 1963 ; Joseph Spruyt (Belgique), en 1964 ; Zenon Czechowski (Pologne), en 1968 ; Dieter Gonschorek (RDA), en 1969 ; Jean Van de Wiele (Belgique), en 1971 ; Nikolaï Gorelov (URSS), en 1974 ; Jan Brzezny (Pologne), en 1975 ; Sergueï Morozov (URSS), en  1976 ; Krisztof Sujka (Pologne) en 1978 ; Tadeusz Wojtas (Pologne), en 1980 ; Henryk Santysiak (Pologne), en 1982; Olaf Ludwig (RDA), en 1983 ;

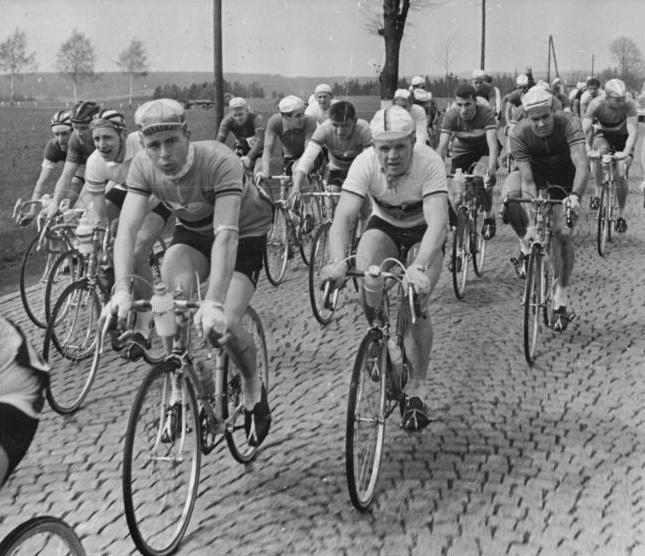
Sur le visage des coureurs transparaissent concentration, voire souffrance: les secteurs pavés font leur œuvre

Kjell Nilsson (Suède), en 1985 ; Petar Petrov (Bulgarie), en 1986 ; Vassili Davidenko (URSS), en 1991 ; Dariusz Baranowski (Pologne), en 1995 ; Christian Henn (Allemagne), en 1997 ; Bert Dietz (Allemagne), en 1998 ; Matt Anand (Canada), en 1999; Radoslav Romanik (Pologne), en 2001 ; Severyn Kohout (Pologne), en 2004 ; Przemyslav Niemec (Pologne), en 2006.
- À noter aussi le succès Pavel Tonkov (URSS) en 1990. C'est un futur vainqueur du Giro (Tour d'Italie).
- Pour les 46 "éditions" de ce prix, une ventilation par pays des lauréats place en tête les polonais :
  - - 1 - Pologne, 13 victoires - 2 - URSS, 12 victoires - 3 - RDA, 5 victoires - 4 - République tchèque, 4 victoires - 5 - Belgique et Allemagne (après 1990) - 7 - Bulgarie, Canada, France, Grande-Bretagne, Italie, Suède, 1 victoire chaque

#### Classement par points (combativité)
- 8 victoires : Olaf Ludwig (RDA): 1980, 1981, 1982, 1984, 1986, 1987, 1988, 1989.
- 3 victoires : Ryszard Szurkowski (Pologne): 1970, 1972, 1975.
- Romeo Venturelli (Italie) est le premier "meilleur sprinter" en 1959. L'année suivante ce classement est remporté par Gainan Saidschushin. Pas attribué en 1961, renommé Prix de la combativité, Alexeï Petrov (URSS) inaugure le maillot violet, distinctif de la première place de ce classement en 1962. Il est suivi en 1963 par Marcel Haesseldonckx (Belgique), et en 1964 par Joseph Spruyt (Belgique). Celui-ci sera plus tard un équipier efficace d'Eddy Merckx sur le Tour de France.

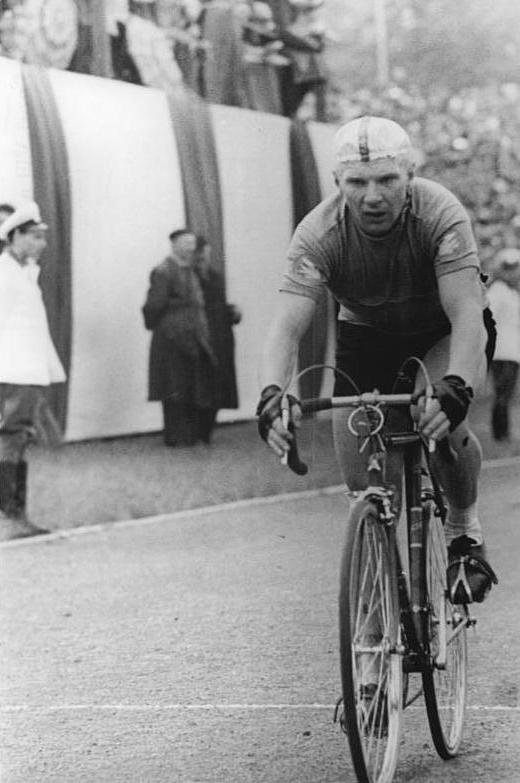
Alexeï Petrov (URSS) ici en 1961. On remarque le logo de la Course, la colombe de la Paix, qui distingue le maillot de la meilleure équipe.

- Gainan Saidschushin (URSS), meilleur sprinter en 1960, lauréat aux points en 1965, est un des rares "cumulards" des 3 classements: meilleur grimpeur en 1960, il triomphe au classement général en 1962. Ryszard Szurkowski, Aavo Pikkuus (vainqueur aux points en 1978) et Olaf Ludwig (meilleur grimpeur en 1982) l'accompagnent dans cette performance.
- Les autres lauréats du maillot violet, puis vert, qui distingue le leader de ce classement : Axel Peschel (RDA), en 1966 ; Manfred Dähne (RDA), en 1967 ; Pepp Iyffert (URSS), en 1968 ; Yuri Dmitriyev (URSS), en 1969 ;

Vladislav Nelyubin (URSS), en 1971 ; Valeri Likhatchev (URSS), en 1973 ; Théo Smit (Pays-Bas), en 1974 ; Vladimir Osokin (URSS), en 1977 ; Jan Jankiewicz (Pologne), en 1979 ; Mircea Romaşcanu (Roumanie), en 1981. Falk Boden (RDA), en 1985 ; Ján Svorada (Tchécoslovaquie), en 1990 ; Vassili Davidenko (URSS), en 1991 ; Viatcheslav Djavanian (Russie), en 1993; Artur Krzeszowiec (Pologne), en 1994 ; Lutz Lehmann (Allemagne), en 1995 ; Slawomir Chrzanowski (Pologne) en 1996 ; Jacek Mickiewicz (Pologne), en 1997 et 2002 ; Jaroslav Chojnacki (Pologne) en 1998 ; Piotr Wadecki (Pologne), en 1999 ; Robert Förster (Allemagne) en 2000 ; André Schulze (Allemagne) en 2001 ; Kazimierz Stafiej (Pologne) en 2003 ; Eric Baumann (Allemagne) en 2004 ; Danilo Hondo (Allemagne), en 2006.
- à noter la victoire de Erik Zabel (Allemagne) en 1992. Originaire de RDA[103], il va s'illustrer ensuite dans le même genre de succès, 6 au Tour de France, et remporter plusieurs classiques cyclistes.

#### Classement combiné (1978-1997)

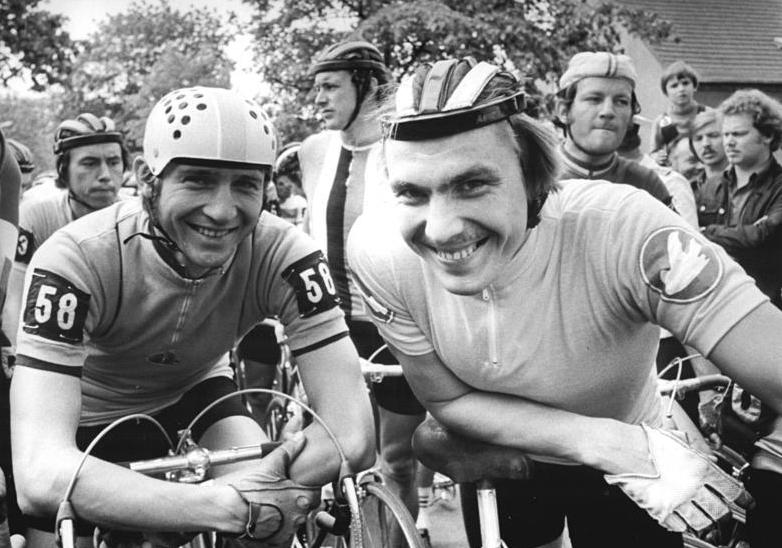
Deux parmi les plus jeunes vainqueurs de la Course. Hans-Joachim Hartnick, 1er en 1976, et Aavo Pikkuus, lauréat de l'édition 1977.

De 1978 à 1997, un autre classement, distingué par un maillot blanc, est mis en place. Il est établi sur le mode du "combiné", dont les points sont attribués d'après les autres classements.
Le premier lauréat de ce classement est Aavo Pikkuus (URSS) qui l'emporte en 1978 et 1979 ; Olaf Ludwig (Allemagne de l'Est) remporte ce classement à 6 reprises : en 1980, 1981, 1982, 1983, 1984, et 1986. Lech Piasecki (Pologne), le cumule avec sa victoire au temps en 1985. Viennent ensuite deux coureurs qu'aucun autre classement n'a distingué : le champion du monde des "amateurs" Uwe Raab (Allemagne de l'Est), en 1987 et 1989 ; et Djamolidine Abdoujaparov (URSS), en 1988. Ján Svorada (Tchécoslovaquie) le joint à sa victoire en 1990, et Erik Zabel (Allemagne), le cumule à sa victoire aux points, en 1992. En 1993, 1994 et 1995, ce classement met en évidence František Trkal (République tchèque). En 1996 et 1997, il confirme la victoire de Steffen Wesemann (Allemagne).

### Les classements annexes
| Année | Prix de la montagne       | Combativité maillot violet | Combiné                  | Classements aux points |
| 1956  | Aurelio Cestari           | -                          | -                        | -                      |
| 1957  | Viktor Kapitonov          | -                          | -                        | -                      |
| 1958  | Viktor Kapitonov          | -                          | -                        | -                      |
| 1959  | Brian Haskell             | Romeo Venturelli           | -                        | -                      |
| 1960  | Gainan Saidschushin       | Gainan Saidschushin        | -                        | -                      |
| 1961  | Alexeï Petrov             | -                          | -                        | -                      |
| 1962  | non attribué              | Alexeï Petrov              | -                        | -                      |
| 1963  | Józef Gawliczek           | Josef Haesseldonckx        | -                        | -                      |
| 1964  | Joseph Spruyt             | Joseph Spruyt              | -                        | -                      |
| 1965  | non attribué              | Gainan Saidschushin        | -                        | -                      |
| 1966  | Bernard Guyot             | Axel Peschel               | -                        | -                      |
| 1967  | Marcel Maes               | Manfred Dähne              | -                        | -                      |
| 1968  | Zenon Czechowski          | Pepp Iyffert               | -                        | -                      |
| 1969  | Dieter Gonschorek         | Yuri Dmitriyev             | -                        | -                      |
| 1970  | non attribué              | Ryszard Szurkowski         | -                        | -                      |
| 1971  | Jan Van De Wiele          | Vladislav Nelyubin         | -                        | -                      |
| 1972  | Ryszard Szurkowski        | Ryszard Szurkowski         | -                        | -                      |
| 1973  | Ryszard Szurkowski        | Valeri Likhatchev          | -                        | -                      |
| 1974  | Nikolaï Gorelov           | Théo Smit                  | -                        | -                      |
| 1975  | Jan Brzezny               | Ryszard Szurkowski         | -                        | -                      |
| 1976  | Sergueï Morozov           | Michail Michailov          | -                        | -                      |
| 1977  | Aavo Pikkuus              | Vladimir Osokin            | -                        | -                      |
| 1978  | Krysztof Sujka            | Aavo Pikkuus               | Aavo Pikkuus             | -                      |
| 1979  | Sergueï Soukhoroutchenkov | Jan Jankiewicz             | Aavo Pikkuus             | -                      |
| 1980  | Tadeusz Wojtas            | Olaf Ludwig                | Olaf Ludwig              | Olaf Ludwig            |
| 1981  | Sergueï Soukhoroutchenkov | Olaf Ludwig                | Olaf Ludwig              | Olaf Ludwig            |
| 1982  | Henrik Santysiak          | Olaf Ludwig                | Olaf Ludwig              | Olaf Ludwig            |
| 1983  | Olaf Ludwig               | Mircea Romaşcanu           | Olaf Ludwig              | Olaf Ludwig            |
| 1984  | Sergueï Soukhoroutchenkov | Olaf Ludwig                | Olaf Ludwig              | Olaf Ludwig            |
| 1985  | Kjell Nilsson             | Falk Boden                 | Lech Piasecki            | Lech Piasecki          |
| 1986  | Petar Petrov              | Olaf Ludwig                | Olaf Ludwig              | Olaf Ludwig            |
| 1987  | Uwe Ampler                | Olaf Ludwig                | Uwe Raab                 | Uwe Ampler             |
| 1988  | Uwe Ampler                | Olaf Ludwig                | Djamolidine Abdoujaparov | Olaf Ludwig            |
| 1989  | Uwe Ampler                | Olaf Ludwig                | Uwe Raab                 | Olaf Ludwig            |
| 1990  | Pavel Tonkov              | Ján Svorada                | Ján Svorada              | Ján Svorada            |
| 1991  | Vassili Davidenko         | Vassili Davidenko          | pas disputé              | Vassili Davidenko      |
| 1992  | Steffen Wesemann          | Erik Zabel                 | Erik Zabel               | Erik Zabel             |
| 1993  | Jaroslav Bílek            | Viatcheslav Djavanian      | František Trkal          | František Trkal        |
| 1994  | Jaroslav Bílek            | Artur Krzeszowiec          | František Trkal          | František Trkal        |
| 1995  | Dariusz Baranowski        | Lutz Lehmann               | František Trkal          | Dariusz Baranowski     |
| 1996  | Jaroslav Bílek            | Slawomir Chrzanowski       | Steffen Wesemann         | pas disputé            |
| 1997  | Christian Henn            | Jacek Mickiewicz           | Steffen Wesemann         |                        |
| 1998  | Bert Dietz                | Jaroslaw Chojnackii        | pas disputé              |                        |
| 1999  | Matt Anand                | Piotr Wadecki              | -                        | -                      |
| 2000  | Arkadiusz Wojtas          | Robert Förster             | -                        | -                      |
| 2001  | Radosław Romanik          | André Schulze              | -                        | -                      |
| 2002  | Ondřej Sosenka            | Jacek Mickiewicz           | -                        | -                      |
| 2003  | Arkadiusz Wojtas          | Kazimiersz Stafiej         | -                        | -                      |
| 2004  | Severyn Kohut             | Eric Baumann               | -                        | -                      |
| 2005  | Course non disputée       |                            |                          |                        |
| 2006  | Przemysław Niemiec        | Danilo Hondo               | -                        | -                      |

### Les meilleurs réalisateurs en victoires d'étapes

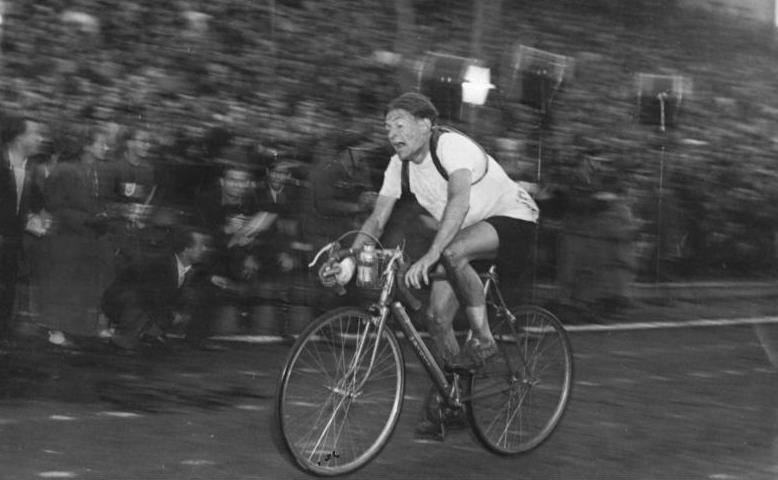
La Tchécoslovaquie, née en 1919, possédait une culture sportive ancienne qui souda son sentiment national. Deux de ses champions cyclistes furent dans la première décennie de l'existence de la Course de la Paix des acteurs majeurs de ce sentiment national : Jan Vesely et "Vlasta" Ruszika. Ce dernier, ici en photo, reste un des meilleurs Performers dans le gain des étapes.

Une statistique peut être faite portant sur les meilleurs réalisateurs quant aux victoires d'étapes, durant les 58 éditions de la Course de la paix :
- 38 victoires : Olaf Ludwig (République démocratique allemande)
- 18 victoires : Steffen Wesemann (Allemagne)
- 16 victoires : Jan Veselý (Tchécoslovaquie)
- 14 victoires : Stanisław Szozda (Pologne)
- 13 victoires : Ryszard Szurkowski (Pologne)
- 12 victoires : Vlasta Ruszika (Tchécoslovaquie)
- 11 victoires : Alexeï Petrov (URSS)
- 10 victoires : Danilo Hondo (Allemagne), Valeri Likhatchev (URSS).
- 9 victoires : Gustav-Adolf Schur (République démocratique allemande), Uwe Ampler (RDA)
- 8 victoires : Youri Melikhov (URSS), Uwe Raab (République démocratique allemande).
- 6 victoires : 
  - Pologne : Zenon Czechowski
  - Tchécoslovaquie :  Anton Bartonicek, Jan Smolík
  - URSS : Djamolidine Abdoujaparov, Charkid Zagretdinov.
- 5 victoires :
  - République démocratique allemande et Allemagne : Egon Adler, Klaus Ampler, Bert Dietz, Dieter Mickein,
  - Pologne : Jaczek Mickiewicz, Krysztof Sujka
  - République tchèque : Pavel Padrnos,
  - Roumanie : Mircea Romaşcanu,
  - URSS : Rikho Suun, Anatoli Tcherepovitch.

- 4 victoires :

16 coureurs remportent 4 étapes 

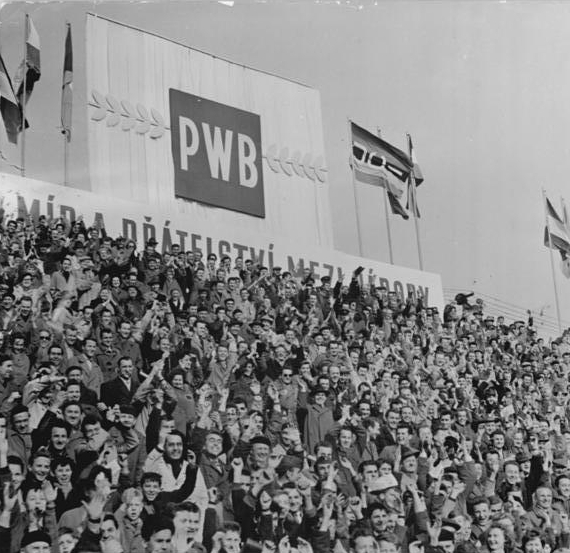
Arrivée d'étape à Brno (Tchécoslovaquie)

- - Allemagne : Thomas Liese, Olaf Pollack, etc.
  - République démocratique allemande : Bernd Drogan, Dieter Gonschorek,  Hans-Joachim Hartnick, Manfred Weissleder.
  - Pologne :  Stanisław Królak, Lech Piasecki.
  - Tchécoslovaquie et République tchèque : Michal Klasa, Ondřej Sosenka, Lubor Tesař, František Trkal.
  - URSS : Alexandre Averine, Viktor Kapitonov, Gainan Saidschushin, Sergueï Soukhoroutchenkov.
- 3 victoires :

27 coureurs remportent 3 étapes. 
- - Allemagne :  Frank Augustin, Lutz Lehmann, Erik Zabel
  - République démocratique allemande : Erich Hagen, Olaf Jentzsch, Michael Milde, Axel Peschel, Siegbert Schmeisser
  - Australie : Robbie McEwen,
  - Belgique : Louis Proost
  - Danemark : Jakob Piil
  - France : Marcel Duchemin, Damien Nazon
  - Italie : Romeo Venturelli
  - Lituanie : Raimondas Rumšas
  - Pologne : Stanisław Gazda, Zygmond Hanusik, Zbignien Krzeszoviec, Jan Magiera,Tadeusz Mytnik, Mieczislav Wilczewski, Rajmund Zieliński.
  - Roumanie : Gabriel Moiceanu
  - Tchécoslovaquie : Ladislas Heller, Ján Svorada
  - URSS : Vladimir Osokine, Aavo Pikkuus.
- 2 victoires :

40 coureurs remportent 2 étapes
- - République démocratique allemande : Rainer Marks, Andreas Petermann
  - Autriche : Frantz Deutsch
  - Belgique : Willy Butzen, Marc Demeyer, Joseph Schroeters, René Vanderveken, René Van Meenen, Joseph Verhelst, Roger Vindevogel
  - Bulgarie : Milko Dimov, Venelin Hubenov, Nentcho Staykov
  - France : André Desvages, Jean Stablinski
  - Grande-Bretagne : Stanley Brittain
  - Italie : Dino Bruni, Oscar Cavagnis, Pietro Guerra, Adriano Tagliani
  - Lettonie : Dainis Ozols
  - Maroc : Abdallah Nahly
  - Pays-Bas : Johannes Draaijer, Frits Schür, Peter Tesselaar
  - Pologne : Jan Brzezny, Lucjan Pietraszewski, Zbigniew Spruch
  - Tchécoslovaquie : Pavel Dolezal, Pavel Galic, Vlastimil Moravec, Josef Regec
  - Ukraine : Bogdan Bondariew
  - URSS : Youri Barinov, Vassili Davidenko, Nikolaï Gorelov, Boris Issaiev, Vasyl Zhdanov, Evgeni Klevtzov, Guennadi Lebediev
- 1 étape

223 coureurs remportent une étape...

### les participants les plus "fidèles"
- 12 départs, 12 arrivées[111] : 
  - - Gustav-Adolf Schur : - 12e en 1952 (âge : 21 ans); 3e en 1953 ; 22e en 1954 ; 1er en 1955 ; 11e en 1956 ; 11e en 1957 ; 8e en 1958 ; 1er en 1959 ; 16e en 1960 ; 8e en 1961 ; 10e en 1963 ; 17e en 1964 (âge : 33 ans).
- 12 départs, 11 arrivées :
  - - Nentcho Staykov[112] (Bulgarie) : - 33e en 1975 (âge : 19 ans); 46e en 1977 ; abandon en 1978 ; 7e en 1979 ; 47e en 1981 ; 15e en 1982 ; 54e en 1983 ; 2e en 1984 ; 10e en 1985 ; 22e en 1986 ; 12e en 1987 ; 24e en 1988 (âge : 33 ans).
- 11 départs, 11 arrivées :
  - - Constantin Dumitrescu (Roumanie) - :  31e en 1953 (âge : 19 ans); 51e en 1954 ; 13e en 1955 ; 2e en 1956 ; 14e en 1957 ; 16e en 1958 ; 29e en 1959 ; 57e en 1962 ; 4e en 1963 ; 18e en 1964 ; 5e en 1965 (âge : 31 ans)
  - - Zbigniew Piątek (Pologne) - : 29e en 1988 (âge : 22 ans) ; 22e en 1989 ; 16e en 1990 ; 16e en 1991 ; 26e en 1996 ; 34e en 1998 ; 14e en 1999 ; 17e en 2000 ; 5e en 2001 ; 5e en 2002 ; 9e en 2003 (âge : 37 ans)

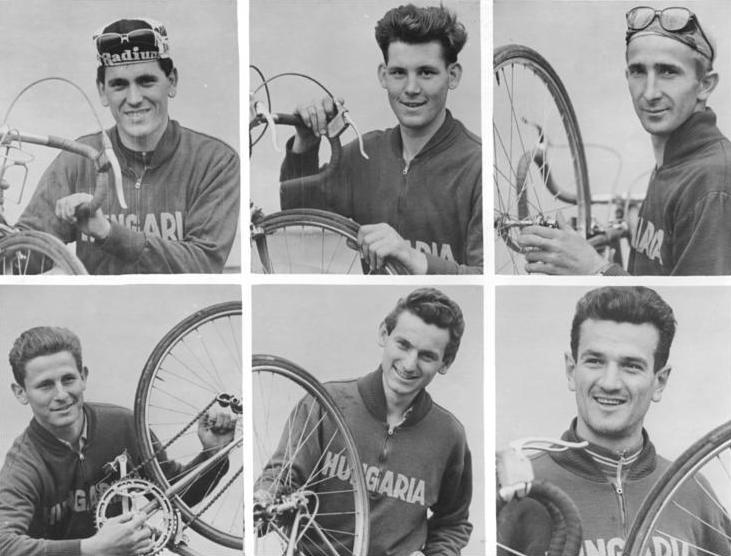
L'équipe de Hongrie, 1960. Antal Megyerdi, rang du bas, au milieu, dix fois au rendez-vous de la Course de la Paix.

- - - František Trkal (République tchèque) - : 8e en 1990 (âge : 20 ans) ; 10e en 1991 ; 2e en 1993 ; 3e en 1994 ; 5e en 1995 ; 15e en 1996 ; 20e en 1997 ; 67e en 2001 ; 64e en 2002 ; 63e en 2003 ; 71e en 2004 (âge : 34 ans)
- 10 départs, 10 arrivées :
  - - György Szuromi (Hongrie) : entre 1975 et 1992, 10 participations, où la meilleure place obtenue est la 27e en 1991,
- 10 départs, 9 arrivées :
  - - Antal Megyerdi (Hongrie)[113] - : 75e en 1959 (âge : 19 ans) ; 41e en 1960 ; 18e en 1961 ; 27e en 1962 ; 44e en 1963 ; 15e en 1964 ; abandon en 1965 ; 8e en 1966. 40e en 1968 ; 45e en 1969 (âge : 30 ans)
  - - Thomas Barth (RDA) : 9e en 1980 (âge : 20 ans) ; 5e en 1981 ; 4e en 1982 ; abandon en 1983 ; 10e en 1984 ; 25e en 1985 ; 26e en 1986 ; 35e en 1987 ; 33e en 1988 ; 29e en 1989 (âge : 29 ans).
- 10 départs, 8 arrivées :
  - - Gabriel Moiceanu (Roumanie)
- 10 départs, 7 arrivées :
  - - Jacek Mickiewicz (Pologne)
- 9 départs, 9 arrivées :
  - - Gainan Saidschushin (URSS)
  - - Olaf Ludwig (RDA)
  - - Petr Benčík (République tchèque)
- 9 départs, 8 arrivées :
  - - Dimitar Kolev (Bulgarie)
  - - Walter Ziegler (Roumanie)
  - - Teodor Vasile (Roumanie)

### Quelques autres statistiques

Un des timbres poste émis en 1977

- Les porteurs du « maillot jaune » : 147 coureurs l'ont porté au moins durant une étape. Les recordmens en la matière sont :
  - Ryszard Szurkowski : 49 étapes, entre 1969 et 1975.
  - Steffen Wesemann : 30 étapes, entre 1992 et 2003.
  - Jan Smolík entre 1964 et 1967, et Uwe Ampler, entre 1986 et 1998 : 20 étapes.
  - Olaf Ludwig : 17 étapes entre 1980 et 1988.
  - Aavo Pikkuus : 16 étapes entre 1974 et 1978.
  - Gustav-Adolf Schur : 15 étapes entre 1955 et 1960
  - Charkid Zagretdinov, 14 étapes en 1981 et 1982.
  - Sergueï Soukhoroutchenkov : 13 étapes entre 1979 et 1984.
  - Youri Melikhov (1959-1961), Hans-Joachim Hartnick (1975-1976), Lech Piasecki (leader de bout en bout en 1985) : 12 étapes.
  - Bernard Guyot : 11 étapes en 1966.

### De pères en fils

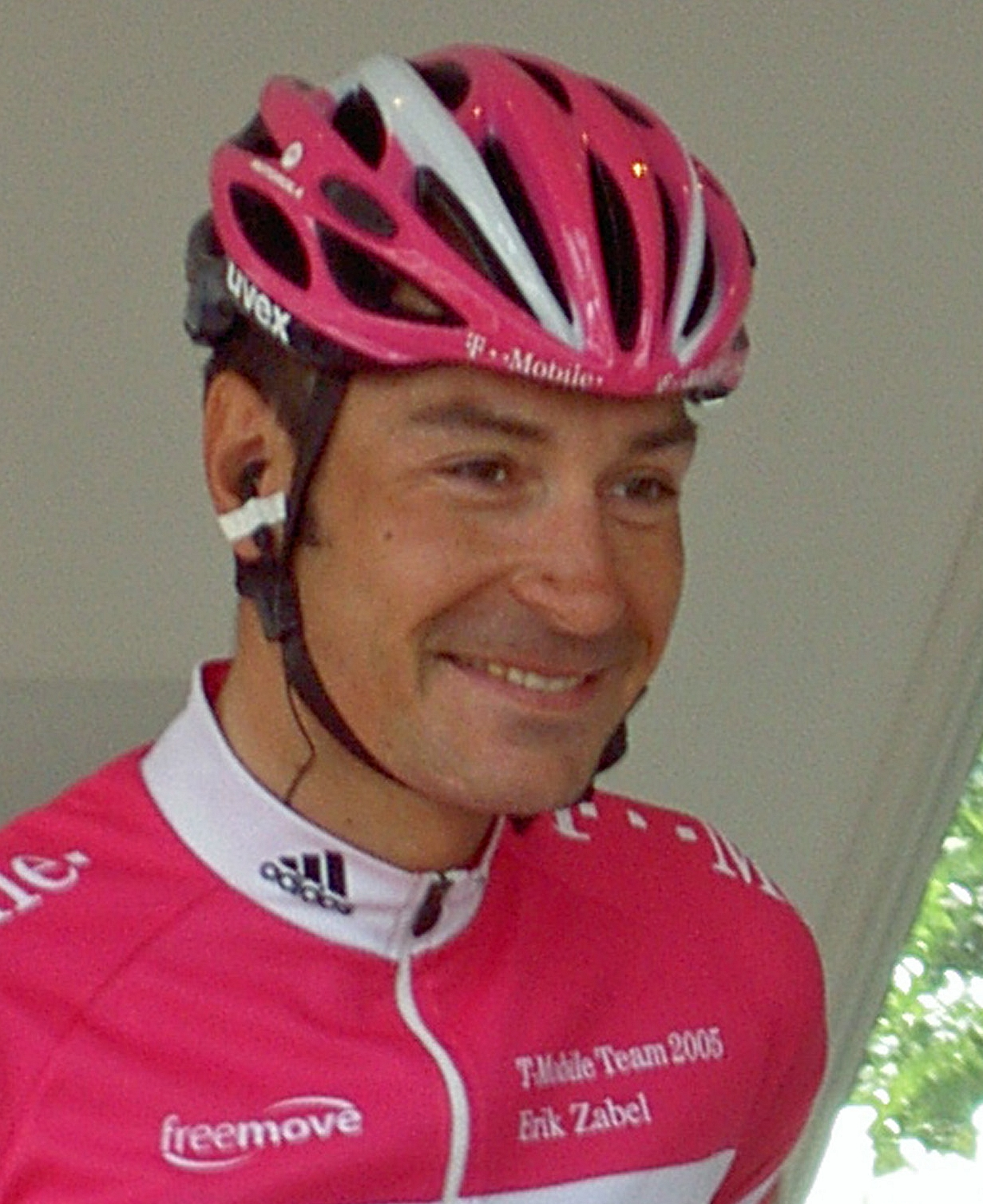
Deux fois au départ de la Course de la Paix, Erik Zabel est fils d'un coureur, qui participa à la Course au mitan des années 1950

De par sa durée d'existence, 59 ans, la Course de la Paix a été courue par plusieurs générations de cyclistes. Cela se traduit par la présence au palmarès de plusieurs « fils de... » : le phénomène est-il le même sur d'autres grands tours ? La liste dressée ici ne vise pas à l'exhautivité. 
- Le vainqueur, fils de vainqueur : Uwe Ampler, né en 1964, quatre fois lauréat, est fils de Klaus Ampler, né en 1940, vainqueur en 1963.
- Le vainqueur, fils de coureur de "la Paix": Ján Svorada, 1er en 1990, est fils de Ján Svorada,  coureur vers 1970.
- Le coureur, fils de vainqueur ! 
  - Jan Schur, 10e en 1988, fils de Gustav-Adolf Schur.
  - Uwe Peschel, 10e en 2002, flls de Axel Peschel, 1er en 1968.
- Le coureur fils de coureur
  - Erik Zabel, 11e en 1992, 19e en 2004, fils de Detlef Zabel, 9e en 1955

## Bilan par pays des victoires d'étapes

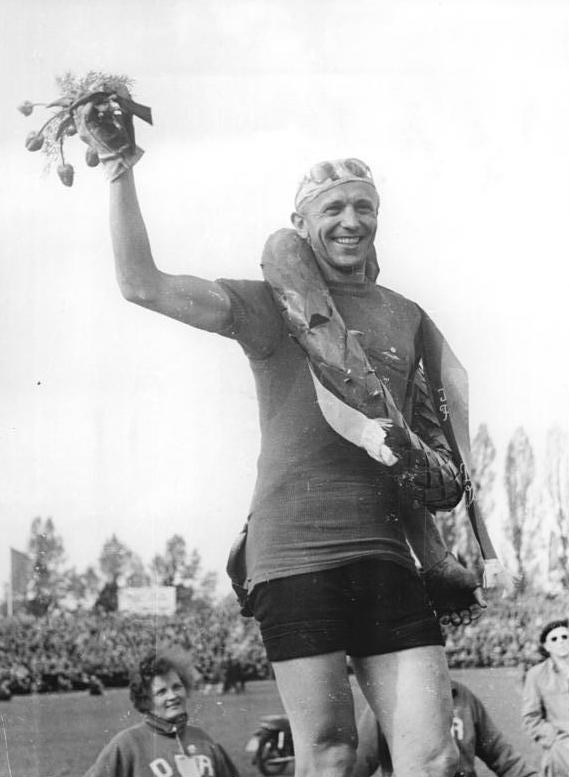
Jan Vesely (1923-2003) (Tchécoslovaquie), figure marquante des 10 premières éditions de la Course de la Paix.

En 59 années d'existence et 58 éditions, 710 étapes ont été disputées, dont 7 étaient des épreuves contre-la-montre par équipes. Ces 710 étapes ont été remportées par les coureurs de 32 nationalités différentes. La répartition (dans un ordre décroissant) par pays de ces 710 victoires est la suivante.
- Allemagne de l'Est - 129 victoires d'étape, entre 1950 (première participation) et 1989 (mais la première victoire d'étape d'un coureur de la RDA n'eut lieu qu'en 1953[117]).
- Pologne - 110 victoires d'étape, entre 1948 et 2006.
- Union soviétique - 102 victoires. Mais l'Union soviétique ne participa pas aux premières éditions de la course. Sa première participation eut lieu en 1954. Les premiers succès d'étape de soviétiques n'eurent lieu qu'en 1956[118]. L'URSS cesse d'exister à la fin de l'année 1991.
- Tchécoslovaquie - 70 victoires entre 1948 (Jan Vesely remporte les deux dernières étapes du parcours Varsovie-Prague) et 1990.
- Belgique - 49 étapes furent enlevées par des compétiteurs belges, entre 1952, première participation...et victoire dans la 1re étape de Gustav Verschueren, tandis que son compatriote Raymond Van Hoven passe en tête au sommet du "Mur" de Marano et remporte l'étape Leipzig-Karl-Marx Stadt. La Belgique vient au premier rang des nations occidentales quant au nombre des victoires d'étape.
- Allemagne -  49 succès, dont 4 acquis avant 1989  (Allemagne de l'Ouest), les 45 autres intervenant dans le cadre de l'Allemagne réunifiée, après 1990.
- Italie - 48 étapes. La première participation (hors celle d'une équipe de Trieste) d'une équipe italienne se fait en 1951, mais les premiers succès d'étape n'interviennent qu'en 1956, le sprinteur Dino Bruni enlevant la 1re étape à Varsovie, puis la 3e, à Katowice.

- France -  27  victoires. Voir supra.
- Pays-Bas - 22  victoires.
- République tchèque - 18 succès d'étapes entre 1993 et 2006.
- Bulgarie - 13 victoires d'étapes, pour ce pays, dont l'équipe cycliste participe dès la première édition. La première victoire d'étape est celle de Milko Dimov, en 1951, mais après l'année 1957 (victoire d'étape de Nencio Christov, qui triomphe au classement général final) les cyclistes bulgares  sont en panne de succès pendant 22 années.
- Roumanie - 12 victoires, la première n'intervenant qu'en 1959 par le succès de Gabriel Moiceanu dans l'étape finale, Lodz-Varsovie. Une équipe roumaine prenait part à la Course de la Paix dès 1948.
- Danemark - 11 succès.

- Royaume-Uni - 6 étapes.

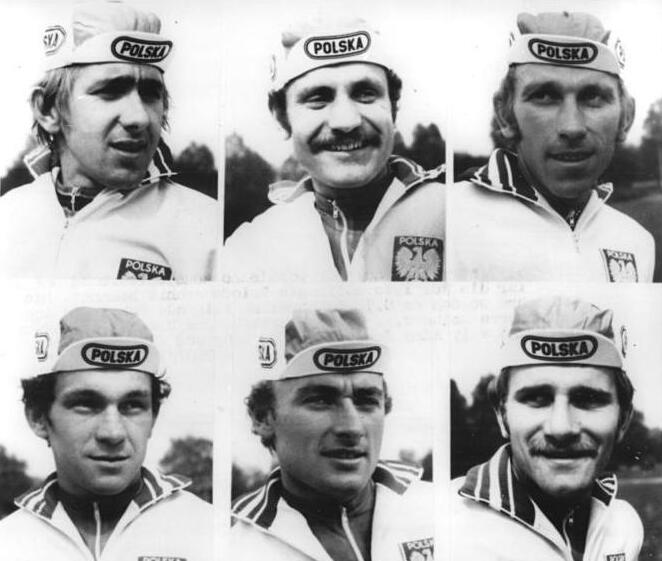
1977, l'équipe de Pologne. Après les quatre victoires de Riszard Szurkowski et celle de Stanisław Szozda, la succession est malaisée. En haut Tadeusz Mytnick, Jan Brzeny, en bas au milieu Czeslaw Lang sont parmi les meilleurs

- Australie - 5 victoires d'étapes, dont 3 de Robbie McEwen dans l'édition de 1994.
- Hongrie - 4 victoires, malgré une participation dès 1948.
- Suède - 4 victoires.
- Ukraine - 4 succès pour la période après 1991.
- Lituanie - 4 succès après 1991, dont 3 du seul Raimondas Rumšas.
- Yougoslavie - 3 victoires. Victorieuse au niveau individuel des deux compétitions de la première Course de la Paix, August Prosinek[119] remportant une étape, l'équipe de ce pays ne participait pas à la course entre 1949 et 1955. La réalité politique (rupture entre Staline et Tito) prenait le pas sur les critères sportifs et ce n'est qu'à la suite du "dégel" khroutchévien, qu'une équipe yougoslave prenait en 1956 part à la 9e Course de la Paix.
- - 2 victoires - :  Autriche,  Cuba,  Espagne,  Lettonie,  Maroc,  Norvège,  Suisse.
- - 1 victoire - :  Biélorussie,  Estonie,  Russie,  Slovénie,  États-Unis.

## La Course de la Paix, philatélie et graphisme

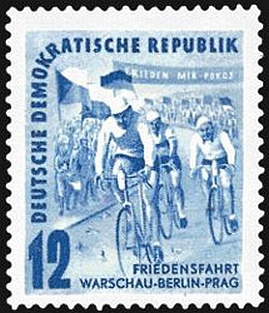
Timbre-poste de la République démocratique allemande émis en 1952.

L'épreuve cycliste phare des pays de l'Est, jusqu'en 1989, a donné lieu à un accompagnement philatélique qui vaut d'être remarqué. Il est comparable, par les cachets à date spéciaux et les oblitérations  à celui du Tour de France et du Tour d'Italie. Mais du point de vue de l'émission de timbres, la philatélie ayant trait à la Course de la Paix dispose d'une production plus abondante, sur la période allant jusqu'à la fin des régimes « socialistes ». En effet, seule course internationale à être organisée par plusieurs pays, chacun des trois États a émis ses propres timbres-poste, en particulier au cours des 10 premières années de la compétition.
Dès 1948, la Pologne émet un timbre-poste, au graphisme symbolique : une roue de bicyclette à laquelle sont attachés, flottant sous le souffle d'un vent commun, les drapeaux des deux pays organisateurs, la  Tchécoslovaquie et la Pologne. Les Polonais récidivent en 1952 pour célébrer l'agrandissement de l'aire géographique de la course à l'Allemagne de l'Est. Placés sous le signe de la colombe de la Paix, et sous un bandeau énumérant les trois journaux qui chapeautent la compétition, Trybuna Ludu, Neues Deutschland, Rude Pravo, deux coureurs rivalisent, alors qu'au premier plan sont représentés les blasons des trois capitales que la course relie, Varsovie, Berlin et Prague. De leur côté, les administrations postales de la RDA et de la Tchécoslovaquie émettent un timbre pour marquer le même événement.

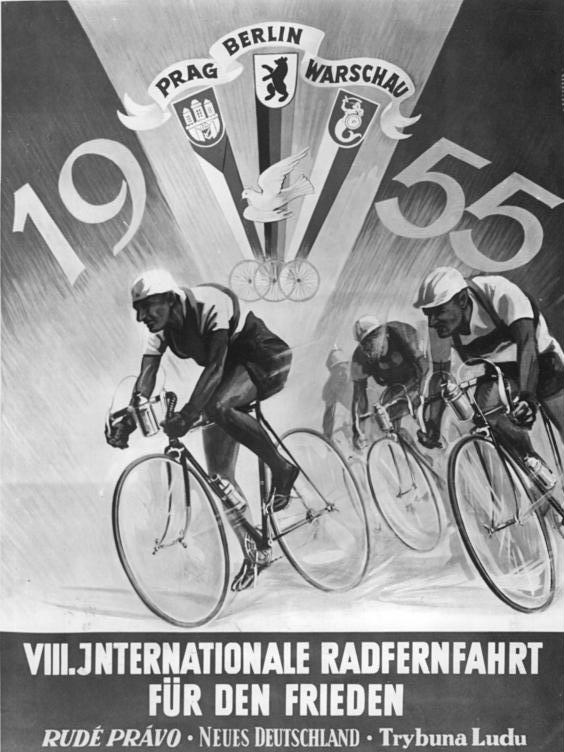
Affiche : plus que le timbre-poste elle associe réalisme et symbolique

Jusqu'en 1957, chaque année, la Pologne et la République démocratique allemande continuent l'émission de plusieurs vignettes philatéliques à la gloire des coureurs de la « Paix ».
La poste tchécoslovaque est plus chiche en ce domaine : deux timbres seulement, en 1953 et 1956. Mais elle produit des cartes postales prétimbrées, des entiers postaux : une série de huit cartes, par exemple est imprimée en 1956, illustre par des photos la neuvième Course de la Paix.
L'année 1957 marque un tournant. Le dixième anniversaire de la Course de la Paix est célébré, outre celles des trois pays traversés, par deux autres administrations postales. Celle de Roumanie émet deux timbres : sur l'un d'eux se détache sur fond azur une colombe blanche perchée sur un guidon de vélo. Celle d'URSS tire un timbre plus classique, mettant en scène des coureurs en plein effort. Mais les années suivantes, seuls les anniversaires multiquinquennaux sont accompagnés d'émissions philatéliques en timbres-poste ou en entiers postaux. Par contre durent encore les oblitérations spéciales qui permettent aux collectionneurs de suivre chaque année la course d'étapes en étapes. Comme les cachets « premiers jours », elles sont apposées sur des enveloppes richement illustrées, où le graphisme de la production polonaise est souvent remarquable.
Liste des émissions de timbres-poste portant sur La Course de la Paix.
- Pologne : 1948 : 1 ; 1952 : 1 ; 1953 : 3. ; 1954 : 2 ; 1955 : 2 ; 1956: 2 ; 1957: 2 ; 1962 : 3 ; 1967: 1 ; 1972 : 1 ; 1977 : 1 ; entiers postaux (sous forme de cartes postales prétimbrées ; liste incomplète) : 1959 : 1 ;   1971 : 1 ; 1997 : 1.
- Allemagne de l'Est : 1952 : 1 ; 1953 : 3 ; 1954 : 2 ; 1955 : 2 ; 1956 : 2 ; 1957 : 1 ; 1962 : 3 ;  1967 : 2 ; 1977 : 3.
- Tchécoslovaquie : 1952 : 1 ; 1953 : 1 ; 1956 : 1 ; 1957 : 2 ; 1962 : 1 ; 1967 : 1 ; 1977 : 4 ; entiers postaux (cartes postales prétimbrées) : 1956 : 6 ; 1957 : 9 ; (enveloppe) :  1988 : 1.
- Union soviétique : 1957 : 1 ; 1986 : 1 ; 1987 : 1 ; entiers postaux (enveloppes) : 1985 : 1 ; 1987 : 1.
- Roumanie : 1957 : 2.

## Sources et références

### La Course de la Paix et leMiroir du cyclisme

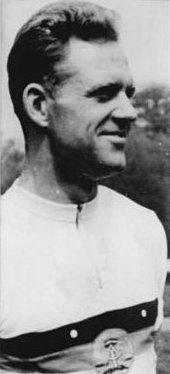
Dans les années 1960, Miroir Sprint et le Miroir du Cyclisme, font fréquemment référence au palmarès de Gustav-Adolf Schur, pour déplorer la cassure Est/Ouest, traduite en amateurs/professionnels, dans le cyclisme.

Cet article se référence pour les 25 années où le magazine couvrait la Course de la Paix (de 1960 à 1985) aux contributions des journalistes Émile Besson, Paul Denize, Paul Zilbertin, Jean-Guy Modin, Yves Bordenave, publiées dans Miroir du cyclisme chaque année, au printemps. En particulier :
- numéro  5,  mai 1961 : De Varsovie à Prague, via Berlin, Kapitanov[120], Eckstein[121], Schur[122] , etc. accueillent les meilleurs jeunes occidentaux dans la XIVe Course de la Paix. (avec le palmarès et le parcours 1961)
- numéro 19, juin 1962 : Trust soviétique dans la Course de la Paix, avec une photo du vainqueur, Gainan Saidschuchin[123] et une autre photo où le futur professionnel Henk Nijdam côtoie le vainqueur de l'année précédente, Youri Melikhov[124],  et le sprinteur-rouleur Anatoli Tcherepovitch[125]. L'auteur de l'article Paul Zilbertin est journaliste du sport travailliste à L'Humanité.
- numéro 32, juin 1963 : L'élève Klaus Ampler s'est hissé au niveau du maître Gustav Schur. (Émile Besson)[126]
- numéro 45, juin 1964 : Un article de Paul Denize, titré sur le Tour de l'Avenir 1964 est pour un tiers... consacré à la Course de la Paix. Présentation du vainqueur 1964, Jan Smolik[127].
- numéro 73, juin 1966 : Course de la Paix, Tour de l'Avenir, Bernard Guyot visera le doublé. (article de Claude Parmentier)
- numéro 86, mai 1967 : Paix-Mir-Friden-Pokoj-Pax. La Course de la Paix a vingt ans.... Un article de 3 pages signé Émile Besson.
- numéro 87, juin 1967 : Ce numéro suivant est plus discret: rien sur la Course, mais il faut noter que l'article de Marc Jeuniau, le journaliste belge du Miroir du cyclisme, bien que consacré aux deux équipes belges du Tour de France est illustré d'une photo de Marcel Maes : Marcel Maes[128], vainqueur de la Course de la Paix, sera peut-être le successeur de...Sylvère.
- numéro 100, juin 1968 : Numéro historique... 100 ans de vélo. Trois pages sont destinées aux « Amateurs », illustrées de photos de la Course de la Paix. Cent ans de vélo, mais ce n'est qu'un commencement. Vingt-et-un ans et pourtant La Course de la Paix est riche d'un merveilleux passé. (article de Jean-Guy Modin, journaliste sportif à L'Humanité).
- numéro 101, juin 1968 : deux pages signées par Jean-Louis Modin présentent le déroulement de la 21e Course de la Paix.  Axel Peschel[129]    le vainqueur sympathique, Karel Vavra, le second, Jan Magiera[130], le troisième, Gainan Saidschuchin, le quatrième, qualifié de "Darrigade soviétique", sont présentés aux lecteurs de façon vivante. Un Allemand « de l'Est », un Tchécoslovaque, un Polonais, un Soviétique, un quarté idéal qui n'oublie ni les pays organisateurs, ni la tutélaire Puissance voisine.

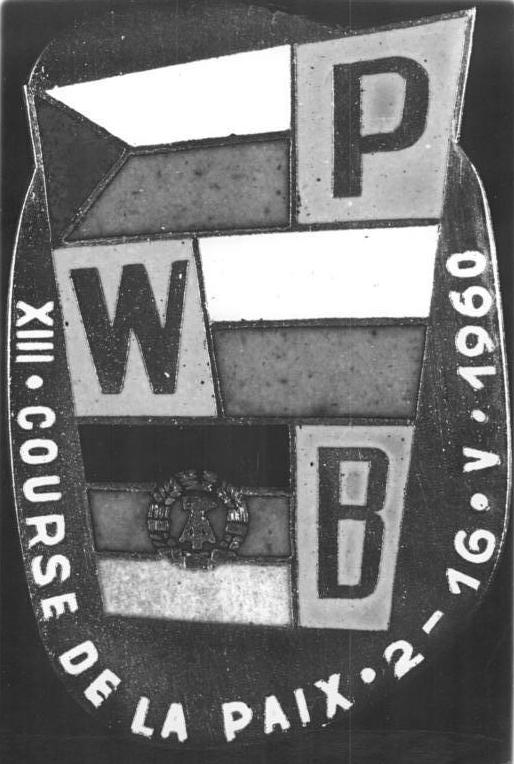
Un des nombreux insignes, épinglettes, badges auxquels la Course de la Paix fournit matière. B.W.P. est l'abréviation, l'ordre des lettres variant selon les années en fonction du parcours, des 3 villes capitales : Berlin, Warszawa, Praha

- numéro 113, avril-mai 1969 : c'est un numéro indispensable, car 10 pages y sont consacrées à la Course de la Paix. Jean-Guy Modin, sous le titre 45 000 km sur B.P.W. livre un long interview du journaliste sportif polonais Zygmond Weiss, où celui-ci témoigne des conditions de la création de la course, et ses souvenirs de "suiveur" des 21 premières éditions. Les 8 autres pages contiennent la version française d'un récit du journaliste et écrivain tchèque Ota Pavel, Une erreur, publié au moment du " Printemps de Prague". Le personnage central de ce récit est Jan Vesely[131], vainqueur en 1949 de la Course de la Paix, puis victime plus tard de la bureaucratie totalitaire.
- numéro 115, Pour l'Avenir, Robert Oubron fear confiance à ceux de la "Course de la Paix". (article d'Émile Besson)
- numéro 128, juin 1970 : La course de la Paix, de Prague à Berlin. Article d'Émile Besson.
- numéro 141, mai 1971 : 6 pages sont consacrées aux "amateurs". Émile Besson signe son article annuel sur la Course de la Paix. Claude Parmentier rend compte du Tour d'Algérie, remporté par le Polonais Ryszard Szurkowski[132], vainqueur de la Course de la Paix un mois plus tard.
- numéro 142, juin 1971 : dans la rubrique l'Armoire aux souvenirs, Robert Descamps publie le palmarès de la Course de la Paix, de 1948 à 1970. Y figurent les 5 premiers du classement individuel de chaque édition, mais aussi les 3 premières équipes classées dans le Challenge collectif.
- numéro 156, juin 1972 : À l'Est du nouveau,... en France un certain renouveau. (Émile Besson)
- numéro 171, juin 1973 : Course de la Paix, les conseils de J-P. Danguillaume à son frère (Jean-Louis Danguillaume).
- numéro 204, juillet 1975 : " La France au 18e rang," dit Oui à Berlin Ouest, non à Berlin Est, constate encore Émile Besson.
- numéro 256, août 1978, dans la partie "encyclopédie", le palmarès actualisé de la Course de la Paix.
- numéro 368, mai 1985, publication d' une enquête de 10 pages sur le cyclisme en RDA. Le journaliste Henri Quiqueré rencontre le champion Olaf Ludwig, chez lui à Gera. Le photographe Joël Cohade livre un cliché de la famille Ludwig ("Steven, Madlen, Kelke et Olaf") dans son logement comme il le fait pour tous les champions français ou belges, que le Miroir présente mois après moi.

Jusqu'en 1989, le Miroir du Cyclisme suit (au moins un article par an) les champions de l'Est européen. Ce chapitre se clôt en 1990. À partir de cette date, rien ne distingue les anciens coureurs de l'Est et Miroir du cyclisme en arrive à oublier ses pages antérieures. La Course continue, mais le Miroir, où Maurice Vidal a été remplacé, écrit dans un " Carnet des supporters", hors série et hors abonnement: " Aucune grande course professionnelle, par étapes ou en ligne n'est organisée en Europe de l'Est". Certes la Course de la Paix ne devient "Open" que deux ans plus tard, nonobstant ne pas même la citer, surprend...

### Autres références

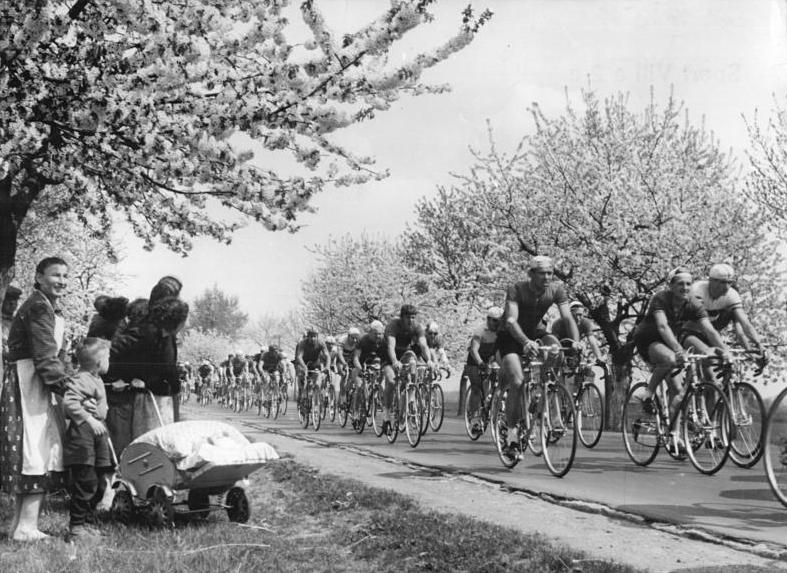
Printemps, coureurs, fruitiers en fleurs

- Le magazine Cyclisme international, numéro 114, juin 1995, publiait un dossier sur la Course de la Paix, fort de 12 pages, très décalé par rapport aux articles de la grande époque de Miroir du cyclisme. Titré  Quand le soleil se levait à l'Est, il possède le recul du temps, mais garde la même empathie. Un éditorial du rédacteur en chef de la revue, Christian Eclimont, où celui-ci constate les Murs qui tombent, précède le dossier réalisé par Guy Caput, etc. un ancien rédacteur du Miroir du cyclisme. La colombe s'est envolée écrit-il, en livrant quelques aspects de l' Histoire d'un monument. Il recueille les souvenirs  de celui qui a été mécanicien de l'équipe de France durant près de 20 ans, et ceux de trois coureurs : Bernard Guyot, un vainqueur et deux autres de moindre notoriété. Christian Radigond, témoin de la dernière participation française de l'équipe de France FSGT, en 1953, se souvient des publics impressionnants qui accueillait les arrivées d'étape, 80 000 personnes au stade de Katowice, ville où les  ruines de la Seconde Guerre mondiale étaient encore très visibles. Philippe Bodier, sélectionné à 3 reprises au début des années 1970, relate  après avoir goûté à la Paix, c'était comme avoir couru avec les "pros", un Paris-Dreux ou un Paris-machin paraissaient bien fades. Et puis il y a le témoignage d'Émile Besson, avec un peu d'Humanité, qui revient sur l'ambiance extraordinaire de la Course. Besson, journaliste-suiveur attentif du Tour de France, souhaitait voir revivre "la Paix", étendue à Zagreb ou Sarajevo, où les armes alors avaient pris le pas sur le vélo.
- Claude Sudres : Dictionnaire international du cyclisme, 1993.

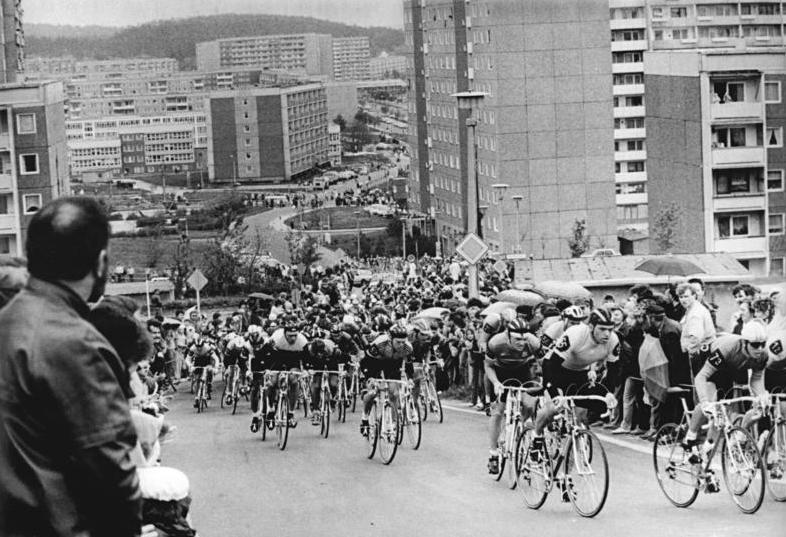
Printemps, coureurs et paysage urbain. Le Soviétique Vladimir Pulnikov, 2 fois second de la "Paix", et Olaf Ludwig, en sa ville de Gera, mènent le peloton de la de la Paix.

- Pierre Chany : L'année du cyclisme. Éditions Calmann-Lévy. Les éditions annuelles de ce livre fournissent le palmarès détaillé des étapes de la Course de la Paix de 1974 à 1989. Pour les années 1990 à 2006, les successeurs de Pierre Chany livrent le minimum, bien sûr nécessaire: les premiers du classement général, et la suite des noms des vainqueurs d'étape. Il est clair que la course a perdu son prestige.
- Les cahiers de l'Équipe : Cyclisme magazine, no 13, avril-mai 1962. Palmarès de 1948 à 1961 de la Course de la Paix, pages 112-113.

Voir également les articles réguliers de Émile Besson dans le quotidien français L'Humanité au moment de la compétition. L'un d'eux retrace la place de la presse française dans la Course de la Paix. Tous mettent en avant « l'approfondissement de l'amitié » entre les coureurs et les peuples qu'engendrerait la Course de la Paix :
- L'Humanité, 9 mai 1977 :  Le Tour des amateurs, en 30 ans, la Course de la Paix a acquis ses lettres de noblesse.
- L'Humanité-Dimanche, 7 mai 1983, lors de la 36e Course :  La plus belle épreuve du monde démarre dimanche à Varsovie.

Les années où L'Équipe délègue un journaliste sur la Course, l'information est plus diversifiée. Ainsi en 1981, Robert Pajot s'attache à présenter les vainqueurs d'étapes et le vainqueur final de cette 34e édition.  Qui est Zagretdinov, titre-t-il lors de l'arrivée finale à Varsovie. Mais le titre de l'article principal constate sur 5 colonnes :  Les Soviétiques sont trop forts.  Face à eux, l'allemand (de l'Est, certes, mais...)Ludwig fait front. Le vocabulaire guerrier, fréquent dans le Sport, rappelle inconsciemment entre Berlin, Prague et Varsovie des réalités et des passés  moins fraternels que ce qu'en écrivent les journalistes  du Miroir du cyclisme. En 1982 l'envoyé spécial du quotidien sportif français est Patrick Chêne, futur suiveur du Tour de France pour la Télévision française. Le 24 mai 1982, le titre de sa chronique de fin de course est :  Ludwig... mais aussi Saudé. L'un est le vainqueur final à Berlin, l'autre est 58e. Mais il vient de gagner la dernière étape !

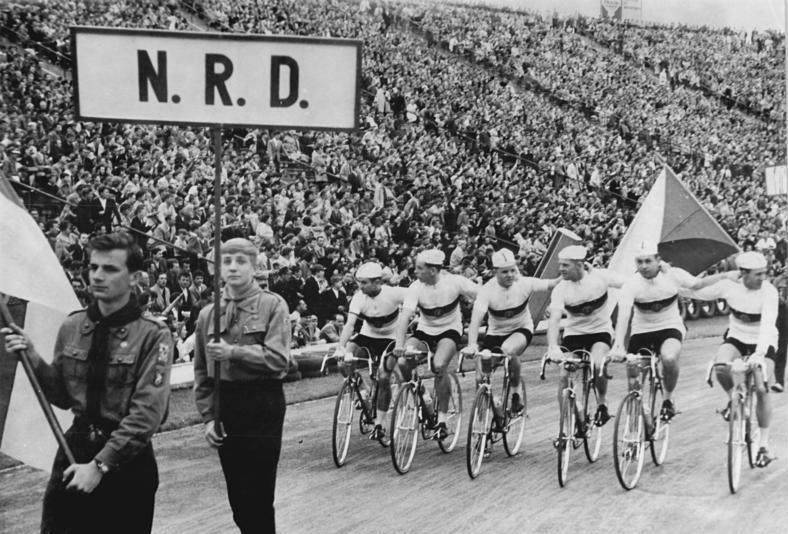
Avant comme après sa reconnaissance internationale comme État souverain, la République démocratique allemande met en avant ses sportifs de talent pour affirmer son existence.

La Course de la Paix trouve écho dans les brochures et revues éditées en français par les différents comités de la République démocratique allemande, chargés de populariser les réalisations du régime : le fait que Gustave Schur, deux fois vainqueur de la Course, soit sportif et député au Parlement est mis en avant avec constance. L'Écho d'Allemagne, transformé en RDA Réalités tient une place non négligeable, dans ce dispositif "germano-allemand". Ainsi :
- L'Écho d'Allemagne, avril 1973 : une page est consacrée à la XXVIe course de la Paix. À cette date le magazine note que depuis 1948,  2 500 coureurs venant de 35 pays ont participé au moins une fois à la Course de la Paix. Au sein de cet ensemble, 1 561 coureurs ont participé deux fois et plus. (article signé A. Klimentschewski).
- RDA Réalités, juillet 1983 : une page titée Le rêve de Coubertin rend compte d'une exposition berlinoise d'œuvres artistiques sur le Sport, réalisée à la demande du Ministère de la culture.  reproductions d'œuvres illustrent l'article. L'une est un tableau de Bert Haller ; Gustav-Adolf Schur. Le champion tient une barre d'un supposé navire, où la présence d'un vélo en fond de tableau semble incongrue. Mais l'important est dans ce champion revêtu du  maillot de l'équipe de la RDA, dont le regard fixe le spectateur et l'avenir.
- La RDA et le sport, brochure périodique du gouvernement est-allemand, no 3/ 1976/ une page présente Thomas Huschke, coureur de la Course de la Paix et champion du monde.
- La RDA et le sport, 1980 : une photo pleine page veut illustrer l'amitié sportive germano-soviétique. Vainqueurs de la Course de la Paix autrefois, responsables du sport aujourd'hui : Victor Kapitanov et Gustav-Adolf Schur.

### Source "officielle"
- Informator, publié par la direction de la Course Internationale, brochure de 180 pages en 5 langues (en 1986 : allemand, tchèque, polonais, russe et français). C'est le règlement de la Course.

### Sources non francophones
Pour la période 1948-2006 :
- K. Małcużyński, Zygmunt Weiss : Kronika wielkiego wyścigu, Ksiażka i wiedza, Warszawa, 1952.
- Adolf Klimanschewsky : Warschau-Berlin-Prag. Ein Erlebnisbericht von der Friedensfahrt 1952. Sportverlag, Berlin, 1953.
- Brigitte Roszak/Klaus Kickbusch (Redaktion) : Friedensfahrt. Sportverlag, Berlin, 1954.
- VII. Internationale Friedensfahrt. Volkskunstverlag Reichenbach, 1955.
- VIII. Wyscig Pokoju, Zavod Miru, Friedensfahrt. Verlag: Sport i Turystika, Warszawa 1955.
- Horst Schubert : Etappengefüster. Sportverlag, Berlin, 1956.
- Horst Schubert u.a.: Jedes Jahr im Mai. Sportverlag, Berlin, 1957.
- Herbert Kronfeld : Zwischen Start und Ziel. Sportverlag, Berlin, 1957.
- Egon Lemke : Giganten der Pedale. Verlag Junge Welt, Berlin, 1958.
- Autorenkollektiv : Friedensfahrt. Sportverlag, Berlin, 1962.
- Klaus Ullrich : Kluge Köpfe - schnelle Beine. Sportverlag, Berlin, 1963.
- Alles über alle Friedensfahrer. Verlag Neues Deutschland, Berlin, 1964.
- Täves Friedensfahrtlexikon. Verlag Neues Deutschland, Berlin, 1965.
- Klaus Ullrich (Hrsg.) : Fahrt der Millionen. Sportverlag, Berlin, 1967.
- Trzdziesci lat Wyscigu Pokoju. Krajowa Agencja Wydawnicza, Warszawa, 1977.
- Klaus Ullrich : Die große Fahrt. Sportverlag, Berlin, 1977.
- Günter Teske : Das gelbe Trikot. Verlag Neues Leben, Berlin, 1981.
- Klaus Ullrich : Jedes Mal im Mai, Sportverlag, Berlin, 1986,  (ISBN 3-328-00177-8).
- Ulf Harms : Der verschwundene Friedensfahrer. Militärverlag der DDR, Berlin, 1987,  (ISBN 3-327-00433-1).
- Gustav-Adolf Schur (Hrsg.): Friedensfahrt, Spotless-Verlag, Berlin, 1995,  (ISBN 3-928999-47-8).
- Tilo Köhler : Der Favorit fuhr Kowalit: Täve Schur und die Friedensfahrt. Gustav Kiepenheuer Verlag, 1997,  (ISBN 3-378-01015-0).
- Manfred Hönel/Olaf Ludwig : 100 Highlights Friedensfahrt. Sportverlag, Berlin,1997,  (ISBN 3-328-00717-2).
- Maik Märtin : 50 Jahre Course de la Paix, Agentur Construct, Leipzig, 1998.
- Klaus Ullrich Huhn : Die Geschichte der Friedensfahrt. Spotless-Verlag, Berlin, 2001,  (ISBN 3-933544-52-1).
- Bogdan Tuszynski/ Daniel Marszalek : Wyscik Pokoju 1948-2001, Verlag FDK Warszawa, Warszawa, 2002,  (ISBN 83-86244-33-X)
- Andreas Ciesielski : Das Wunder von Warschau, Scheunen-Verlag, Kückenshagen, 2005,  (ISBN 3-934301-83-5)
- Alan Buttler/Klaus Huhn: Wie die Friedensfahrt "ausgegraben" wurde, NORA Verlagsgemeinschaft Dyck & Westerheide, Berlin, o.J.,  (ISBN 978-3-86557-301-8)
- Rainer Sprehe : Alles Rower? Ein Wessi auf Friedensfahrt. Covadonga-Verlag, Bielefeld 2012,  (ISBN 978-3-936973-70-9)
- Das groẞe Buch der Internationalen Friedensfahrt, Verlag Bild und Heimat, Berlin, 2021, 174 p., préface de Olaf Ludwig,  (ISBN 978-3-95958-298-8)

- Brochures éditées annuellement par les journaux organisateurs. En langue allemande, elles ont pour titre Friedensfahrt, suivi du millésime. Chacun des numéros fournit les classements complets de la course de l'année précédente. Deux éditions reprennent les classements de toutes les années antérieures :
  - Friedensfahrt 39., édité par Neues Deutschland, Berlin, 1986.
  - Friedensfahrt 40., édité par Neues Deutschland, Berlin, 1987. Ce numéro fournit les noms de tous les participants et leur classement, de 1948 à 1986.

Pour les émissions philatéliques :
- Jacek Kaplowski, Ryszard Rzepko : Wyscig Pokoju 1948 - 1972. Biblioteka filatelisty, Polski zwiazek filatelistow, Varsovie, 1973.

Pour les produits marchands dérivés (pin's, fanions, médailles) :
- Peter Klaar : Friedensfahrt spezialkatalog 1948 bis 2006, Berlin, 2014. 264 pages. Avec un préface de Gustav-Adolf Schur

Audio/Video :
- Kopfsteinpflaster und Asphalt. Radio-Feature des MDR.     1 CD. Pool Music und Media, 1998, 4260031180232.
- Hagen Boßdorf : Geschichte  der Friedensfahrt. VHS-Video. 1997,  (ISBN 3-328-00770-9).
- Friedensfahrt Course de la Paix 1978, Dokumentation des WDR, Köln, 1978
- Damals in der DDR. 3 CDs, 2001, BMG 743218855023 (avec Friedensfahrt-Fanfare).